# 我的英雄学院角色列表
本列表列出日本漫畫家堀越耕平的作品《我的英雄學院》中的所有登場角色。
- 擔當聲優配音順序為：日本動畫劇集版；日本VOMIC版本；台灣Animax版；台灣Netflix版（亦在民視和東森電影台播放）；香港版。
- 角色名稱記載方式－學生以「本名／英雄名」；職業英雄以「英雄名／本名」；對立方以「敵人名／本名」的方式記載。

## 雄英高中

### 英雄科1年A班→2年A班
| 第1列 | 16 葉隱透   | 11 障子目藏 | 06 尾白猿夫   | 01 青山優雅   |
| 第2列 | 17 爆豪勝己 | 12 耳郎響香 | 07 上鳴電氣   | 02 芦戶三奈   |
| 第3列 | 18 綠谷出久 | 13 瀨呂範太 | 08 切島銳兒郎 | 03 蛙吹梅雨   |
| 第4列 | 19 峰田實   | 14 常闇踏陰 | 09 口田甲司   | 04 飯田天哉   |
| 第5列 | 20 八百萬百 | 15 轟焦凍   | 10 砂藤力道   | 05 麗日御茶子 |

綠谷出久（Midoriya Izuku）／廢久
配音（通常）：山下大輝（日本動畫、VOMIC）；鍾少庭（台灣Animax）；錢欣郁（台灣Netflix）；張裕東（香港）
配音（童年）：渡邊明乃（日本動畫）；谷口夢奈（日本VOMIC）；陳筱寧（台灣Animax）；錢欣郁（台灣Netflix）；廖杏茵（香港）
生日：7月15日／身高：166cm／血型：O型／星座：巨蟹座／喜爱的事物：豬排丼／出身地：靜岡縣／畢業學校：折寺中學
本作的第一人稱敘事者。是一名具綠色捲髮，臉頰兩側有雀斑的少年。背包又大又黃，鞋子又大又紅。欧尔麦特的超級粉絲，家中有不少周边收藏品以及有一手苦练多年的模仿欧尔麦特的招牌臉才藝。自我要求很高，會竭盡所能地完成該做的事，被歐爾麥特評價為「行動派的宅男」，腦內思索频繁而且表达时會長篇大論，曾經被班上的同學吐嘈是一種“才能”並嚇倒很多同學，有著在有心事的時候就會用手捂住嘴喃喃地嘟噥的習慣。有著絕佳的瞬間判斷力，在還未有個性时習慣將世上活動的英雄們的能力與事跡用筆記本進行記錄，曾運用筆記本內的知識和經驗創造出自己的優勢，此外還會根據合作隊友個性的不同，擬定出能讓他們活用他們個性的戰術。有著遇上求助的人就會不自覺地飛奔救援的英雄氣質，也因為這項氣質而被歐爾麥特看中。
與爆豪為竹馬之交，幼稚園時因為看到爆豪覺醒出強大的個性，因此後來也滿心期待自己個性到來的一天，但被告知自己是無個性者後曾消沉過一段時間，養成戰戰兢兢的習慣。在經過歐爾麥特安排的十個月特訓後，身體訓練成獲得歐爾麥特的個性「ONE FOR ALL」也不會四分五裂的狀態。在雄英高中入學試時，為救出被瓦礫壓着的麗日而強行發動個性，一拳擊破機器人的同時雙腿與右手骨折，終以總分60分（擊破分0分，救助分60分）通過考試。
相較於初中，進入雄英後和班上同學關係相處較為融洽，其中包括飯田、麗日、蛙吹和峰田這四人是最常和出久往來的同班同學，雄英體育祭後也與轟、尾白和常闇之間建立不錯的交情，唯獨和竹馬之交的爆豪關係依舊相當緊張，温和派和激进派作风的兩人之間也少有合作和交集。
在英雄職場體驗時受到經典老爺車的指名後來到住所訓練如何拿捏「ONE FOR ALL」，並在保須市和轟以及飯田合作擊敗英雄殺手。
在林間集訓中以訓練基礎動作及耐力來提昇自己的「個性」。在試膽大會時遇上敵人聯軍的攻擊，為了保護洸汰而與有著「肌肉再生」個性的敵人爆肌對戰，最後為了能成功打倒爆肌使用已經受傷的手使用「ONE FOR ALL」超過100%的力量，導致被警告再使其受傷終將無法使用右手。因為沒有辦法救出被敵人擄走的爆豪，而非常不甘心，便在神野戰時，與切島、飯田、轟、八百萬一同前去救援爆豪，最終以出其不意、沒有與敵人正面交鋒的方式救出爆豪（但卻是在Mt. Lady與Gran Torino先後襄助下才得以平安離開敵聯合總部）。
在討伐死穢八齋會作戰中，出久為救出壞理而與解修師展開交戰，中途因壞理發動「個性」而使自己得以將「ONE FOR ALL」提升至100%而不受傷，最後成功擊倒對方。
死穢八齋會事件後，學院中也暫時停止英雄實習，並於學期末安排和B班再次比賽，但在之前出久在夢中遇見所有前任的「ONE FOR ALL」傳承者，並看見初代的「ONE FOR ALL」傳承者和他的哥哥「ALL FOR ONE」在戰鬥，然後初代透露出久只覺醒20%，還是不夠，並把「力量」傳給出久，然後便驚醒發現自己的力量爆發。在和B班的戰鬥中，「力量」因憤怒爆發而無法壓制，而麗日和心操合力才成功制止，在制止前，出久再次夢到傳承者之一（萬繩大悟郎），告訴出久「ONE FOR ALL」之中已摻有了各個傳承者的個性因子，加上「ONE FOR ALL」的力量，變得更加強大，所以出久會擁有所有以前傳承者的個性，從而將「ONE FOR ALL」完成。
因為自身所背負的責任而在留下紙條後選擇離開雄英高中，同時穿上破損的戰鬥服與經典老爺車的披風，也向大家解釋了關於自己從歐爾麥特手中繼承了「ONE FOR ALL」的事。在真堂搖被爆肌打敗後現身救下真堂。因為渾身骯髒的外表以及複數個性（黑鞭、煙霧）而被認為是「ALL FOR ONE」的部下。後來隨著爆豪現身協助打倒敵人，A班全體為了阻止出久離開而與他開戰。
與死柄木弔的決戰之後，「ONE FOR ALL」跟著「ALL FOR ONE」一同消失，最後耗盡餘燼重新變回無個性。
決戰的八年後，無個性的綠谷出久在雄英高中擔任老師，如今的他改將教育下一代當成自己的目標。最終，在歐爾麥特與昔日A班眾人的資助下，獲得支援裝備並重新成為业余英雄。
作者原本有意將他設定成善用頭腦與裝備（如電擊槍）戰鬥的無「個性」英雄，歐爾麥特只是鼓勵他。在時任編輯建議下他才讓他有「個性」，ONE FOR ALL於焉產生，歐爾麥特與出久的師徒關係亦由此形成。另外原本作者有意使出久臉上只有其中一側有雀斑和讓他的頭髮遮住其中一眼以增加特色，但最終各自改為面部兩側有雀斑與不遮眼。
在週刊少年JUMP舉辦的第一屆人氣角色投票中榮獲第一名（2314票）。
所屬實習對象：經典老爺車→夜目爵士（已故）→奮進人
個性：無個性 → 「ONE FOR ALL」 → 無個性
出久為第九代「ONE FOR ALL」繼承者。
由「儲存力量」和「讓渡個性」兩種個性混合在一起的個性，能讓繼承者強化自身的力量，讓繼承者能夠進行高速移動和發出巨大的衝擊波。經過一代接一代的傳承培育，每一代的繼承者鍛煉到極限的身體能力以及個性不斷疊加，隨著傳承而不斷變強的強大個性，與死柄木弔決戰之後，跟著「ALL FOR ONE」一同消失，變回無個性。
對繼承者來説並不是天生擁有的力量，所以需要一定的時間去適應和磨合才能運用自如，而且對繼承者的體格也有一定的要求，要是沒有經過鍛鍊的身體傳承到此個性的話可能會因為身體無法承受而導致四肢爆裂而死，持有此個性者會有著相當強大的力量和比常人快的速度，但同時會給身體帶來很大的負擔。
出久最初處於使用時就會因反作用力而導致骨折的情況，在「個性」掌握測試時學會了以「以最小限度的負傷發使出了最大的力量」的辦法將力量集中於指尖上。之後他在USJ事件發現自己可以發動5%的OFA且完全不受傷。其後職場體驗受經典老爺車訓練，加上自己動腦筋後發現「只需一開始就把所有開關打開就好」，從而開發出在全身容許上限的情況下纏繞在全身的「全覆蓋」，成為後期的戰術基礎。合宿事件後被發目無意間的惡搞試驗和歐爾麥特的提醒中創造新的戰鬥模式，命名為「  ONE FOR ALL 全覆蓋 射門風格」。後來出久在跟勝己的私鬥中已能將OFA開到8%。
由於「ONE FOR ALL」的存在是秘密，因此出久向雄英所登記的個性名稱為「超力量」。
在身體允許的情況下已經能發揮到45%的威力。
目前已知的歷代個性：
詳見「歷代繼承者」。
個性：變速
原持有者：「第2代繼承者」驅藤
從一速到五速，能夠通過換檔來讓自身的速度產生變化，速度換檔至五速時甚至能超越音速，不過最多只能使用五分鐘。
原持有者最初只能改變自己碰觸的小型物體的速度，但經過「ONE FOR ALL」強化後變異成連自己體內的細胞都能加速。
個性：發勁
原持有者：「第3代繼承者」布魯斯
能夠通過重複一定的動作來儲存並釋放力量。在313話中為了抓住納甘而使出。在315話中配合45%的「ONE FOR ALL」和離心力使出威力足以比肩100%「ONE FOR ALL」的巨大衝擊力。
個性：感知危機
原持有者：「第4代繼承者」四乃森避影
能如同第六感般瞬間察覺到即將到來的危險，但對不會造成危險的善意對象無效。
出久在295話中重傷倒地後覺醒了這項能力。在307話中透過此項能力發現了爆肌的存在並救下真堂。
個性：黑鞭
原持有者：「第5代繼承者」萬繩大悟郎
能夠釋放出黑色的能量鞭，能用來抓取物件和在高樓大廈之間移動，類似漫威漫畫中的超級英雄蜘蛛人的能力。
只有出久在高度集中精神的情况下才能勉强维持形状实现自控，否则就会引发个性暴走，但出久想做到把这股力量像鞭子一样收放自如应用在自己的新必杀技「空中武力」上。
個性：煙幕
原持有者：「第6代繼承者」搖蕩井煙
能釋放出煙霧藉此干擾敵人或趁機逃跑。在308話中對抗爆肌時使用此能力包圍住附近一帶來干擾爆肌的視線。
個性：浮游
原持有者：「第7代繼承者」志村菜奈
能夠漂浮在空中，類似麗日的無重力。在283話中透過與黑鞭配合將英雄們救下倖免於死柄木的大規模崩潰之中。
爆豪勝己（Bakugō Katsuki） ／大爆殺神Dynamite（Daibakusajin Dynamite）
配音（通常）：岡本信彥（日本動畫）；梅原裕一郎（日本VOMIC）；梁興昌（台灣Animax）；江志倫（台灣Netflix）；陳耀楠（香港）
配音（童年）：國立幸（日本動畫）；高橋李依（日本VOMIC）；石薇（台灣Animax）；連思宇（台灣Netflix）；林丹鳳（香港）
生日：4月20日／身高：172cm／血型：A型／星座：牡羊座／喜歡的事物：辛辣食物、登山／出身地：靜岡縣／畢業學校：折寺初中
有著米黃色頭髪和三白眼的少年，身體強壯，掌心皮膚非常厚，凶狠的眼神給人不良少年的感覺。出久的兒時玩伴，被出久稱為「小勝」。夢想是成為超越歐爾麥特的英雄並於高額納稅者排行榜上留名。個性為「爆破」，手掌和掌心分泌的汗水可以發揮爆破的個性，擁有絕高的戰鬥意識和反應速度，在近戰中佔有相當優勢。雄英英雄科入學考試實技部分取得全級第一佳績（敵人分77，拯救分0），是雄英運動會一年級的學生代表。
在英雄服設計方面要求要有威嚇感，當中不少設計是為減輕爆破所帶來的負擔而存在。汗液可以通過戰鬥服手腕部分的籠手進行儲存，啟動插銷就能一次性引發巨大爆炸，為避免不小心拔出插銷，籠手部分特地做了兩段式設計，也能儲存在腰帶上配置的手榴彈型儲存槽，做成真正的手榴彈。也能够將其作為推進器使用，運用方法十分多樣。手掌具有很好的吸水性，可以抵禦爆炸帶來的強大衝擊，膝蓋部分是以強力攻擊為目的而設計的鈍器，作者表示此服裝設計方面「很殘忍」。
從小就樣樣精通，不僅運動神經好，學業也很優秀，還會爵士鼓，被人稱為「才能Man」。自從在幼兒園時被發掘有著強大個性後就覺得自己比任何人強，之後就日漸形成現在自尊心極強的性格。據出久、歐爾麥特等人所述他的自我是由極強的自尊心構造而成。對於人的行為感知相當敏感纖細，能夠藉出久和歐爾麥特的平日言行和神野一戰推斷出「ONE FOR ALL」的存在。由於自尊心的緣故，輸給別人時受到的打擊比一般人更巨大，但能很快振作起來並開始努力進取。
相當自我中心，對於其他同學不會特意去記他們的名字，因此稱呼他們時大多是看長相來取綽號。在運動會上由於轟沒有使出全力而發怨。
脾氣暴躁，性格好戰，心胸狹窄，被人嘲諷、說壞話就會發飆的類型，時常會說出「去死吧」。屬於完美主義者，力求凡事都做到最好，否則沒有意義。目標是樣樣都拿到壓倒性的第一名，有著強烈的好勝心，是不拿到第一名就不會善罷甘休的人。看似粗放的戰鬥方式實際心思細膩，所有的行為都有其意義，曾在戰鬥訓練中將個性細微調整到同時兼備衝擊力和攻擊力的奇襲。在戰鬥方面天賦異稟，典型的戰鬥天才。
起初相當厭惡無個性卻能進入雄英就讀的出久，認為他毀了自己的人生計劃，經常蔑稱他為笨久。在出久無個性時期就一直看不起他，從小到大他都只將他當作是路邊的小石子忽略，直到在體育測試時看到出久用「ONE FOR ALL」在投擲壘球方面獲得佳績後，對於突如其來得到強力個性的他感到訝異，間接誤會出久之前沒使出個性是看不起自己，認為他之前沒個性是裝出來的。
雄英運動會騎馬戰時由於擁有第二高的點數以及爆破個性的萬用性和掌握性，組隊時相當受到歡迎，切島以自身硬化個性為唯一「不會動搖的戰馬前身」、「爆豪應該連其他人的個性都還不清楚」、「奪下綠谷的一千萬點吧」為理由，成功說服爆豪一同組隊，並且成功讓爆豪記住了切島的名字。
爆豪在對戰中擊敗切島、常闇、轟並取得該屆雄英運動會一年級冠軍，卻因為決賽最後一瞬間轟沒有使出火焰能力/全力而耿耿於懷並暴怒，認為無論他人怎麼評價，被放水的第一名和自己無法認同的勝利根本沒有意義，在頒獎台時甚至需要束縛才能制止其暴動，並由歐爾麥特經歷一番困難後才成功為其套上金牌，以粗暴的形象展現了心中有一套高度自我標準的完美主義性格，為之後職業英雄事務所見習中留下好壞參半的口碑，被最佳牛仔褲時尚名人的事務所指名錄用但被從外觀性格上糾正。最終並沒有成功，並獲得「自身至髮尖都被自尊心充斥着」的評價。
期中考學科成績班上第3名；期末考中實戰測驗與綠谷出久一組對戰歐爾麥特，逃脫通過，及格。在林間集訓中，被強迫將雙手泡在熱水中加熱讓汗腺擴張，並在此狀態下不斷使用爆破，嘗試擴大爆炸的規模。後來創造出必殺技，命名為「A.P.穿甲彈」。
於林間合宿時被敵人聯軍所捕獲，出久、切島、轟、飯田、八百萬私自前往救援，在綠谷提出由「唯一和爆豪取得對等關係」的切島伸手呼喚的計策，成功幫助爆豪脫離敵連合包圍僵局，最後在歐爾麥特等英雄幫助下成功逃脫。
實際上對他人情緒觀察細微但不一定會在意，在神野事件後全班被班導相澤消太訓斥情緒低落時，選擇利用上鳴電氣轉移全班注意力，並同時給與切島夜視鏡費用5萬元，至今爆豪如何得知救援過程中切島有買夜視鏡仍是一個謎。
神野事件後對自己被綁架逼得歐爾麥特必須使盡最後的個性力量而懊悔不已。自己使自小憧憬的英雄引退加上臨時執照考試的失敗所帶來的負面情緒，以及歐爾麥特對綠谷的認可及傳承，使一直忍耐的情緒一次性爆發而與綠谷於深夜展開私鬥，而後取得勝利，確定自己實力外並對綠谷在是次交戰落敗表示不解及憤怒，後被歐爾麥特勸阻。歐爾麥特解釋與綠谷之間的關係和「ONE FOR ALL」的存在後他才稍微釋懷歐爾麥特引退一事，許下不會向任何人透露「個性」ONE FOR ALL的承諾，並對出久說了「最厲害的人為你鋪路，就不要再落敗」的話語，並表示自己會比被歐爾麥特選中的出久爬得更高，在之後的交流兩人的關係稍作緩和。後來與轟在補課後取得成功臨時執照。
特別喜歡吃轟的姐姐冬美所做的麻婆豆腐，於漫畫250話還跟冬美尋求其料理祕方。
被一再否定後仍然決定了一個很中二的英雄名，並在大決戰於大家面前告知最佳牛仔褲時尚名人。
在最後決戰後，因右手使用個性過度而無法動彈，被醫生診斷要進行長期復健或直接放棄當英雄，而他選擇進行復健來讓右手恢復
於漫畫431話中得知，其畢業八年後在英雄排名上原為第4名，由于性格问题現為第15名。
作者原本將他設定成性格傻氣，會在無意中傷人的天才，且命名為「轟鄉勝己」（英雄名：爆心地）。但因作者認為這樣不有趣於是乾脆豁出去讓他像爆炸般討人厭。
在週刊少年JUMP舉辦的第一屆人氣角色投票中榮獲第三名（1764票）。
在2024年舉辦的「WORLD BEST HERO」全球人氣投票中榮獲第一名（1,647,611票）。
所屬實習對象：最佳牛仔褲時尚名人→奮進人
個性：爆破
能從手掌的汗腺中分泌出類似硝酸甘油的汗液並令其爆炸，爆發力跟汗的份量成正比，所以夏天時爆發力十分強大，冬天時則啟動得較緩慢。不斷儲存汗的話威力就會得到相應的提升。由於汗流得越多，爆炸的威力越強，因此需要許多體力，所以爆豪在長時間的鍛鍊下有著驚人的耐力。此個性沒有甚麼明顯的缺陷和弱點，既華麗又強大，看似粗獷不用大腦，實際上要對周遭的環境及對手的弱點的思考十分細膩才能完全掌握此個性，不過使用過度仍然會對身體造成負擔而讓爆炸的威力變小。
個性：「ONE FOR ALL」
在第二部電影版《英雄新世紀》中曾短暫繼承「ONE FOR ALL」並與出久一起施展力量，最後卻自動還回出久身上，被歐爾麥特稱為「奇蹟」。
轟焦凍（Todoroki Shōto）／焦凍（Shōto）
配音（通常）：梶裕貴（日本動畫）；曹冀魯（台灣Animax）；王辰驊（台灣Netflix）；李凱傑（香港）
配音（童年）：真堂圭（日本動畫）；陳筱寧（台灣Animax）；待查詢（台灣Netflix）；張頌欣（香港）
生日：1月11日／身高：176cm／血型：O型／星座：摩羯座／喜歡的事物：冷的蕎麥麵／出身地：靜岡縣／畢業學校：凝山初中
有著右半邊是白色、左半邊為紅色的髮型的少年，左眼部份因為年幼時被母親用燒過的開水潑到而留下燙傷的疤痕。性格孤傲，好勝心强，但在强大的實力下仍能保持足够的正義感，對於敌人不願趕盡殺絕，認為那樣做違背了英雄的理念。A班推薦入學者之一。在家裡排位第四。
有著「半冷半燃」的強力個性，體力測試為第二的強者。人對人室內戰鬥訓練與障子一組對上尾白和葉隠，使用個性瞬間將整棟大樓凍結，攻擊沒有波及到同伴，也沒有傷害到核武器，還削弱了敵方戰力，實力非常強，被爆豪視為競爭對手之一。
英雄戰鬥服方面，初期由於轟只使用冰封能力，為了輔助而配備了保溫功能的背心，左半身則是被冰封住的造型，雄英運動會與出久戰鬥後改變了戰鬥服，背心加入了冷卻功能，外套由極為耐熱的特殊纖維製作，頸部部分附帶冷卻和加溫的裝置，感應轟的體溫自動為他冷卻或加溫，腰帶上掛著水、止痛藥等等的救助用品，鞋底附有鞋釘，防止使用冰凍能力時滑倒。
一開始並沒打算和班上其他人建立關係，但在雄英體育祭與出久對戰後，心境開始出現變化，個性變得比以前還要好相處，表情也不再是一幅冷冰冰的模樣。看待事情很認真，在部份情況顯得有些天然。
「敵人聯軍」入侵USJ後與葉隠一起被傳送到了泥石流地帶，利用冰凍能力完全壓制住敵人，並套出敵方的計劃。之後和爆豪及切島及時趕回廣場中央，幫助陷入苦戰的歐爾麥特。在USJ事件過後就相當在意被歐爾麥特看上的出久，在「雄英運動會」開始前向他提出「我比你強，我會打敗你的」的開戰宣言。因為介意自己是第二名「火焰英雄」奮進人的兒子而極少使用左邊的火焰個性。據焦凍表示，從有記憶以來母親總是在哭泣，並以"你的左半邊很醜"為由將燒開的熱水潑向焦凍的左臉導致燙傷，這使得焦凍誓言自己絕不能成為父親的工具，並且向父親證明即使不使用他的個性，靠自己的力量也可以超越歐爾麥特成為第一。
雄英體育祭在一年級的選拔賽中一路遙遙領先，展現出了強大的實力。並與爆豪勝己進行了冠軍的激烈爭奪，但在終點前被綠谷出久以智反超，屈居第2名，晉級正賽。騎馬賽中與飯田、八百萬及上鳴一組，利用冰凍的力量牽制住周圍的所有騎馬隊，並在比賽距結束前不到一分鐘時搶到了綠谷組頭巾。但在遭遇出久反擊時受「ONE FOR ALL」的氣勢所逼，下意識舉起了燃燒的左手來抵抗，一時猶豫下被綠谷隊奪回了一根價值70分的頭巾。
雄英運動會一年級亞軍。第二輪第一場比賽中對陣出久，被出久激勵而用左半身的能力擊敗出久，但因對是否繼續用左半身的能力還在猶豫，最終決賽敗於爆豪，決賽中還是沒有使用左半身的能力，賽後決定面對自己的力量與家庭，開始去探望自己的母親、並於父親的事務所實習，於保須市實習期間收到來自綠谷的求救簡訊立刻趕往了現場，與出久、飯田一同對抗英雄殺手污點險勝，並於此戰開始正式使用半身的火焰並與兩人建立起了良好關係。參與了救援爆豪的行動。
期中考學科成績班上第5名；期末考中實戰測驗與八百萬一組對戰相澤老師，捕獲通過及格。
和爆豪参加周末临时执照资格考试补考合格。
在與B班的共同戰鬥訓練中，與飯田、障子和尾白被編為第三隊，對上B班的骨拔、鐵哲、回原和角取。因凍結和燃燒的兩種能力皆對鐵哲無效而陷入苦戰。
在最后决战8年后，以自身实力以及亮眼的表现登上英雄排行榜第2名。
在週刊少年JUMP舉辦的第一屆人氣角色投票中榮獲第二名（1987票）。
所屬實習對象：奮進人
個性：半冷半燃
右半身可以凍結，左半身則可以燃燒，範圍和溫度都是未知之數的強大個性，缺點是如果長時間持續使用任何一邊的能力就會受到傷害，例如長時間斷斷續續使用冰凍能力的話就會導致凍傷，反之則會燒傷，不過可以透過另外一半的個性來進行恆溫。繼承自父母的複數個性。
麗日御茶子（Uraraka Ochako）／無重麗
配音：佐倉綾音（日本動畫）；林美秀（台灣Animax）；穆宣名（台灣Netflix）；陳皓宜（香港）
生日：12月27日／身高：156cm／血型：B型／星座：摩羯座／喜歡的事物：星空、和食／出身地：三重縣／畢業學校：露座柳初中
留著茶色鮑伯頭的少女，有著開朗明亮的性格，因為個性的關係指尖上有肉球。說話時會混帶一點關西腔。家裡經營著建築公司，但業績慘澹，所以目標是成為英雄並賺很多錢，從而能使父母過上相對輕鬆的日子。
在英雄服設計方面要求要有刺激穴道的裝置，為了防止減輕前庭系統受到刺激的頭盔，可以刺激手腕附近抑制嘔吐的穴道的手腕裝置，刺激頸部穴道防止頭痛的護頸，為了減輕衝擊力道，鞋子前端有吸收衝擊的材料，鞋跟則裝置了強力的彈簧，作者表示此服裝設計方面「根本全都是預防嘔吐的對策」。
在入學考试中被出久所救，之後為報答救人的恩情主動要求將自己的殺敵分讓給他，最後因救人的行為被給予45分的救助分（殺敵分28）。長时间的相處，御茶子越来越覺得出久是个很厉害的人，互相的救助也使两人关系变得越来越近並成為好友，並覺得爆豪給的暱稱「笨久」有讓人想替他加油打氣的感覺，於是也這樣稱呼綠谷。個性掌握測試嘗試消除運動服的重力來減負，但對短跑測試毫無幫助。但在壘球投擲項目中擲出無限的成績。
人對人室內戰鬥訓練與出久分為一組，作為英雄組與爆豪和飯田對戰。趁出久纏住爆豪的機會試圖偷襲藏有核武器的倉庫，但面對飯田的堅壁清野策略及超高速的機動力束手無策。最終在出久製造出的大混亂中，趁亂用碎石干擾飯田後偷襲核武器成功，獲得最終勝利。在敵人聯合入侵後，與飯田等人留在了中心廣場，黑霧嘗試阻擋飯田衝出USJ去求救時，主動出擊抓住“黑霧”實體所在的部位並將其拋向空中，為飯田製造出脫離戰場的空隙。
在一年級選拔賽中表現中規中矩，最終以第16名突破選拔賽進入正賽。隨後在騎馬作戰賽中主動提出與被孤立的出久組隊。與常闇、發目明組成馬身，利用自己的個性提高「馬」的靈活性。在第三回合的1對1對戰中初戰面對爆豪，在處於壓倒性的劣勢情況下仍然在爭取勝利，利用爆炸產生的碎屑製造了一場流星雨，但被沒有掉以輕心的爆豪一擊擊破，最終因為操作了超出個性負荷的質量而失去知覺，被淘汰出局。
職場體驗中她選擇跟隨職業英雄槍豪，並在體驗中習得近身打鬥的技巧，不論在考試或是對付敵人時都曾派上用場。
期中考學科成績班上第13名；期末考中實戰測驗與青山優雅一組對戰13號，在戰鬥期間被青山問到自己是否喜歡出久而臉紅害羞，因此無意間將身軀飛向13號並以手銬捕獲，捕獲通過及格。在林間集訓中，被強迫在喝醉的狀態下不斷使用個性，嘗試一邊鍛鍊前庭系統一邊適應喝醉酒的感覺，藉此增加極限重量。
喜歡出久但不敢表白，而且對發目的胸部感到震撼後對他的愛意越來越深，甚至能無意識使用出個性，也讓許多其他女性夥伴感到好奇對象是誰。
實習時跟蛙吹在學姐波動的介紹下加入龍九的事務所，並參與進攻死穢八齋會並救助小女孩壞理的作戰。

在最后决战8年后，与饭田天哉，蛙吹梅雨以及八百万百一起活动。目前排行榜上升至第24名。
作者稱他想到她的名字時他首度在漫畫家生涯中覺得自己是天才（指語感）。
在週刊少年JUMP舉辦的第一次人氣角色投票中獲第四名（6582票）。
所屬實習對象：槍豪→龍九
個性：無重力
被自己手指上的肉球接觸到的東西會因為喪失重力而浮起來，能施加無重力的最大重量大約是三噸。副作用是會產生暈眩感，如果超越忍耐極限的話甚至會嘔吐，還沒有習慣自我懸浮的話負擔會更大，使用後也會嘔吐，因而被麗日稱為「超必殺技」，在緊要關頭才會使用的絕招。
飯田天哉（Iida Tenya）／天哉→天賦引擎（Ingenium）
配音（通常）：石川界人（日本動畫）；何志威（台灣Animax）；梁興昌（台灣Netflix）；李鎮然（香港）
配音（童年）：石川界人（日本動畫）；蔡雅如（台灣Animax）；待查詢（台灣Netflix）；黃玉娟（香港）
生日：8月22日／身高：179cm／血型：A型／星座：獅子座／喜歡的事物：學習、牛肉濃湯／出身地：東京都／畢業學校：聰明初中
戴方形眼鏡，有方形眼的的深藍髮少年。擁有可應對雙腳速度的強壯身體。性格相當認真，甚至認真到過了頭的地步，相當遵守紀律，遇到不遵守紀律的人會對他們加以糾正。出身於英雄世家「飯田家族」，是家中次男。因崇拜自己的大哥「渦輪英雄」天賦引擎而立志要成為英雄。據他大哥所言其頭腦與運動神經都勝過當年的大哥。之後參加雄英英雄科入學考，並於術科測驗獲第六名（敵人分52及拯救分9）。在出久禮讓下任A班班長。在英雄服設計方面要求減低風的阻力，外形為像賽車手的裝飾盔甲，和外表不同的是穿戴非常輕盈，背後配置了消音器，腳的部份有冷卻和協助腳部引擎的裝置，可以延長行進距離，排氣管裝置在小腿。
雖然嚴格但其實也有風趣的一面，說話時常常搭配他的雙手做出很多奇特的手勢。相當討厭吊兒啷噹的人，認為這樣的態度是對學校的不尊重。在入學考試前誤會出久是那樣的人而對他說教。入學考試後因出久救人的態度和誤會出久找到實戰考試的得分方法對他改觀。之後對出久抱持著強烈的競爭心態，除了是出久的好友外亦是他在班上的勁敵之一。
在雄英體育祭的障礙物競走中獲得6名。在騎馬戰時和轟組成為馬身主要的前進動力，在最後一分鐘使用自己的絕招「往復式：爆裂衝刺」成功幫助隊員拿下出久的1000萬頭巾，最後與轟、八百萬和上鳴奪得第一。為第一屆雄英運動會四強，半決賽中對陣轟，在對手只使用了右半身的能力的情況下敗陣。運動會後得知自己哥哥被英雄殺手擊敗，無法再進行英雄活動，便萌生報復心態，在職場體驗期間選擇哥哥遇害的保須市裡的其中一間事務所，在遇到英雄殺手後差點被其殺害，所幸綠谷和轟即時趕到救援，最後因為轟的話語而放下內心的憤怒，和兩人聯手擊敗英雄殺手。參與了救援爆豪的行動。
期中考學科成績班上第2名；期末考中實戰測驗與尾白猿夫一組對戰工程機器人，逃脫通過及格。
在與B班的共同戰鬥訓練中，與轟、障子和尾白被編為第三隊，並藉由先前拔排氣管使其長出新排氣管來對付骨拔的柔化。
在最后决战8年后，与饭田天哉，蛙吹梅雨以及八百万百一起活动。目前排行榜上升至第13名。
連載會議即將結束時誕生的角色，該角色漸漸往意外方向發展，最驚訝的就是作者。他稱飯田大概是他畫起來最快樂的傢伙。
在週刊少年JUMP舉辦的第一屆人氣角色投票中獲第八名（390票）。
所屬實習對象：操作手冊
個性：引擎
小腿上有著汽車般的氣管，有著十分快的速度，動力燃料為100％的柳橙汁，喝下碳酸飲料的話會熄火。可以像汽車排檔桿一樣切換為一速、二速和三速以應變各種狀況，但小腿的氣管如果遭到堵塞的話會影響其動力。
作者原本要讓職業英雄擁有此個性，經過各種思考後決定讓他擁有。
蛙吹梅雨（Asui Tsuyu）／「梅雨季英雄」FROPPY
配音：悠木碧（日本動畫）；陳筱寧（台灣Animax）；連思宇（台灣Netflix）；黃昕瑜（香港）
生日：2月12日／身高：150cm／血型：B型／星座：水瓶座／喜歡的事物：雨、果凍／出身地：愛知縣／畢業學校：鹽之州初中
外表像青蛙一樣的綠髮少女，在頭髮後端將部分頭髮綁成蝴蝶結形狀，有著橢圓形大眼睛還有著青蛙般的長舌頭。在英雄服設計方面以青蛙形象的綠色為基調，用於水中戰的套裝，裝備著大一點的手套和護目鏡。身材意外地不錯。
洞察力很高，遇上危機狀況也相當冷靜絲毫不會因為敵人眾多而動搖。講話屬於口無遮攔類型，是那種想到甚麼就會說出來的人，曾說過「小爆豪總是在發飆所以不會有人氣」而惹其生氣過。膽量很大，不管什麼危險場合都能保持相同的表情，在危機時能夠挺身而出保護別人，正義感和自我犧牲精神也很強。
相當在意他人對她的稱呼，常要求別人稱呼為她為「小梅雨」，對同學間的稱呼也會加「小」字。家庭成員為父親蛙吹頑馬、母親蛙吹鈴、年幼的弟弟蛙吹五月雨和妹妹蛙吹五月，因為父母親上班忙碌，放學後會幫忙照顧弟妹，家庭因素關係使得她在國中時獨立處事能力很強，成績也很優異，不過也因此在班上處得很邊緣沒什麼朋友。
「敵人聯軍」入侵USJ時與出久和峰田被黑霧傳送到了水災場景與大量敵人對戰。利用自己的個性「青蛙」幫助出久和峰田逃脫，之後和峰田與出久建立不錯的關係，也是出久除了麗日外在班上接觸第二多的女學生。
雄英體育祭騎馬賽中與障子和峰田利用極端的體型優勢，組成「戰車」式的組合，但由於障子的翅膀無法完全遮蓋身體背面而被鹽崎茨偷襲搶走頭巾。在頭巾被搶奪後欲搶綠谷組和轟組的頭帶，被轟的冰結暫時牽制住，最終被淘汰出局。跟其他女同學在午休時被峰田和上鳴的謊言所騙穿上了八百萬製作的啦啦隊服來為比賽助威。
電視動畫提到之後她在職場體驗時遇到了瓶頸，想不透英雄的意義是什麼，而在和海灘英雄賽利奇以及天狼星出海遇到危機時看透英雄的存在意義，並將敵人牽制成功捕獲，之後被賽利奇評價為：雖然還沒有執照，但是已經是很出色的英雄了。
期末考中實戰測驗與常闇一組對戰靈質人，最終通過考驗。在林間集訓中，被強迫做跳躍力和伸長舌頭的重訓，臨時執照考試時學會了讓自己的身體能夠融入環境的「保護色」。
校外活動時在波動的介紹下進入龍九的事務所，並參與進攻死穢八齋會並救助小女孩-壞理的作戰。
在與B班的共同戰鬥訓練中，與上鳴、口田、切島、心操被編為第一隊，對上鹽崎、圓場、鱗和宍田，一度因為宍田的個性而趨於劣勢（保護色被嗅覺識破），讓口田和切島被B班隊員抓走，但也在宍田被上鳴的電麻痺時成功捕捉到一同行動的圓場，對自己急於想先了解心操戰鬥方式，忽略制定戰略害隊友被抓一事相當懊悔，為了挽回劣勢，將毒液塗在隊友身上混淆宍田的嗅覺，配合心操的變聲器控制了鹽崎，這使得宍田疑心病變重，不敢再與隊友對話而直接去找心操，趁著被宍田孤立的鱗意圖拯救鹽崎時抓住了他並投出去砸向宍田的腦袋，拿下第一勝。
在最后决战8年后，与饭田天哉，蛙吹梅雨以及八百万百一起活动。目前排行榜第34名。
作者原有意將之設定為男性，後因綠谷就讀的班級女生不多而改設定成女性。
在週刊少年JUMP舉辦的第一次人氣角色投票中獲第六名（589票）。
所屬實習對象：塞爾奇→龍九
個性：青蛙
擁有青蛙的能力，青蛙能做到的事她都能做到，其能力包括舌頭能伸長至20米左右、能夠像青蛙般跳躍並貼在牆壁上和可以用胃存取小件物品(認為自己把東西吐出來的樣子不好看所以不希望讓別人看到)等，此外亦有著足以把兩個少年從水底帶上水面的怪力，還可以分泌毒液（但程度頂多只能讓對方麻痺，這項能力最初只有出久和峰田知道）。缺點是當周圍溫度下降到一定程度時便會進入冬眠狀態。
峰田實（Mineta Minoru）／「新鮮採摘英雄」葡萄汁（Grape Juice）
配音：廣橋涼（日本動畫）；石薇（台灣Animax）；穆宣名（台灣Netflix）；廖杏茵（香港）
生日：10月8日／身高：108cm／血型：A型／星座：天秤座／喜歡的事物：女性／出身地：神奈川縣／畢業學校：笠木山初中
有著如葡萄般的紫色頭髮，個頭是A班中最矮小的少年，性格好色，有時還會亂摸女生胸部或偷窺因此常被班上的女生打，人生最大的目標是受女孩子喜歡。在英雄服設計方面要求要有能夠隨風飄揚的披風，但由於峰田身形太矮小，被開發方擅自改成短版，手套使用從峰田的頭皮開發的特殊材料製作，拿黏球時不會黏住手，褲子則模仿峰田頭髮製作，雖然不像真品有很強的黏性，但也有半永久性。
在USJ時與出久和蛙吹被傳送到海上區域一同和敵人戰鬥。實戰測驗與瀨呂範太一組對戰午夜時分，最終通過考驗。在林間集訓中，被強迫做不斷摘頭上軟球的重訓，鍛鍊出怎麼摘都不會流血的堅韌頭皮。
在最后决战8年后，初次上榜第108名。
作者稱這是連載初期就已確立風格的人物，因為他愛女性，所以他畫得很快樂。
所屬實習對象：山峰淑女→潛伏者（Lurkers）
個性：超強黏性葡萄
頭上可拔出被稱為「超強黏性葡萄」，可以無限產生的紫色軟球，缺點是拔得太多的話會使頭皮流血。軟球有著極強的黏性，能貼附在自己以外的實體（包括人體）。黏性強度依當天的身體狀況而定，身體狀況好的話（例如當天排毒排得很順暢）能維持一整天。
出久跟作者都表示這個「個性」很強大。
切島銳兒郎（Kirishima Eijirō）／「剛健英雄」烈怒賴雄斗（Red Riot）
配音：增田俊樹（日本動畫）；曹冀魯（台灣Animax）；王辰驊（台灣Netflix）；陳灝瑋（香港）
生日：10月16日／身高：170cm／血型：O型／星座：天秤座／喜歡的事物：硬派的事物、肉／出身地：千葉縣／畢業學校：結田付初中
紅髮的刺蝟頭，刘海上梳。上高中前原本是黑髮，右眼有道傷疤的熱血陽光少年。天生大嗓門。常把男子漢掛在嘴邊，相當有男子氣概，喜歡光明正大的對決，不喜歡偷襲這類的奇襲。為人率直，有著和出久相似的英雄氣質，在同伴有難時會去救助對方，而在同伴間有摩擦時是會充當和事佬的人。與爆豪關係很好，唯一站在與爆豪對等位置的學生，入學考試實技部份得分僅次於爆豪（敵人分39，拯救分35）。
發現個性的契機是在3歲那年某次半夜起床小便揉眼睛時被硬化的手割傷右眼，但這也讓他從小就不喜歡自己的個性，甚至自認很土氣，在英雄服設計方面，是充滿男子氣概的格鬥裝備，後發現抱人時硬化的皮膚容易把對方割傷，因此後期在戰鬥服加上填滿聚醯胺纖維的袖套。
憧憬的英雄是老牌男子漢英雄紅賴雄斗，英雄名正好致敬，本人表示已經有肩負憧憬對象名號的覺悟。與蘆戶是就讀同一所中學的同學，當時的他還缺乏著能勇敢面對危險的勇氣與成為英雄的信心，因而對已被同學公認具有英雄氣質的蘆戶而感到自卑。到某次見到同學遇上麻煩卻害怕得不敢出手，還是蘆戶勇敢出面而解決的時候，一度放棄成為英雄的夢想，直到聽到憧憬的英雄紅賴雄斗說出「即使英雄也會害怕危險，但有比危險更害怕的事」而振作，決意要與不爭氣的自己訣別，努力考上雄英，之後更將頭髮染紅並梳成刺蝟頭。在發現自己的個性跟B班的鐵哲很相似後更加堅信這一點，兩人也因此成為好友。
在雄英體育祭騎馬戰中與爆豪、蘆戶及瀬呂搭檔，最終隊伍成功晉級第三輪比賽。八強賽中對戰爆豪敗北。期末考中實戰測驗與砂藤一組對戰水泥人，最終沒通過考驗需在林間集訓補習。
在林間合宿中試膽大會時切島和其他實戰考試失敗的同學一起補習，因此沒有與敵軍交戰。在爆豪被綁架之後非常激動，認為「好朋友被抓走，如果再不動身去救爆豪，自己連男人都不是。」，並邀請綠谷一同參與營救爆豪小隊，小隊變裝後潛入敵軍陣營，讨尽零花钱买了一副夜视望远镜后来发挥用处。就在大家一籌莫展的時候，綠谷想出計策，出其不意深入敵軍腹地，並由切島呼喚爆豪，讓爆豪主動握住切島的手，將爆豪救回。運用綠谷的計策，雖然有點小波折，但大家還是順利的救出了爆豪，自此，切島與爆豪的感情進一步加深。
校外活動時在天喰的介紹下進入位於關西的胖胖橡膠的事務所，尊敬前輩天喰環，发生枪击时为之挡子弹还有关心受伤情况。在大阪與胖胖橡膠和天喰掃蕩販賣違法藥品者時，其中一名擁有刀片個性的敵人突然施打藥物強化了自己，讓他的硬化幾乎無法招架，而敵人的刀片也逐漸伸向無辜的民眾。曾经被欧尔麦特教导与其追求华丽的招式，不如考虑强行压制的手段，开始和同学们商量着发展中远程技和缺乏机动性问题，但最后被爆豪的話提醒「戰鬥到最後還不會倒下的人才是最強的」。初次向敵人展現將自身硬化提高到極限的能力「安無嶺過武瑠」，不過只能維持三、四十秒而且不能移动，为民众离开争取时间还有折断敌人刀片攻击。敌人最后打算逃走时，被胖胖橡膠拦截捕获。这次也是烈怒赖雄斗名号的出道战，后被网络新闻报导，获得名气。參與進攻死穢八齋會並救助小女孩-壞理的作戰。
在與B班的共同戰鬥訓練中，與蛙吹、口田、上鳴、心操被編為第一隊，對上鹽崎、圓場、鱗、宍田，因為硬化對宍田的個性不利而成為B班第一組的首要目標，被宍田和鹽崎抓住。
在最后决战8年后，刚从胖胖橡胶那独立出来成立自己的事务所。排名上升至第12名
作者稱他是因為需要班上成員連結起來而誕生，且畫分鏡時每每默默受其幫助。
《週刊少年JUMP》編輯部第一次舉辦的人氣投票獲得第15名（119票）。
所屬實習對象：第四類接觸→胖胖橡膠
個性：硬化
能將自己的身體變得十分堅硬，可以用於攻擊和防禦，缺點是如果遭到連續攻擊的話會使硬化的程度下降，同時亦有時間限制。
八百萬百（Yaoyorozu Momo）／「萬物英雄」創造子（Creati）
配音：井上麻里奈（日本動畫）；石薇（台灣Animax）；連思宇（台灣Netflix）；詹健兒（香港）
生日：9月23日／身高：173cm／血型：A型／星座：天秤座／喜歡的事物：看書（喜歡圖鑑類的）／出身地：愛知縣／畢業學校：堀須磨大附設初中
黑髮高馬尾的女生，身材好且氣質佳。觀察力很入微，敏銳地看出相澤老師並不會開除成績最差的學生。自認只要一心向學努力向上就能期許自身成為強大的英雄。曾在出久和爆豪的對戰訓練結束後，做出超出歐爾麥特預期的戰鬥點評，這方面表現了强大且有條理的分析能力。
推薦入學者之一。在班長選舉被選為副班長，對輸給出久表示很不甘心。為有錢人家出身的千金大小姐，說話常帶有大小姐的腔調，但是面對朋友時卻意外地很大方。曾經替上鳴等成績不好的同學補習，請父母打開家中的禮堂當補習班，或常常請出久等人喝家中常喝的名貴紅茶，嘗試平民百姓的生活方式時會顯得相當緊張和興奮，例如逛百元商店和使用車站的儲物櫃，被同學評價「雖然出身不同但看她開心的樣子就覺得好可愛」，第一學期期中考總成績全班第一名。
在英雄戰鬥服方面為讓製造出的東西方便從身上出來，最初要求要暴露度高到胸部幾乎跳出只遮擋少部份的緊身衣，但因胸部過大在戰鬥時會彈出來，可能觸法而設計成只露到肚臍的部份，身上隨時配戴對英雄活動有幫助的「八百萬辭典」（附磁鐵），放在她的腰帶上。
雄英體育祭在騎馬對戰中與轟、飯田及上鳴組隊，以自己的個性創造出各種道具保護全隊，最終轟隊以第一名晉級下階段比賽。期末考中實戰測驗與轟一組對戰相澤消太，最終通過考驗。在林間集訓中，被強迫做在不斷進食的狀態下從身體製造出更多道具。後來參與救援爆豪的行動。
在與B班的共同戰鬥訓練中與常闇、葉隱、青山被編為第二隊。
在最后决战8年后，与饭田天哉，蛙吹梅雨以及八百万百一起活动。目前排行榜降至第19名。
所屬實習對象：蟒蛇→世外高人
個性：創造
生物以外的東西都能製造出來，曾經在個性掌握測試中根據不同的測試項目準確地創造出合適的道具輔助測試，但需要有一定程度的知識量才能造出想要的東西。如果具備有關生物的知識也是可以造出來的（推測是可以造出「生物體」但無法賦予「生命」）。創造的原料為脂肪，因此需要很大的食量，疑似能控制要使用哪裡的脂肪，曾被瀨呂吐槽「發動此個性就像排毒一樣」、「胸部太大也是因為這樣吧」。但創造物品需要時間，越複雜和體積越大的物品需要的時間則會越久，在團體作戰時需要隊友為其爭取時間，所以也更擅長在後方提供支援。
跟飯田天哉一樣，原本作者有意將該「個性」由職業英雄擁有，但因他認為這種最強「個性」由不成熟者擁有會很有趣而做出調整。
常闇踏陰（Tokoyami Fumikage）／「漆黑英雄」月讀（Tsukuyomi）
配音：細谷佳正（日本動畫）；梁興昌（台灣Animax）；張騰（台灣Netflix）；巫哲棋（香港）
生日：10月30日／身高：158cm／血型：AB型／星座：天蠍座／喜歡的事物：昏暗的地方、蘋果／出身地：靜岡縣／畢業學校：圓扉初中
有著烏鴉般長相的男生。沈默寡言並討厭吵雜的聲音，討厭被約束，曾吐槽重視紀律的飯田是死腦筋。有著成熟穩重的性格，不論遇到甚麼事都會臨危不亂，處事相當冷靜。遇到困難時懂得變通，會找尋別的方法突破困境。意外地發言很中二。
戰鬥能力強，出久評價「一對一的話，常闇幾乎是最強的」。其個性黑影在黑暗處會攻擊力暴增，但也會變得難以控制甚至有可能失控，因此常闇的心態上一直很難調適，而在陽光下卻會處於攻擊力較弱的狀態（但可控）。
在雄英英雄科入學考術科部分取得第九名成績（敵人分47，救助分10）。
在雄英體育祭騎馬戰被出久看上自己的個性而與他、麗日及發目組隊。在半決賽中對戰爆豪，因為能力害怕火光的關係被剋制且體力不足而落敗，與飯田天哉並列第三，為雄英運動會的季軍。期末考中實戰測驗與蛙吹一組對戰靈質人，最終通過考驗。
於林間合宿敵人聯軍來襲一戰被允許戰鬥後，由於障子保護了他卻受傷、意外觸發壓抑的個性，讓黑影暴走成會進行無差別攻擊的怪物，秒殺敵人翻車魚，最後由爆豪和轟的個性所產生的火光抑制，卻也因此被敵人聯軍看上其個性而差點被抓走。
體育祭後被當時的第三名英雄霍克斯以「都是鳥夥伴」為由指名，職場體驗時來到霍克斯位於九州的英雄事務所實習，但霍克斯過於快速的辦事效率，讓只能在後面收拾善後的他覺得很不是滋味，同時也對霍克斯為何指名他感到不解，校外活動後再度受到指名，被霍克斯抱著飛上天，隨後霍克斯道出另一個指名的原因就是鼓勵他盡力發揮自己個性的優勢。經過霍克斯的指點後視他為自己的師父，對他十分尊敬和信任。
在最后决战8年后，目前排行榜上升至第17名。
在週刊少年JUMP舉辦的第一屆人氣角色投票中榮獲第七名（485票）。
所屬實習對象：霍克斯
個性：黑影
身體裡寄宿著伸縮自在而且能夠實體化並擁有自我意識的影子怪物「黑影」，「黑影」的樣貌跟自己十分相似，能夠自由操作。在缺乏光線的環境下（如晚上、洞穴內、地底）攻擊力會增強但同時會變得難以控制，在常闇憤怒的情況下甚至會失控暴走；在白天等光線充足的環境下比較容易控制但力量會減弱，所以遇到火或是光屬性的個性會容易遭到壓制。在攻擊距離方面擅長中距離防禦，唯伸展距離過長的話會難以控制動作從而令精準度下降，同時黑影並不擅長近身戰，不過可以用包覆身體的型態補足這個缺點。後期可以使黑影抱著常闇本人來飛行。
上鳴電氣（Kaminari Denki）／「電擊英雄」充電閃電（Chargezuma）
配音：畠中祐（日本動畫）；林谷珍（台灣Animax）；張騰（台灣Netflix）；李安邦（香港）
生日：6月29日／身高：168cm／血型：O型／星座：巨蟹座／喜歡的事物：流行的東西、漢堡／出身地：埼玉縣／畢業學校：谷便第一初中
頭髮左側有著黑色閃電符號的金髪少年。反應神經很好。性格很輕浮隨便，而且和峰田一樣好色，在戰鬥中認為自己個性很沒用處。變成傻子時手比的讚手勢是意指「我很好請放心」。
在體育季的騎馬戰與轟、飯田和八百萬組隊，在比賽途中麻痺多名隊伍的行動，之後在常闇操縱黑影要打破八百萬創造的鐵板之際，因自身發出的電光令常闇的黑影攻擊威力降低而無法將它打破，在比賽結束前再度使用無差別放電攻擊出久隊，不久因用電過度變成傻子模式。後在對戰賽對上鹽崎，因個性被剋而心一急就亂放電，再度因用電過度變成傻子，最後被鹽崎用荊棘給綑綁住令自己不能動彈而落敗。期中考全班最後一名。期末考中實戰測驗與蘆戶一組對戰根津，最終沒通過考驗需在林間集訓補習。
在與B班的共同戰鬥訓練中，與蛙吹、口田、切島、心操被編為第一隊，對上鹽崎、圓場、鱗、宍田，一度為因宍田的個性而趨於劣勢，讓口田和切島被B班第一隊成員抓走，用電擊麻痺宍田無用後遭對方用怪力重擊受傷，但也讓蛙吹成功捕捉到與宍田一同行動的圓場。被心操提醒先前雄英運動會時因為讓大家見識到其放電能力的可怕之處，一定會讓B班有所警戒，於是突發奇想自願去作誘餌，將蛙吹的毒液塗在身上混淆宍田的嗅覺。雖然最後因為鹽崎的防禦和鱗的攻擊抵銷電擊攻擊而被抓住，但配合心操的變聲器也控制鹽崎。
在最后决战8年后，已独立并在耳郎响香的事务所隔壁成立自己的事务所，目前排行榜初次上榜第44名。
所屬實習對象：潛伏者（Lurkers）
個性：帶電
能在體內儲存並釋放電力，讓電氣纏繞身體，亦能用釋放出的電力驅動特製的電子並變換成無線電。缺點是無法控制放出的電力，所以在團體戰時不能使用大範圍的放電能力以免誤傷隊友。此外，如果在短時間內使用過量的電力的話會有一段時間變成傻子。後來請發目替他製作一個飛行指示器，將彈匣中的指示器射出去後只要和指示器的間隔十米內距離就能將電擊收束到與指示器同一直線，在不波及別人的情況下使用狙擊型的放電攻擊。
青山優雅（Aoyama Yūga）／「閃耀英雄」無法停止閃耀☆（Can't stop twinkling）
配音：桑野晃輔（日本動畫）；梁興昌（台灣Animax）；王辰驊（台灣Netflix）；林筠翔（香港）
生日：5月30日／身高：168cm／血型：O型／星座：雙子座／喜歡的事物：自己／出身地：法國（自稱）／畢業學校：聖神祈國中
有著金色頭髮和如少女漫畫般漂亮雙眼的少年。性格相當自戀，常以優雅的腔調與人對話，話中有時會帶入法語和英語，但他說的話有時會被班上同學打斷和無視。從小被診斷個性與身體不合，因此平時肚子上必須攜帶著輔助裝置，一但沒有輔助裝置個性便會突然間失控。後來對綠谷的個性產生興趣。
期末考中實戰測驗與麗日一組對戰13號，最終通過考驗，於林間合宿敵人聯軍來襲一戰時因為害怕躲在暗處，後來看到綠谷等人的奮戰，暗自發射雷射光讓常闇不致於被敵人聯軍抓走。
336話向綠谷自白其真實身份其實是「ALL FOR ONE」派來的間諜，亦是洩漏森林合宿的地點的犯人。其實青山原本是無個性，但父母為了讓青山能夠完成當英雄的夢想而「求到了」一個個性給青山，因此個性在青山身上的副作用才會如此明顯。雖然獲得了個性，但青山一家也因此被迫成為情報的提供者。在升上二年級時，宣布自己會退學，普通科的心操人使則會成為班上的一員。
在最后决战8年后，在叶隐透成立的事务所“隐身女孩事务所”担任助手。
作者稱這個角色連他自己都不太懂，但畫起來很有趣，所以沒關係。
所屬實習對象：甲冑武士
個性：無個性→肚臍雷射光
能從肚臍射出雷射光，缺點是射出超過一秒便會肚子痛，而且有距離長度的限制。後期能在全身多處射出雷射。由於並非天生所擁有的能力，因此個性在青山身上的副作用十分明顯。
耳郎響香（Jirō Kyōka）／「聽覺英雄」耳機插頭（Earphone Jack）
配音：真堂圭、克莉希·寇斯坦薩（第86話）（日本動畫）；林美秀（台灣Animax）；穆宣名（台灣Netflix）；張頌欣（香港）
生日：8月1日／身高：154cm／血型：A型／星座：獅子座／喜歡的事物：搖滾樂／出身地：靜岡縣／畢業學校：週須瓶初中
有著三白眼和黑髮瀏海剪平的少女，貧乳，對自己身材有些在意，有隨興而行的性格。從小受到父母影響而非常喜歡玩音樂，始終覺得自己的興趣無法與英雄劃上等號，但受到父母與同學的鼓勵，在文化祭的演唱會中找回自信。害怕幽靈。
英雄戰鬥服的設計上，初期裝扮像搖滾樂手。在臨時證照測驗時進行改良，掛上耳罩式耳機，兩腕手腕配置音響增幅(放大器·REFER)裝置，藉由將耳機線插入裝置，可以將自己的心跳放大後對敵人進行攻擊。
在最后决战8年后，已独立成立自己的事务所，目前排行榜降至第30名。
所屬實習對象：死亡赤拳→暴力虎鯨
個性：耳機插頭
耳垂是長條的耳機線，只要將插頭插到對方身上就能把自己的心跳聲化為爆音波傳給對方，亦可以聽取細微的聲響。耳機線能自由收縮並操控，最大的伸縮長度為六公尺。弱點是聲音型個性的對手。
芦戸三奈（Ashido Mina）／「Ridley英雄」粉紅女俠
配音：喜多村英梨（日本動畫）；石薇（台灣Animax）；錢欣郁（台灣Netflix）；魏惠娥（香港）
生日：7月30日／身高：159cm／血型：AB型／星座：獅子座／喜歡的事物：跳舞、納豆、秋葵／出身地：千葉縣／畢業學校：結田付初中
有著紫色皮膚，粉色頭髮和黑虹膜，頭上長著兩根角像是日本惡鬼般的少女，有著如同小孩子般的活潑性格，運動神經秀逸。與切島為同一所初中的同學，在當時就是同學間公認能成為英雄的人，知道切島對於過去懦弱的自己耿耿於懷。
期末考中實戰測驗與上鳴一組對戰根津，最終沒通過考驗需在林間集訓補習。
在最后决战8年后，目前排行上升至第28名。
所屬實習對象：甲冑武士
個性：酸
能從身體的表面分泌出溶解液，溶解的强度和黏性的程度都能自由控制。除了直接以腐蝕性液體攻擊外亦能在腳底放出潤滑液來滑行，用途十分廣泛。缺點是溶解液的腐蝕強度不能超過自己皮膚的承受上限。
障子目藏（Shōji Mezō）／「觸手英雄」八達觸
配音：西田雅一（日本動畫）；何志威（台灣Animax）；黃天佑（台灣Netflix）；鍾見麟（香港）
生日：2月15日／身高：187cm／血型：B型／星座：水瓶座／喜歡的事物：章魚燒、墨魚墨汁義大利麵／出身地：福岡縣／畢業學校：歇葉雨初中
身材高大，嘴巴被口罩蓋住的銀髮少年，兩肩左右各長著兩隻觸手。沈默寡言，說話時多半會由自己觸手所生成的嘴巴來說話。從小沒啥物慾。
雄英入學考試與綠谷為同間考場。在對人戰鬥訓練與轟一組，最初運用個性快速探查情報並告知轟建築物裡的情況，幫助轟理清敵情。期末考中實戰測驗與葉隱一組對戰神射手，最終捕獲通過考驗。
林間合宿敵人聯軍來襲一戰時保護了常闇，卻被敵人翻車魚刺傷了複製的手臂使常闇的個性失控。與綠谷會合後利用其手臂背負受重傷的綠谷，兩人一同將暴走的黑影引到敵人與爆豪所在的位置，並一同保護受敵人聯軍攻擊的其他學生。
在最后决战8年后，已独立成立自己的事务所“Tentacle事务所”并自身亮眼的表现，目前排行榜第9名。
所屬實習對象：暴力虎鯨
個性：複製腕
觸手的複製點能複製出自己的器官，每一個複製點最多可以製造出兩個複製體，能發揮保護作用，缺點是控制力會有所下降，亦可以作為一般手臂使用。有著強大的握力。在戰鬥和訓練中較多時候是透過複製眼部來搜索敵人並探查情報。
尾白猿夫（Ojiro Mashirao）／「武鬥英雄」尾巴人（Tailman）
配音：三好晃祐（日本動畫）；林谷珍（台灣Animax）；黃天佑（台灣Netflix）；李震權（香港）
生日：5月28日／身高：169cm／血型：O型／星座：雙子座／喜歡的事物：武術／出身地：東京都／畢業學校：舞木戶初中
有著細小眼睛和白尾巴的少年。實力堅強，作者稱他是個努力的人。性格單純，對待女孩子很紳士。跟葉隠相當友好，曾擔心身為女孩子的葉隱隱形後會很危險。在雄英體育祭曾給出久一些對戰上的建議，而讓兩人之間建立起友誼，對於出久豐富的英雄知識深感佩服。
期末考中實戰測驗與飯田一組對戰動力裝載機，最終通過考驗。在林間集訓中，進行用尾巴不斷毆打硬化的切島的對戰特訓。
在最后决战8年后，目前排行榜降至第32名。
所屬實習對象：獅子屠
個性：尾巴
有著一根如猴子般強靭又有力的白色粗大尾巴，缺點是很難躺下及坐下。被形容為武鬥派。
瀨呂範太（Sero Hanta）／「膠帶英雄」膠帶狂人（Cellophane）
配音：古島清孝（日本動畫）；何志威（台灣Animax）；梁興昌（台灣Netflix）；李致林（香港）
生日：7月28日／身高：177cm／血型：B型／星座：獅子座／喜歡的事物：橘子、黃豆等對身體有益的食物／出身地：東京都／畢業學校：猿架舞初中
瀏海和髮尾皆為鋸齒狀的黑髮少年，在班上除切島和蛙吹外，少數敢在爆豪面前批評他的學生，被爆豪稱為醬油臉。
在雄英體育祭的騎馬戰回合與爆豪組隊，後進入十六強對戰賽中與轟對決，一開始想先發制人時候反被心情不好的轟用最大輸出冰凍住而落敗，結果反被現場觀眾安慰別在意。期末考中實戰測驗與峰田一組對戰午夜時分，逃脫通過但因一上場便被午夜時分攻擊至昏迷所以仍遭判定為不及格。
在最后决战8年后，目前排行榜降至第36名。
所屬實習對象：潛伏者（Lurkers）
個性：膠帶
能從肘部射出透明膠帶，能夠通過回捲來移動，同時亦可以斬斷離體用作陷阱，弱點是碰到冰或是火屬性的個性的話會容易遭到壓制。
葉隱透（Hagakure Tōru）／「隱形英雄」隱形女孩（Invisible Girl）
配音：名塚佳織（日本動畫）；陳筱寧（台灣Animax）；連思宇（台灣Netflix）；何璐怡（香港）
生日：6月16日／身高：152cm／血型：A型／星座：雙子座／喜歡的事物：牛奶糖、整人節目／出身地：東京都／畢業學校：毛系初中
實際長相未知，從故事開始一直是處於隱形樣貌的透明少女，從言語和動作來看性格活潑。英雄戰鬥服設計上，只有手套與靴子及小型無線電，換言之就是「全裸」，但在實際作戰時為不讓敵人發現自己，會將身上的配備全部脫掉。
期末考中實戰測驗與障子一組對戰狙擊槍神，最終通過考驗。
是一個美少女，被青山優雅的「閃光」能力影響，曾露出她的一些樣貌；在最終決戰中葉隱透和青山優雅兩人與敵人對戰，青山優雅竭盡所能射出最強大的光束，兩人配合一起讓對手倒地，但這強大的光線也讓葉隱透的真實容貌及全裸的狀態完整的呈現，第一次解除自身的能力，讓葉隱透自己也相當驚訝。
在最后决战8年后，已独立成立自己的事务所“隱形女孩事务所”，目前排行榜上升至第39名。
作者最初將之設定為男性，但有天他想說將之設定為女性會很有趣而做出調整。
所屬實習對象：甲冑武士
個性：透明化
異形系個性。全身透明化，但不能使附著的其他物品一起隱形。此能力跟光線折射有關係，以達到透明化的效果，曾用過“集光折射”來使對手無法睜眼，適合偵查和潛伏作戰，缺點是面對廣域且無差別的攻擊時很容易被誤傷。
砂藤力道（Satō Rikidō）／「甜食英雄」砂糖俠（Sugarman）
配音：奈良徹（日本動畫）；曹冀魯（台灣Animax）；江志倫（台灣Netflix）；劉奕希（香港）
生日：6月19日／身高：185cm／血型：O型／星座：雙子座／喜歡的事物：蛋糕／出身地：鳥取縣／畢業學校：江湖初中
厚嘴唇且身材高大的黑髮少年，其戰鬥服為摔角選手風，因為個性的關係，本身很擅長做蛋糕這點受到班上女生們的好評。
期末考中實戰測驗與切島一組對戰水泥人，最終沒通過考驗需在林間集訓補習。
在最后决战8年后，目前在“Wash事务所”担任助手。
所屬實習對象：獅子屠
個性：砂糖興奮劑
每食用10克砂糖便能在3分鐘内擁有比原來高5倍的力量，缺點是使用時大腦機能會下降（如頭昏或想睡覺）。
口田甲司（Kōda Kōji）／「溝通英雄」靈犀俠（Anima）
配音：永塚拓馬（日本動畫）；林谷珍（台灣Animax）；喬資淯（台灣Netflix）；伍秀霞（香港）
生日：2月1日／身高：186cm／血型：A型／星座：水瓶座／喜歡的事物：自然／出身地：岩手縣／畢業學校：笛史亞初中
臉部像硬塊一樣突起，身材是班級裡最高大的少年。由於性格害羞、溫和且平時沉默寡言，所以存在感很低，但在危機時刻話會非常多。此外超怕蟲。
實戰測驗與耳郎一組對戰禮物·麥克風，最終通過考驗（因在耳郎開導下與自身意識到他對蟲的恐懼導致耳郎的鼓膜快要破裂而克服恐懼並操控昆蟲攻擊禮物·麥克風）。在與B班的共同戰鬥訓練中，與蛙吹、上鳴、切島、心操被編為第一隊，對上鹽崎、圓場、鱗、宍田，使用鴿子查出左邊位置只有鹽崎一個人，殊不知這卻是B班的陷阱，開戰即和切島被突然出現的宍田抓走。
在最后决战8年后，目前在障子目藏成立的事务所“Tentacle事务所”担任助手。
所屬實習對象：沃許
個性：生物之聲
可以對動物跟蟲子施令進行操控，弱點是聲音型個性的對手（因為動物會被嚇跑），但仍可透過操縱蟲子從聲音傳不到的土中攻擊敵人。

### 英雄科1年B班→2年B班
物間寧人（Monoma Neito）／幻影盜賊（Phantom Thief）
配音：天崎滉平（日本動畫）；林谷珍（台灣Animax）；王辰驊（台灣Netflix）；黃積權（香港）
生日：5月13日／身高：170cm／血型：A型／星座：金牛座／喜歡的事物：法國料理、法國漫畫／出身地：神奈川縣／畢業學校：逢沿初中
B班自尊心很高的指揮官。心理扭曲且很喜歡酸人，一直很鄙視A班（尤其針對出久和爆豪）而且一找到機會就會對A班的人瘋狂嘲諷一番，被壞理稱為「雄英不好的一面」，每次登場都會有越來越嚴重的傾向，最後都會被拳藤用手刀攻擊伺候（拳藤不在的話就由泡瀨負責用棒打暈）。但實際上頭腦很靈活，擅長冷靜地判斷周圍情況並擬定戰略。
在體育祭中保持「鷸蚌相爭，漁翁得利」的想法作戰，体育祭休息期间的小游戏中被拳藤带走（因為拳藤說：“我的任务是找一个心理扭曲的人，嗯…就你了！”），在「騎馬戰」中被爆豪對第一的執著給打敗。B班唯一期末考沒過的人。
在與A班的共同戰鬥訓練中，與小大、柳、庄田、心操被編為第五隊，因出久的強大個性而感到棘手與焦慮並放心託付心操能是否阻止出久的行動。
在343末尾的英雄與敵人的最終決戰中複製黑霧的個性將一眾英雄傳送過來。
角色設計的原型為2014年電影中飾演「綠惡魔」哈利·奧斯朋的演員丹·德翰。
個性：複製
在觸碰到目標人物後能在五分鐘內任意使用目標人物的個性，缺點是不能同時使用兩個或以上的個性，但能先複製個性然後等待發動的時機。不過面對擁有蓄積效果的個性會撲空，原因是他只能複製個性本身，無法複製已經蓄積的能量。以胖胖橡膠為例，他能複製脂肪吞食的能力，但無法連同累積的脂肪一起複製。
拳藤一佳（Kendō Itsuka）／戰鬥之拳（Battle Fist）
配音：小笠原早紀（日本動畫）；陳筱寧（台灣Animax）；連思宇（台灣Netflix）；凌晞（香港）
生日：9月9日／身高：166cm／血型：O型／星座：處女座／喜歡的事物：摩托車、黑咖啡／出身地：千葉縣／畢業學校：植蘭初中
B班班長。留著橙色斜馬尾的少女。相當重視隊友，有著替人著想的性格，在個性派齊集的B班負責統合的大姐頭，因此讓出久暗中讚嘆。能力勝於男子，但與其說比男子能幹，不如說性格很重情義。認為物間過份挑釁對手不是身為英雄該有的作為。同時也擁有優秀的判斷力和應變能力，在面對敵人時會懂得擅用自己被認為很土且不起眼的個性反敗為勝，在入學考試時獲得第5名的成績（殺敵分25，救助分40，動畫原創）。
在騎馬對戰環節中了轟隊的妨礙戰術得到第五名，雖然因為尾白與莊田的棄權而按名次順位被遞補上來。但她覺得比起自己隊伍在比賽中沒什麼特別的表現就晉級，應該將機會讓給堅持到最後一刻才被淘汰的鐵哲隊，這個舉動也讓鐵哲等人感動不已。
於林間合宿敵人聯軍來襲一戰中，是第一位意識到有毒性氣體的人，後來與鐵哲共同前往敵人方向時亦分析到毒氣來源，最後成功與鐵哲擊敗芥氣，並阻止了毒氣的漫延，避免事件危害更加擴大。
在與A班的共同戰鬥訓練中，與黑色支配、小森希乃子、吹出漫我被編為第二隊。
所屬實習對象：蟒蛇
個性：大拳
能讓手腕和手掌變大讓自己的拳頭巨大化，產生可怕的力量。
鐵哲徹鐵（Tetsutetsu Tetsutetsu）／真實鋼鐵
配音：沖野晃司（日本動畫）；林正騏（台灣Animax）；梁興昌（台灣Netflix）；關令翹（香港）
生日：10月16日／身高：174cm／血型：B型／星座：天秤座／喜歡的事物：格鬥遊戲、菠菜／出身地：埼玉縣／畢業學校：安汐初中
個性非常暴躁而且喜歡一根筋地貫徹自己信念的銀髮少年。被A班稱做「天不怕地不怕的人」，不喜歡鋒頭老被A班搶走。
入學考試以49分的殺敵分和10分的救助分名列全校第八。在體育祭的騎馬對戰環節晚節不保，堅持到最後一刻被淘汰。但由於尾白與庄田在淘汰賽前主動表明棄權，因此被同班同學推薦遞補了空缺。
第一屆雄英運動會十六強，和個性相似的切島打的不分上下，最後因為個性的金屬疲勞導致加賽的比腕力輸給切島。賽後與切島成為好友。
在職場體驗與切島一同於第四類接觸的事務所實習。於林間合宿敵人聯軍來襲一戰中，與拳藤共同前往敵人方並成功擊敗芥末，阻止了毒氣的漫延。
在與A班的共同戰鬥訓練中，與骨拔、回原、角取被編為第三隊。耐寒和耐熱的特性有效克制轟的「半凍半燃」，並逼使轟使出繼承自父親奮進人的最大火力。
所屬實習對象：第四類接觸→胖胖橡膠
個性：鋼鐵
能把自己的身體變得如鋼鐵般堅硬，並具有耐熱、耐寒和金屬疲勞等性質，此個性在性質上與切島的個性“硬化”十分相似。
鹽崎茨（Shiozaki Ibara）／藤蔓（Vine）
配音：櫻坂美穂（日本動畫）；林美秀（台灣Animax）；穆宣名（台灣Netflix）；陳琴雲（香港）
生日：9月8日／身高：167cm／血型：AB型／星座：處女座／喜歡的事物：麵包／出身地：神奈川縣／畢業學校：假田初中
有著帶刺藤蔓般長髮的少女，性格有些神經質，一件小事也要打破砂鍋問底。喜歡堂堂正正的戰鬥方式，不擅長偷襲和欺騙，被作者稱為「慈愛之人」。
入學考試以36分的殺敵分和32分的救助分名列全校第四。在騎馬對戰環節晚節不保，堅持到最後一刻被淘汰。但由於尾白與庄田在淘汰賽前主動表明棄權，因此被同班同學推薦遞補了空缺。第一屆雄英運動會八強。
在與A班的共同戰鬥訓練中，與圓場硬成、鱗飛龍、宍田獸郎太被編為第一隊，知道口田會用動物偵查他們的動向，因此故意讓自己作誘餌誤導A班，宍田再與圓場一同出其不意攻擊對方，抓住了被宍田拋飛的切島，後卻因為上鳴的誘餌作戰，被變裝成鱗聲音的心操欺騙洗腦，在鱗和宍田戰敗後被下令用頭髮綁住他們一起進牢籠。
所屬實習對象：潛伏者（Lurkers）
個性：藤蔓
頭髮不但能伸縮自如還可以切斷，只要有充足的水分和陽光就能生長，也就是說絕對不會禿頭。
骨拔柔造（Honenuki Jūzō）／泥巴俠（Mudman）
配音：北田理道（日本動畫）；鍾少庭（台灣Animax）；江志倫（台灣Netflix）
生日：6月20日／身高：174cm／血型：AB型／星座：雙子座／喜歡的事物：按摩（為別人按或被別人按都喜歡）／出身地：神奈川縣／畢業學校：近寅初中
B班的推薦入學者之一，有著骷髏臉的少年，長相可怕但卻意外地是個不管應對還是戰鬥方式都很柔軟的好人，深受隊友信賴。不服輸。
在與A班的共同戰鬥訓練中，與鐵哲徹鐵、回原旋、角取波妮被編為第三隊。
個性：軟化
能將碰到的東西變軟，再碰一次就會恢復原狀，缺點是對生物無效。此外亦能夠軟化地面並潛入來進行移動和將對手困入軟化的物體後再恢復物體的硬度來封鎖對手的行動。
庄田二連擊（Shōda Nirengeki）／地雷（Mines）
配音：大隈健太（日本動畫）；何志威（台灣Animax）；江志倫（台灣Netflix）
生日：2月2日／身高：165cm／血型：O型／星座：水瓶座／喜歡的事物：觀賞拳擊／出身地：東京都／畢業學校：泰平初中
矮胖的短髮少年。
在騎馬對戰中和尾白、青山一起被心操洗腦成為隊友，因為覺得這不是憑自己意志和實力贏來的，在淘汰賽前主動表明棄權，將空缺讓給隊友。
在與A班的共同戰鬥訓練中，與物間寧人、小大唯、柳靈子、心操人使被編為第五隊。
作者稱該角色的命名是他史上最滿意的，還稱感覺庄田最初會被編在A班。
所屬實習對象：獅子屠
個性：雙重震撼
能在任何時機讓一個之前受過打擊的地方再次受到打擊，而且第二次打擊的威力會比第一次上升好幾倍。
泡瀨洋雪（Awase Yōsetsu）／焊接者（Welder）
配音：松岡禎丞（日本動畫）；張騰（台灣Netflix）
生日：11月7日／身高：172cm／血型：O型／星座：天蠍座／喜歡的事物：手機遊戲／出身地：新潟縣／畢業學校：將米初中
綁著X圖案頭巾的黑髮少年。
在入學考試時獲得第十名的成績（殺敵分50，救助分6，動畫原創）。於林間合宿敵人聯軍來襲一戰中，揹著頭部被腦無重傷的八百萬逃走，後照著八百萬的指示將其製作的發信器焊接在腦無背後。
在與A班的共同戰鬥訓練中，與凡戶固次郎、取陰切奈和鎌切尖被編為第四隊。
個性：焊接
能將碰觸到的物體以分子等級連接在一起，但條件是必須碰觸到該物體才能發動。
圓場硬成（Tsuburaba Kōsei）／圓場（Tsuburaba）
配音：西田雅一（日本動畫）；林正騏（台灣Animax）；梁興昌（台灣Netflix）
生日：5月19日／身高：170cm／血型：O型／星座：金牛座／喜歡的事物：球技、特攝片（特別是復古風）／出身地：香川縣／畢業學校：葉土間初中
瞳孔像青蛙的棕色短髮少年。和物間一樣很鄙視A班，但不會像物間一樣酸人；在騎馬對戰與物間一組，被爆豪的執著給打敗。
在與A班的共同戰鬥訓練中，與宍田獸朗太、鱗飛龍、鹽崎茨被編為第一隊，因為隊友宍田被心操洗腦而首先察覺到心操持有變聲器，在心操要攻擊宍田時先一步用空氣牢籠關住他並打醒宍田，但宍田在攻擊切島和口田的同時動作太大不小心將他甩飛出去，被蛙吹用舌頭捲起關入牢籠淘汰，本人將此動作誤解成舌吻而害羞不已。
他與回原、泡瀨、鱗皆屬B班常識男生四天王。他不會身先士卒，但輔助能力頂尖。
作者表示他是先設計該角色「個性」，再陸續設計其姓名與外觀，對他來說這是很鮮見的特例。眼睛則是參考某巨大英雄畫的。
個性：空氣凝固
能將自己吹出的空氣凝固成一墻隱形的牆壁，隔音的效果很好，牆壁的大小由吹出的空氣而定。
回原旋（Kaibara Sen）／迴旋俠（Spiral）
配音：西田雅一（日本動畫）；林正騏（台灣Animax）；張騰（台灣Netflix）
生日：6月12日／身高：172cm／血型：B型／星座：雙子座／喜歡的事物：相機／出身地：東京都
留著黑色短髮的少年。在騎馬對戰與物間一組，被爆豪的執著給打敗。
在與A班的共同戰鬥訓練中，與骨拔柔造、鐵哲徹鐵、角取波妮被編為第三隊。
個性：迴旋
能把身體的任何部位像鑽頭一樣旋轉。
凡戶固次郎（Bondo Kojirō）／塑膠模型（Plamo）
配音：沖野晃司（日本動畫）；王辰驊（台灣Netflix）
生日：12月23日／身高：191cm／血型：B型／星座：摩羯座／喜歡的事物：製作模型／出身地：東京都
頭部像騎士頭盔，眼部有七個孔洞的高大少年。
在騎馬對戰與小大唯和吹出漫我一組，幫助物間妨礙爆豪隊。在與A班的共同戰鬥訓練中，與取蔭切奈、鎌切尖、泡瀨洋雪被編為第四隊。
個性：接著劑
能從眼部噴出大量能瞬間凝固的接著劑來讓對手動彈不得，可以調整接著劑乾燥的速度。
柳靈子（Yanagi Reiko）／艾蜜莉（Emily）
配音：佐倉綾音（日本動畫）；錢欣郁（台灣Netflix）
生日：2月11日／身高：165cm／血型：B型／星座：水瓶座／喜歡的事物：上網（找恐怖故事）／出生地：愛知縣
左眼被頭髮覆蓋，經常擺出日本幽靈手勢的少女。在與A班的共同戰鬥訓練前曾表示出久的機動力和爆發力很“可惡“(其實她的意思是指出久的能力很可怕)。
在與A班的共同戰鬥訓練中，與物間寧人、小大唯、庄田二連擊、心操人使被編為第五隊。
個性：騷靈
能以念力操控身邊的物體，但最多只能移動一個人的重量。
宍田獸郎太（Shishida Jurōta）／熱沃當（Gevaudan）
配音：諏訪部順一（日本動畫）；張騰（台灣Netflix）
生日：3月26日／身高：174cm／血型：O型／星座：牡羊座／喜歡的事物：午睡／出身地：秋田縣
有著野獸外貌的戴眼鏡的少年。十分敬重獵犬。
在與A班的共同戰鬥訓練中，與圓場硬成、鱗飛龍、鹽崎茨被編為第一隊，知道口田會用動物偵查他們的動向，因此故意讓鹽崎作誘餌誤導A班，自己再與圓場一同出其不意攻擊對方，一度被變裝成圓場聲音的心操欺騙洗腦。後被圓場打醒並擊敗切島和口田，但也由於自己動作太大導致圓場被甩飛抓住，後更因為上鳴的誘餌作戰導致鹽崎也中招，讓他害怕自己再被洗腦而變得無法信任隊友，與鱗的對話都變成比手勢甚至不理會他的指令，最後與被蛙吹扔出去的鱗相撞慘敗。
所屬實習對象：獅子屠。
個性：野獸
能變身成一隻巨大的野獸，體格、腕力、聽力、嗅覺和視力都會大幅提升。缺點是發動此個性時情緒會變得高漲。
黑色支配（Kuroiro Shihai）／「陰謀英雄」奈米碳管黑體（Ventablack）
配音：天崎滉平（日本動畫）；江志倫（台灣Netflix）
生日：11月1日／身高：176cm／血型：A型／星座：天蠍座／喜歡的事物：墨魚墨汁義大利麵、禁忌／出身地：福島縣
除了眼、嘴、頭髮外全身上下都漆黑一片的少年，發言中二，自稱自己與常闇是宿命般的存在。
在與A班的共同戰鬥訓練中，與拳藤一佳、小森希乃子、吹出漫我被編為第二隊，一開始就操控常闇的黑影攻擊A班第二隊，在劫持青山時被常闇以新招「黑色墮天使」抓住，所幸吹出以狀聲詞製造濕氣的環境讓小森周圍生出許多菇類，他趁著A班的第二隊成員全因為身上長菇行動受限之時擺脫常闇，並再次抓走青山，並和小森躲起來等待其他人上鉤。但由於常闇使用八百萬給的防菌噴霧和夜視鏡曝露其位置，被常闇的披風關住，危急時刻小森使出「攻肺的小裂褶菌」攻擊常闇的肺部反敗為勝。
個性：黑
能溶入黑色或被影子覆蓋的物體並加以操縱，只能溶入會移動的物體，但亦能在被影子覆蓋的物體內隨着影子來移動。
小大唯（Kodai Yui）／尺（Rule）
配音：伊芙優里安（日本動畫）；連思宇（台灣Netflix）
生日：12月19日／身高：160cm／血型：B型／星座：射手座／喜歡的事物：俄羅斯娃娃／出身地：島根縣
留著黑色鮑勃頭，沉默寡言且平時沒有表情的少女，口頭禪是「嗯」。
在與A班的共同戰鬥訓練中，與物間寧人、柳靈子、庄田二連擊、心操人使被編為第五隊。
個性：尺寸
能藉由觸碰一件物體來改變該物體的大小，缺點是對生物無效。
鱗飛龍（Rin Hiryū）／龍帷子（Long Weizi）
配音：桑野晃輔（日本動畫）；林正騏（台灣Animax）；黃天佑（台灣Netflix）
生日：7月14日／身高：170cm／血型：A型／星座：巨蟹座／喜歡的事物：壽司／出身地：中國
來自中國的留學生，小辮子頭少年。因小學時就轉學到日本，因此會說流利的日語。
在與A班的共同戰鬥訓練中，與圓場硬成、鹽崎茨、宍田獣朗太被編為第一隊，知道口田會用動物偵查他們的動向，因此故意讓鹽崎作誘餌誤導A班，宍田再與圓場一同出其不意攻擊對方，成功逮住口田和切島，卻因為上鳴的誘餌作戰讓宍田害怕再被洗腦而開始不信任隊友，加上急於要找尋心操，無論自己講什麼話都再不理會，讓他無法透過宍田的嗅覺找到用保護色隱身的蛙吹，最終被蛙吹拋飛與宍田相撞慘敗。
個性：鱗片
能從身體的表面長出十分堅硬的鱗片，既能射出亦能用於防禦。
小森希乃子（Komori Kinoko）／施蘑姬（Shemage）
配音：真堂圭（日本動畫）；錢欣郁（台灣Netflix）
生日:12月2日／身高:152cm／血型:A型／星座：射手座／喜歡的事物：菇類料理／出身地：群馬縣
頭髮被瀏海覆蓋的矮小少女，瀏海下的外表很可愛，物間曾表示「雖然戰鬥力低下卻也非常危險」。
在與A班的共同戰鬥訓練中，與拳藤一佳、黑色支配、吹出漫我被編為第二隊，利用吹出以狀聲詞製造濕氣的環境讓周圍生出許多菇類，A班的第二隊成員全因為身上長菇行動受限，後由於常闇使用八百萬給的防菌噴霧和夜視鏡找到她與黑色的位置，兩人一度被常闇抓住，危急時刻使出自己最不喜歡的招式「攻肺的小裂褶菌」攻擊常闇的肺部反敗為勝，後於給常闇解藥並說聲道歉。
個性：菇類
能從體內釋放出胞子並在任何地方長出蘑菇，濕氣越重蘑菇便會長得越多，蘑菇在大約兩至三個小時後就會自動消失。
鎌切尖（Kamakiri Togaru）／傑克螳螂（Jack Mantis）
配音：古島清孝（日本動畫）；江志倫／黃天佑（台灣Netflix）
生日：1月7日／身高：189cm／血型：A型／星座：摩羯座／喜歡的事物：採集昆蟲／出身地：長崎縣
外型像一隻螳螂，兩頰有著像刀刃般的大牙的雞冠頭少年。
在與A班的共同戰鬥訓練中，與取蔭切奈、凡戶固次郎、泡瀨洋雪被編為第四隊。被爆豪隊極快攻勢拿下一勝，事後關心切奈並表明不要在意輸場而要銘記於心。
個性：刃銳
能從身體的表面釋放出尖銳的刀刃。
角取波妮（Tsunotori Pony）／Rocketti
配音：悠木碧（日本動畫）；穆宣名（台灣Netflix）
生日：4月21日／身高：155cm／血型：O型／星座：金牛座／喜歡的事物：蘋果、日本動畫／出身地：美國
來自美國的日裔美國人留學生，小馬外貌的長髮少女，頭上長一對長角。平時會講流利的日語（帶有一點美國囗音），情緒激動時則講英語。
在與A班的共同戰鬥訓練中，與骨拔柔造、鐵哲徹鐵、回原旋被編為第三隊。照著骨拔的指示，操縱頭上的角不斷防礙偵查型的障子，讓他無法輔助旁邊的轟。比賽途中操縱頭上的角將抓住自己的尾白拖住並一同飛送B班第三隊監獄，最後看見自己的隊友以及對方呈現昏迷狀態，救骨拔與鐵哲以及抓住焦凍，也意識到時間結束，最後飛到最高處使障子無法在比賽時間結束前飛到天空，結果以1比1平手。
個性：角砲
能將頭上的角射出去，角在射出去後會在頭上再長出來，最多能一次操控四根角。
取蔭切奈（Tokage Setsuna）／蜥蜴淑女（Lizardy）
配音：悠木碧（日本動畫）；穆宣名（台灣Netflix）
生日：10月13日／身高：158cm／血型：B型／星座：天秤座／喜歡的事物：恐龍／出生地：埼玉縣
B班推薦入學者之一，留著墨綠色過肩微捲長髮的少女，被物間形容是一個「很狡猾的女人」。
在與A班的共同戰鬥訓練中，與凡戶固次郎、泡瀨洋雪和鎌切尖被編為第四隊，對上A班第四隊的爆豪勝己、耳郎響香、砂藤力道和瀨呂範太。擬定以把爆豪誘離隊友，再用分裂的身體不斷干擾爆豪，再讓隊友製造噪音讓A班第四隊成員分心，藉機先解決最麻煩的耳郎的策略，但沒有計算到爆豪性格上的變化，所以當爆豪意想不到地救了耳郎時，只好馬上命令隊友撤退。最後被爆豪隊極快攻勢拿下一勝，事後檢討自己的思考無法像骨拔能隨機應變並改變戰術性質。
所屬實習對象：世外高人。
個性：蜥蜴斷尾
能把身體像蜥蜴切斷尾巴來逃生一樣分裂成好幾塊行動，個性在提升後最多能分裂成五十塊，但分裂出去的部分如果不在活動的極限時間到達前回歸本體的話就會停止活動，之後欠缺的部分會在體內再生。由於再生會消耗體內的能量，為了避免多餘的消耗而需要定期將分裂出去的部分招回，不然會因為疲勞而使注意力下降。
吹出漫我（Fukidashi Manga）／漫畫俠（Comic Man）
配音：石川界人（日本動畫）；梁興昌（台灣Netflix）
生日：2月2日／身高：140~160cm（取決於頭部漫畫框之大小）／血型：A型／星座：水瓶座／喜歡的事物：畫畫／出身地：和歌山縣
頭部以上是漫畫對話框造型的少年。
在與A班的共同戰鬥訓練中，與拳藤、黑色、小森被編為第二隊，利用擬聲詞「溼答答」製造濕氣的環境讓小森在周圍生出許多菇類，隨後又用擬聲詞「咚」、「匡噹」等製造大牆將A班第二隊拆散開，在遭受透明化的葉隱攻擊時被拳藤拯救。
所屬實習對象：沃許。
個性：漫畫
能將說出的擬聲詞現實化，缺點是使用太多次的話喉嚨會痛。

### 英雄科3年級→畢業生
通形未吏生（Togata Mirio）／盧米利昂（Lemilion）
配音：新垣樽助／美波和嘉菜〈幼年〉（日本動畫）；江志倫／穆宣名〈幼年〉（台灣Netflix）
生日：7月15日／身高：181cm／血型：O型／星座：巨蟹座／喜歡的事物：拉麵、喜劇／出生地：千葉縣
又译通形百万，雄英「三巨頭」之一，3年B班的男學生。身材高大的豆豆眼男子，黃色短髮，頭髮尖尖和劉海向上梳，发尾向后翘的髮型。常面掛笑容，有幽默感，性格樂觀開朗、自信也得到眾人歡迎及信賴，被同是天喰环形容“像太阳一样闪耀的人”，被夜目爵士坚信能成为“照亮一切的男人”。少數畫風特殊的角色。英雄名含义是“就算不能成为拯救所有人的英雄，也要成为拯救百万（million）人民的英雄”。
小時候曾意外落水被英雄救起，因而立志當英雄，他爸雖因其穿透「個性」難用於實戰而勸擁有相似「個性」的他放棄英雄夢，但他不願放棄夢想，而後他爸選擇成全。
英雄服設計受少時救過他的的英雄啟發。
数年前由根津校长引见给欧尔麦特，但之後欧尔麦特最終决定將其「个性」賦予無「个性」的绿谷并通知夜目爵士此事，引起對方不滿，因而特意指名和积极培养未吏生來自己的事務所進行實習以使之成為OFA接班人。對於英雄執照的取得顯得非常認真，甚至透過對戰1年A班全體（不含爆豪與轟）直接告訴學弟妹英雄執照的重要。大方地為綠谷引見夜目爵士作校外實習對象並給以提示，被綠谷表演的顏藝而逗笑。有著被人稱讚時用右手拍拍額頭且頭上揚，左手往身後擺同時發出聲音的小習慣（兴奋时动作会变迅速）。
在绿谷第一天的校外实习陪伴他巡逻，在街道偶然碰见正接受夜目爵士事务所的「解修师」治崎和他抚养的「女儿」坏理，之后把这件事报告夜目爵士。在会议上听说死秽八斋会正在利用坏理做坏事后，都变得义愤填膺会后心情变得低落和懊悔。因为那时绿谷承担着风险试图当场救下坏理，至于自己则考虑到之后的情况，采取更能确保小女孩安全的行动才放弃的救援。曾經付出相當大的努力，才有今天如此的地位。在進攻死穢八齋會並救助小女孩壞理的作戰中，替壞理擋下抹消子彈，在作戰後永久失去「個性」，事件結束後暫時休學。
漫畫第292話中，因不明原因恢復「個性」來到戰場支援眾人，後確認是壞理使用回溯「個性」將自身的個性回復回來。
：在最后决战8年后，由于自身的实力以及活跃活动，目前成为排行榜第1名。
個性：穿透 → 無個性→穿透
能夠使身體變成無形（質量不變）並穿透任何固體和液體，但同時衣服也會穿過身體，使得在發動個性時可能會赤身裸體，因此其戰鬥服特別使用了未吏生自己的毛髮纖維製作，可以跟著自己一起穿透。在發動個性的期間，視覺、聽覺和呼吸都會失效，只能感受到墜落的感覺。
天喰環（Amajiki Tamaki）／食日者（Sun Eater）
配音：上村祐翔／不明〈幼年〉（日本動畫）；黃天佑／連思宇〈幼年〉（台灣Netflix）
生日：3月4日／身高：177cm／血型：B型／星座：雙魚座／喜歡的事物：蝴蝶／出生地：千葉縣
雄英「三巨頭」之一，3年A班的男學生，未吏生的竹馬之交，被稱為膽小如鼠的學長，眼神兇惡的黑髮男子。掃視的視線相當恐怖，但其實是個害怕與人交流的人，介紹自己的時候會把底下的想象成馬鈴薯來看待。心理素质差，想法消极，这一点也带到实际英雄活动中，被肥胶说“如果不是这样食日者就是一个逸材”。總是在面壁，甚至被波動同學稱為跳蚤般的心臟。相當理解未吏生的努力與付出，也要求未吏生別過火。
目前在胖胖橡膠的事務所進行英雄活動。在進攻死穢八齋會並救助小女孩壞理的作戰中成功克服其自我評價過低的問題，一人單挑竊野、寶生及多部三人最終獲勝。
：在最后决战8年后，仍在胖胖橡膠的事務所進行英雄活動。目前排行榜下降至第18名。
個性：重現
能讓自己的身體重現自己吃過的食物的特徵，能夠重現出複數的部位。由於此個性所需的是身體特徵，因此必須經常進食。
波動捻麗（Hadō Nejire）／捻麗（Nejire-chan）
配音：安野希世乃（日本動畫）；連思宇（台灣Netflix）
生日：10月6日／身高：164cm／血型：B型／星座：天秤座／喜歡的事物：百合花、茉莉花茶／出生地：秋田縣
雄英「三巨頭」之一，3年A班女學生。被稱為好奇寶寶學姐，留有爱丽丝蓝色头发，空氣劉海型的女子。對人的外貌與特徵相當感興趣，甚至會覺得相當奇怪，還不在意得向詢問的人面前說出來，還會玩弄感興趣的地方。經典手勢是雙手V手勢橫擺在眼邊。向學弟妹要認真思考正確看待，只會遇到更苛刻的情況。曾幫助天喰做過自我介紹。
目前在龍九的事務所進行英雄活動。在進攻死穢八齋會並救助小女孩壞理的作戰中，並同龍九、麗日、蛙吹與活瓶對戰並獲勝。
：在最后决战8年后，仍在龍九的事務所進行英雄活動。目前排行榜上升至第7名。
個性：波動
能將自身的活力轉換為能量並釋放出衝擊波，缺點是衝擊波會因為不明原因而扭曲，所以速度比較慢。
甲矢有弓（Haya Yūyu）
配音：祖山桃子（日本動畫）；穆宣名（台灣Netflix）
生日：9月10日／身高：160cm／星座：處女座／喜歡的事物：所有可愛的東西
波動的好朋友，短髮的三白眼少女。認為波動是銀河第一可愛的女孩，波動參加文化祭選美正是她所提議的。

### 英雄科2年級→3年級
不和真綿（Fuwa Mawata）
配音：關根有咲（日本動畫）；穆宣名（台灣Netflix）
生日：5月10日／身高：155cm
曾經被相澤開除的2年A班學生之一，但後來有回復學籍並順利畢業。

### 普通科
心操人使（Shinsō Hitoshi）
配音：羽多野涉（日本動畫）；林正騏（台灣Animax）；黃天佑（台灣Netflix）；張方正（香港）
生日：7月1日／身高：177cm／血型：AB型／星座：巨蟹座／喜歡的事物：貓、自行車賽／出生地：埼玉縣／畢業學校：名部初中
普通科1年C班。有著濃密的黑眼圈，和靛色的海藻頭。本質上跟出久一樣，夢想將來成為一個帥氣的英雄，在報考雄英英雄科時雖然個性效果強大，但考試內容與個性相性極為不合而落選，只能轉為報考普通科。因自身的個性很適合做壞事、似乎比較適合當反派而一直很羨慕那些擁有英雄般個性的人，以至於對於自己的個性感到強烈的自卑。
在障礙物賽跑中憑藉個性控制住幾名學生將自己抬起來走而名列27名。接著在騎馬戰中使用個性與尾白、青山和庄田組隊，比賽全程一直用個性控制他們三人，在比賽開始的七分鐘之間被拳藤組奪取頭帶，最後趕在比賽結束前幾秒控制住鐵哲組的行動並奪取他們的頭巾而以750分名列第三。在一對一淘汰賽當中第一戰對上出久，一開始利用激將法輕易使出久陷入洗腦狀態，但在差一步就讓出久走出場外而落敗的時候，看到出久突然解除洗腦狀態，隨後遭到其反擊並被摔出場外而落敗。在一對一淘汰賽當中雖敗於出久，但在得知事務所的英雄們和普通科的同學對於他努力的表現及對勝利的執著予以讚賞後，令心操開始找到了自己想成為英雄的初衷而釋懷，比賽結束後向出久表示自己還是有機會被編入英雄科。
在A班與B班的共同戰鬥訓練中參與對戰訓練，本人體格也有所鍛鍊加強，戰鬥服配備變聲器與和相澤同款的捕獲武器——特殊合金鋼線。與物間、小大、柳、庄田被編為第五隊（抽籤決定）。在與A班綠谷、麗日、峰田和蘆戶所在第五隊的戰鬥中，出久因為力量陷入暴走狀態而失控時，利用能力發出“和我戰鬥吧”指令，和麗日合力才成功制止。雖然對戰訓練輸給綠谷小隊，但還是由相澤消太評審為編入考試合格，之後會在二年級的時候編入英雄科2年A班。
62話發表第一次人氣投票獲得第12名；120話發表第二次人氣投票獲得第14名。
個性：洗腦
凡是回答他的問話的人都會進入被洗腦的狀態並對他唯命是從，但不能對被洗腦者提出需要思考的指令，而他本人如果沒有打算對目標人物洗腦的意思的話，目標人物就不會進入洗腦狀態。被洗腦時會失去對身體的控制權，但強烈的疼痛或刺激可以解除控制。
顎大和筒隆（Agoyamato Tsutsutaka）
配音：佐佐木義人（日本動畫）；張騰（台灣Netflix）
普通科男學生。特徴就和他的名字一樣，有個超大的下巴。和棘池將近來雄英接連發生的情況歸咎於一直被敵聯合針對的A班，認為他們是「引發騒動的元凶」，但在文化祭被A班的表演所感動，事後兩人對自己先前的行為向A班全體道歉。
棘池築稚（Toheike Chikuchi）
配音：野口百合（日本動畫）；連思宇（台灣Netflix）
普通科女學生，總是與顎大和筒隆走在一起。特徴是黑色雙馬尾。和顎大和將近來雄英接連發生的情況歸咎於一直被敵聯合針對的A班，認為他們是「引發騒動的元凶」，但在文化祭被A班的表演所感動，事後兩人對自己先前的行為向A班全體道歉。

### 後勤科
發目明（Hatsume Mei）
配音：櫻井馨織（日本動畫）；陳筱寧（台灣Animax）；連思宇（台灣Netflix）；葉曉欣（香港）
生日：4月18日／身高：157cm／血型：O型／星座：牡羊座／喜歡的事物：蒸汽龐克類的東西、巧克力／出生地：京都府／畢業學校：播土初中
後勤科1年H班。個性有些奇怪。把自己製作和發明的東西稱為baby，是個推銷狂，為了向大企業展示推銷自己發明的道具可以不擇手段。
在雄英體育祭的障礙物競走中獲得41名。輔助科唯一一個進入騎馬戰的學生。在「騎馬戰」想藉由No.1的綠谷來展示她的發明而跟他一組，一開始突如其來的組隊要求曾令綠谷感到困惑，但之後兩人意外有共同的話題而整個聊開，在一對一的淘汰賽當中利用飯田正直認真的性格藉以展示推銷自己發明的道具，直到所有道具都推銷完後自動認輸走到場外，比起自家道具的宣傳推銷，對於體育祭的勝負沒有看的那麼重。
一開始設定為男性，但因作者認定設定為女性較有趣而改為女性。
第62話發表第一次人氣投票獲得第20名（與葉隱透同名次）。
個性：放大
能夠看清楚遠處的東西，認真起來的話五公里以外的東西也能看得一清二楚。
絢爛崎美美美（Kenranzaki Bibimi）
配音：澀谷彩乃（日本動畫）；錢欣郁（台灣Netflix）
生日：3月5日／身高：160cm／星座：雙魚座／喜歡的事物：閃閃發光的人、閃閃發光的東西
後勤科3年G班女學生。特徵是長到超誇張的睫毛，連續兩年都是雄英文化祭選美的冠軍，第三年敗給了波動，但也認同了她的實力。

### 雄英高中教職員
歐爾麥特／八木俊典（Yagi Toshinori）
配音：三宅健太（日本動畫）；玄田哲章（日本VOMIC）；林谷珍（台灣Animax）；黃天佑（台灣Netflix）；陳欣（香港）
英雄告示牌排行榜JP：「No.1」→隱退（神野事件後）。
生日：6月10日／身高：220cm／體重：274kg→255kg／年齡：50歲以上／血型：A型／星座：雙子座／喜歡的事物：屋久杉、電影／出身地：東京都
初登場時為世界及日本No.1英雄。最初被稱作「和平的象徵」，口頭禪是「已经没事了！為什麼？因為我来了！」。是拯救過許多大大小小災難的人民百姓，是社會上超受歡迎明星級別人物，不少報刊電視報導和市民追捧對象，其肖像也被應用製作大大小小周邊商品。榮獲國民榮譽獎提名卻堅拒接受。原本是無個性者，被志村菜奈授予「ONE FOR ALL」後成為第8代繼承者。
外貌是肌肉發達的高大男性，金髮上有著如V般豎起的兩根長毛，變身狀態是美漫畫風，「個性」解除時的真實面貌，身體會變得極端削瘦，尖下巴頭上的長毛會垂下來，眼窩極深，有時候講話還會吐血，瞳孔是蓝色，看起来像一具木乃伊或重度营养不良患者(實際上是因五年前被「ALL FOR ONE」偷襲而受重傷，並經反覆進行手術和後遺症所造成的)，平常以瘦削模樣在校內活動，知道他真實身份的只有雄英教職工與出久。
五年前被「ALL FOR ONE」偷襲而受重傷，其呼吸器官一半損壞，胃袋整個拆除，因反覆進行手術和後遺症，使其變得憔悴，導致英雄活動時間一天的變身限制只剩約3小時，這事實沒有向外發表過，力量雖逐年衰落，但是仍然有強大的實力。
在探尋繼承者的時候遇見無個性的綠谷出久，曾告訴出久自己保持笑容只是為紓解作為職業英雄的壓力和掩蓋自己內心的恐懼，後來在淤泥怪要將爆豪吞噬時看到出久奮不顧身的衝上前要救他的行為後，因看到憑直覺就下意識救人的出久而被他感動，而超越極限變身擊倒淤泥怪。事件過後認定「只喜歡英雄的他比任何人都像是英雄」的出久正是他要找的個性繼承人，在將「ONE FOR ALL」傳承完畢後前往雄英高中擔任英雄基礎學科教師。
成為雄英教師前於東京都港區六本木有事務所。
在與「ALL FOR ONE」戰鬥中，整個戰鬥過程用的只是「ONE FOR ALL」的殘餘碎片，更在最後用盡全力揍到「ALL FOR ONE」的臉上，隨後因為身體狀況的不允許以及體內的「ONE FOR ALL」用盡，擊敗後已經用盡力量，後來宣布引退，但依然在雄英高中擔任老師並還能維持三秒多的肌肉模式。
持有「ONE FOR ALL」的時間是歷代最久，為40年向前來詢問的霍克斯和牛王說明了有關「ONE FOR ALL」的真相。在最終決戰前為了讓自己能夠對付「ALL FOR ONE」，委託好友大衛‧希爾德的女兒梅莉莎‧希爾德設計打造支援裝備，並獲得支援裝備·原型(其裝備的功能都是以雄英1-A班的學生每個人的個性為雛型所打造的)。
在決戰的八年後，被根津校長和雄英的校友們推舉當任雄英的副校長。
作者於單行版第一卷稱每畫一次他的上半身就要用掉一到兩根筆尖，此外雖然作者畫完之後覺得我已經很帥氣囉！，但在編輯部會議上卻被提出沒人會憧憬這種大叔吧？不會想成為這樣的人吧？以及是不是畫成美男子比較好？的更正意見，漫畫家朋友則評論這是個古怪的開朗大叔對吧？，作者反倒因此燃燒起來。多虧這些意見作畫時他全神專心地畫，現在這些都變成很寶貴的話語。
在週刊少年JUMP舉辦的第一屆人氣角色投票中獲第五名（627票）。
個性：無個性 → 「ONE FOR ALL」 → 無個性
歐爾麥特是第八代「ONE FOR ALL」繼承者。
歐爾麥特稱此個性為「求救之聲和義勇之心交織而出的力量結晶」。
由「儲存力量」和「讓渡個性」兩種個性混合在一起的個性，可以讓傳承者強化自身力量，能夠進行高速移動和發出巨大的衝擊波。經過一代一代的傳承培育，每代傳承者鍛煉到極限的身體能力及個性不斷疊加，隨著傳承不斷變強的頂級個性。
對被傳承者而言，不是天生所擁有的力量，所以需要一定時間的適應與磨合才能運用自如，而且對體格也有一定的要求，要是沒有經過鍛鍊的身體傳承到此個性的話，可能會因為身體無法承受而四肢爆裂致死，持有此個性者有著相當強大的力量還有速度，但也會給身體帶來很大的負擔。
第2代到第7代繼承者是將意識留在個性因子上，而沒有個性因子的歐爾麥特則是將意識留在「ONE FOR ALL」本身，原因是因為歐爾麥特原本是無個性者，而且歐爾麥特也是目前為止擁有最強力量的繼承者，因為身為無個性者的歐爾麥特不會因為持有複數個性而導致壽命減少。在初代的形容上就像是一個空杯子(身體)能夠完整地裝載水(個性)，而原本就有一定水量的杯子卻無法完全裝載。
根津（Nezu）
配音：高戶靖廣（日本動畫）；梁興昌（台灣Animax、Netflix）；關令翹（香港）
生日：1月1日／身高：85cm／血型：A型／星座：摩羯座／喜歡的事物：梳毛／出生地：東京都
雄英高中的校長，是個右眼有傷痕類似白老鼠的非人類男性，過去似乎被當作實驗動物，目前唯一帶有個性的非人類生物。知道歐爾麥特的「ONE FOR ALL」的秘密後便聘請他來雄英擔任教師。喜歡長篇大論，只要一開講就很難停下嘴。在雄英體育季時待在三年級的比賽場館觀賽。
個性：高性能頭腦
擁有超出普通人類的智力的頭腦，放眼世界也找不到其他例子，是獨一無二的存在。
抹消磁頭／相澤消太（Eraser Head／Aizawa Shōta）
配音：諏訪部順一（日本動畫）；何志威（台灣Animax）；梁興昌（台灣Netflix）；陳廷軒→雷霆（香港）
生日：11月8日／身高：183cm／年齡：30歳／血型：B型／星座：天蠍座／喜歡的事物：貓／出生地：東京都
「抹消英雄」。雄英高中教師兼1-A班班導。留著黑色長髮，臉上時常無精打采的男人。非常愛睡覺，疲倦時會鑽進自備的睡袋裡。討厭麻煩事，只要隨便弄弄就好，自認為那是無理由的浪費時間，因此班會的事務一律交由學生做主，自己則通通撒手不管。
是個以合理性為優先來行動的男人，看見發展性為零的學生就會無情地開除學籍（但俄頃間他們就會被雄英恢復學籍），理由是要那些能力較低的英雄科學生體驗一下死的感覺，去年擔任班主任時曾將班上全部學生開除，開除次數高達154次。因在教學理念上與歐爾麥特截然不同所以被其認定是跟自己合不來的類型。
事事講求合理性，體育測試時看到出久在每個項目成績的成績都普通後，決定在壘球投擲時消除正要使用「ONE FOR ALL」的出久並質疑他能入學嚴重缺乏合理性，在對出久講述他與歐爾麥特在力量方面有著極大的差異（一用力量就沒法再用和能一直使用力量）後，恢復出久「個性」並給他第二次壘球投擲的機會。一開始看到出久打算以力相搏時認定其可能性為零，但在看到出久靈機一動以「以最小限度的負傷發使出了最大的力量」的辦法投擲出比爆豪高0.01m的成績後，發覺出久的可能性不是零而決定讓他繼續留在班上。體育測試結束後告訴同學「成績最後一名者將會被開除」的發言只是為了最大限度引出他們的潛力而編出的謊言，本人稱之為「合理的謊言」（但其實這項發言才是真正的謊言）。
討厭在媒體面前露面，理由是「這會影響工作」，這也是自己在超级英雄界裡名氣不高的原因，但仍以「抹消英雄」抹消·磁頭之名被傳頌。作為英雄活動時會戴著能遮蔽自己視線的黃色風鏡，戰鬥風格是會先將敵人的個性消除再以脖子上圍著的特殊合金鋼線捕獲敵人，體術很強，擅長近距離戰鬥。
在雄英體育季時和禮物·麥克風一同擔當解說員。在學時與禮物·麥克風同期，「抹消·磁頭」這英雄名也是禮物·麥克風取的。自己的房間裡似乎空蕩蕩。
在對抗超常解放戰線的過程中被死柄木手中的個性消除子彈擊中右腿以及弄瞎右眼，為了保住個性切去了右腿。
個性：抹消
僅用注視就能將別人的個性暫時消除，缺點是只要視線移開或眨眼的話，被注視者的個性就會恢復，而且對於身體特徵顯明的異形系個性無效，只對變形系和發動系的個性有效。對於這項缺點相澤選擇以近身格鬥來彌補。另外由於相澤本身有乾眼症，因此不能長時間使用該個性，曾經被學生吐槽個性這麼好卻因為這症狀而浪費。
捕獲武器：
平常圍在相澤的脖子上，外表如同灰色的繃帶。在碳素纖維中編入特殊合金的鋼線，每當相澤消除敵人的個性後就會使用此鋼線捕獲他們。
捕獲武器被固定住時會用黑色忍刀切斷避免陷入被動。
禮物麥克風／山田陽射（Present Mic／Yamada Hizashi）
配音：吉野裕行（日本動畫）；曹冀魯（台灣Animax）；張騰（台灣Netflix）；麥皓豐（香港）
生日：7月7日／身高：185cm／年齡：30歳／血型：B型／星座：巨蟹座／喜歡的事物：收音機、TV／出生地：東京都
「聲音英雄」。雄英高中司儀兼英語老師，跟相澤是同期畢業生好友。是個頭戴耳機，帶著墨鏡，有著羽毛般髮型的金髮男子。個性熱血，是非常希望學生能踴躍發言的人，習慣將學生稱為聽眾。入學考時擔當主審，在雄英運動會時和相澤一同擔當解說員。因極怕昆蟲而討厭森林。
作者稱最初他只打算將禮物麥克風以胖大叔司儀身分登場，但因為有些無聊而決定將他變成情緒亢奮的傢伙。
個性：聲音
根據相澤的描述：音量十分恐怖、高音超恐怖、低音也超恐怖，據說出生時的哭聲把醫生和父母的耳膜震碎並震出了血。
恢復女郎／修善寺治與（Recovery Girl／Shuzenji Chiyo）
配音：小櫻悅子（日本動畫）；石薇（台灣Animax）；連思宇（台灣Netflix）；林丹鳳（香港）
生日：4月4日／身高：115cm／血型：B型／星座：牡羊座／喜歡的事物：糖果／出生地：東京都
「妙齡英雄」。雄英高中保健教師，在該校工作逾40年，發言權等同校長。雄英校友。是個綁著包子頭，頭上綁著針筒，手拿著針筒形狀的拐杖，身材矮小的老婦人。個性和藹可親，喜歡给學生們發糖果。據青山所述，雄英之所以能實行如此離譜的入學考，很大程度上是因為她的個性的存在。在入學考結束後以「個性」治癒因「ONE FOR ALL」副作用而骨折的出久，是知道歐爾麥特的「個性」「ONE FOR ALL」的秘密的其中一人。其「個性」十分罕見，因此她會定期輪流前往各地醫院治癒患者，非常忙碌。
個性：治癒
能把嘴巴變成針筒狀並插入傷者的受傷部分加以治癒，將傷者的治癒力活性化，代價是受傷程度越深就需要傷者越多的體力，傷者體力消耗過度的話甚至會死亡。
午餐尖峰時段（Lunch Rush）
生日：6月17日／身高：160cm／血型：AB型／星座：雙子座／喜歡的事物：白米／出生地：新潟縣
「廚師英雄」。雄英高中食堂大廚。身著高帽與制服，臉上戴著機械面罩的男子。
以低廉的價格提供一流的料理，無論西式、日式、中式，任何菜色都能烹調。每次登場時都豎著大拇指。「個性」未知。
13號／黑濑亚南（Thirteen／Kurose Anan）
配音：犬山犬子（日本動畫）；林美秀（台灣Animax）；穆宣名（台灣Netflix）；梁偉德（香港）
生日：2月3日／身高：180cm／年齡：28歳／血型：A型／星座：水瓶座／喜歡的事物：博物館、自然紀錄片／出生地：鹿兒島縣種子島
「空間英雄」。雄英高中英雄科教師，假定災害事故場（USJ）主管。身著太空服的高大人物，以救助災害為志願而活躍的紳士英雄。不擅戰鬥但精於逮捕。第322話（動畫第136集< 第四季.23話>）中露出脖子以上的臉部，公式書中確認性別為女性。
個性：黑洞
無論是什麼東西都能吸入手指中的黑洞並粉碎。
午夜時分／香山睡（Midnight／Kayama Nemuri）
配音：渡邊明乃（日本動畫）；石薇（台灣Animax）；穆宣名（台灣Netflix）；曾佩儀（香港）
生日：3月9日／身高：175cm／年齡：31歳／血型：A型／星座：雙魚座／喜歡的事物：青春、緊張感／出生地：埼玉縣
「18禁英雄」。雄英高中美術老師，被常闇吐槽明明是18禁為何在學校當老師。衣著看似暴露，但是因為有一層極薄的緊身衣得以避免走光。個性是體香，所以穿著方便撕開的衣服。
在雄英體育季擔任一年級主裁。於超常解放戰線的戰線基地森林中遭襲而最終戰死。
個性：沉眠香
身上發出的沉眠香能使人入睡，而且對男性更加有效。
水泥人／石山堅（Cementos／Ishiyama Ken）
配音：大隈健太（日本動畫）；何志威（台灣Animax）；江志倫（台灣Netflix）；蕭徽勇（香港）
生日：3月22日／身高：185cm／年齡：28歳／血型：B型／星座：牡羊座／喜歡的事物：圓、日式饅頭／出生地：山形縣
「水泥英雄」。雄英高中現代文課老師。是歐爾麥特的粉絲，在歐爾麥特變身解除之際幫助他隱藏身分並協助進保健室。
在雄英體育季的一對一正統對戰賽中負責用「個性」建造對戰用的場地並兼任比賽的裁判。在八強戰出久與轟一戰中因擔心出久再繼續使用「個性」拼命，身體遲早會撐不住，於是在出久與轟分別用決定性的一擊碰觸雙方的瞬間用「個性」造出水泥壁，試圖防住兩人的攻擊，最後水泥壁將部分攻擊抵銷。在超常解放戰線的大戰結束後受重傷
個性：水泥
能操縱碰觸到的混凝土，被他觸碰到的混凝土會變得猶如黏土般。在現代社會強得非常離譜。
狙擊槍神（Snipe）
配音：奈良徹（日本動畫）；何志威（台灣Animax）；張騰（台灣Netflix）；李錦綸（香港）
生日：11月7日／身高：182cm／血型：A型／星座：天蠍座／喜歡的事物：香腸、帽子／出生地：神奈川縣
「狙擊英雄」。雄英高中英雄科3年級班導，衣著像是西部牛仔風的槍手。名字為假名，實際名字未揭曉。使用特製的手槍作為武器，可以根據不同場景裝填不同種類的子彈，射擊能力極其優異，但在女神納甘之下。在死柄木襲擊USJ時對其進行了遠距離的精準射擊。
造型與作者的短篇作品《我的英雄》中的神射手非常相似，故暫時以「神射手」稱之。
個性：追蹤
能藉由自動導向鎖定敵人的位置並探索敵人的氣息。
靈質（Ectoplasm）
配音：西田雅一（日本動畫）；何志威（台灣Animax）；江志倫（台灣Netflix）
生日：3月23日／身高：180cm／年齡：41歳／血型：AB型／星座：牡羊座／喜歡的事物：KTV／出生地：沖繩縣
雄英高中數學老師，有著嘴巴裂開到耳朵的特徵。在死柄木襲擊USJ時使用了使自己分身的個性。過去與敵人戰鬥中失去雙腳，現在雙腳為義肢，有分一般用跟戰鬥用。
個性：分身
吐出的氣體能在任何地方化為自己的分身，最大數量約30人（唱完KTV之後可以增加到36人），亦可減少數量以增加分身的體積。
弗拉德之王／管赤慈郎（Vlad King／Kan Sekijirō）
配音：松田修平（日本動畫）；林正騏（台灣Animax）；江志倫→黃天佑（台灣Netflix）；張錦江（香港）
生日：11月10日／身高：194cm／年齡：30歳／血型：B型／星座：天蠍座／喜歡的事物：蕃茄、起司／出生地：青森縣
「血之英雄」。雄英高中教師兼1-B班班導，身材壯碩的男子，特徵是左臉的十字傷痕和下顎露出的犬齒。與相澤不同，會親力為跟學生相處。一直希望自己的班級能夠贏過A班。有養狗。
午夜時分曾於AB班合同戰鬥訓練篇指出他有操血的「個性」卻管不住血往頭上湧。
個性：操血
能隨意操縱血液，亦能將從其身體表面釋放出血液變成固體困住敵人。
工程機器人／埋島干狩（Power Loader／Maijima Higari）
配音：北澤洋（日本動畫）；林谷珍（台灣Animax）；王辰驊（台灣Netflix）
生日：9月17日／身高：155cm／年齡：40歳／血型：A型／星座：處女座／喜歡的事物：車子／出生地：大阪府
「重工業英雄」。雄英高中英雄科兼支援科教師，穿著一雙大手套與恐龍型頭盔，沒穿戰鬥服時的外表為眼睛被頭髮覆蓋的童顏男人。開發工廠的負責人，有針對英雄裝備的小型改良、修補的資格證。
個性：鐵爪
能利用手上的爪子挖掘與戰鬥。
獵犬／犬井獵（Hound Dog／Inui Ryō）
配音：花輪英司（日本動畫）；張騰（台灣Netflix）
生日：11月15日／身高：196cm／年齡：32歲／血型：A型／星座：天蠍座／喜歡的事物：晚餐的酒、足球／出生地：東京都
「獵犬英雄」。雄英高中生活指導老師，雖然長了一張狗臉，卻和同樣是狗臉的面構署長一點關係都沒有。太生氣時會不停嘶吼而無法說人話。平時形象凶惡不怎麼受學生歡迎，但他認為這樣的角色是必須的而繼續維持，是個了不起的英雄。和弗拉德之王關係很好，生氣到說不出人話時弗拉德之王會幫他翻譯。
個性：狗
有著犬類特徵的異形系個性。

## 其他英雄科高中

### 士傑高中
夜嵐稻佐（Yoarashi Inasa）／烈風（Reppū）
配音：岩崎諒太（日本動畫）；張騰（台灣Netflix）
生日：9月26日／身長：190cm／星座：天秤座／喜歡的事物：熱血／出身地：山梨縣
士傑高中1年級男學生。性格熱血高漲的寸頭男子。是去年雄英推薦入學試的第一名，實力據說還在轟之上，但辭退了入學資格，改就讀士傑高中。
在考取臨時英雄執照時登場，士傑高中唯一一位參與臨時執照考試的1年級生，考試中使用其個性將眾多考生的球給捲走，之後用捲起的球一口氣扔向他們，最後以擊倒120人的成績成為第一位通過第一場測試的考生。對轟看不順眼，在過關休息室看到轟時露出相當厭惡的表情。從小天不怕地不怕，對任何事情都很容易就喜歡上，對活躍的英雄更是如此，對當時的奮進人也有著相當的憧憬。但在一次英雄任務達成後，想向奮進人要簽名，卻因其當時內心充滿憤怒而遭到拒絕，內心受到相當的打擊，後在高中入學考試時遇到轟，以些微差距擊敗轟，得知轟是奮進人的兒子而與之交談，但也遭到因被提及父親而憤怒的轟拒絕，此後對轟父子都有著相當的不滿，因此在職業英雄考試時對轟充滿敵意。第一輪考試中以壓倒性優勢晉級，在第二輪考試時與轟碰巧同時負責對付突然出現的敵人（由暴力虎鯨擔任），因與轟有競爭意識，在初期兩人並不合作而變成非刻意的互相阻撓了對方，後在被麻痺在地板後才決定合作，並形成強大的組合技壓制暴力虎鯨。
作者說他是一個十分難畫的角色。
個性：旋風
能在自身周圍產生擁有強大威力的旋風並隨意地操控。
肉倉精兒（Shishikura Seiji）／Sisicross
配音：古川慎（日本動畫）；梁興昌（台灣Netflix）
生日：2月9日／身長：172cm／星座：水瓶座／喜歡的事物：蔬菜／出身地：岡山縣
士傑高中2年級男學生。髮型蓋住一隻眼睛的冷淡男子，眼睛細長，性格相當的自卑。被同學稱為劇場風格男。父親為榙爾榙羅斯署長，後被all for one 殺死
在考取臨時英雄執照時登場，考試中獨自一人找上他校學生，並將其淘汰，後來碰上爆豪、切島與上鳴，表示這是示威，認為要當英雄就得培養責任、義務與矜持，認為雄英高中1年A班的學生卻相反，反而相當的粗野，特別是爆豪，想讓他們看清楚英雄的立場。最初使用個性讓切島中招動彈不得，緊急著挑釁爆豪也隨之中招、與上鳴對峙中，中途被上鳴算計瞄準攻擊擊中，因此受到傷害解除了個性，被三人擊敗不起。也因此成為士傑高中唯一一位未過第一關的學生。也被老師指出因為英雄殺手事件的影響而考慮了英雄的定位。之後才得知現見凱咪被「敵人聯軍」下麻醉藥而替換成別人，而自己卻沒察覺到感到羞愧
作者相當喜歡他，稱讚他的個性很噁很讚。
個性：精肉
能利用自己的雙手變成浮空而出的大型指頭來將肉體揉變形，但對他人的肉體只能揉成球形(但不會死亡，而且痛覺等功能仍正常)。缺點是如果自己受到一定程度的攻擊的話受個性影響而變成肉球的人就會恢復原狀。
現見凱咪（Utsushimi Kemy）／Maboromicamie
配音：茅原實里（日本動畫）；連思宇（台灣Netflix）
生日：8月15日／身長：161cm／星座：獅子座／出身地：埼玉縣
士傑高中2年級女學生。外表性感風騷的美麗女子，是個擁有天然呆個性的人，體術高超。
在考取臨時英雄執照時登場，但此時登場的凱咪，真實身分為「敵人聯軍」的渡我被身子，她透過自身的個性變身成了凱咪，而真正的凱咪在考試三天前就被替換，那段時間被下麻醉藥，並且昏睡四天。後來本人才在英雄職照的補考講習正式出場。
個性：幻惑
能把從自己口裡吹出的空氣變成幻象。
毛原長昌（Mōra Nagamasa）／Chewyee
配音：火山太田（日本動畫）；黃天佑（台灣Netflix）
生日：11月13日／身長：180cm／星座：天蠍座／喜歡的事物：剪髮／出身地：岡山縣
士傑高中2年1班班長。全身覆蓋著毛的男子。在臨時英雄執照考試篇登場。曾向爆豪就肉倉對他在考試中做出的行為致歉，表明希望跟雄英發展良好關係。另在該考試第二關中有提醒夜嵐要對「受災者」做安全確認，體現出高度領導能力。後來考試結束後被出久詢問凱咪是如何做隱藏氣息的訓練，並表明沒有這種訓練。
個性：伸毛
能自由地操縱伸縮自如的毛，缺點是毛太長很容易打結。

### 傑物學園高中
笑話小姐（Miss Joke）／福門笑（Fukukado Emi）
配音：永井真里子（日本動畫）；陳筱寧（台灣Animax）；穆宣名（台灣Netflix）
生日：2月5日／身高：166cm／年齡：28歲／喜歡的事物：喜劇
「微笑英雄」。傑物學園高中2年2班班級導師。據本人說法以前跟相澤所在事務所離得很近，在救和被救的循環中變得“相恩相愛”。
個性：爆笑
能讓周圍的人強制笑起來，讓對手的思考能力和行動變得十分遲鈍。
真堂搖（Shindō Yō）／大地（Ground）
配音：粕谷雄太（日本動畫）；黃天佑（台灣Netflix）
生日：5月13日／身長：176cm／喜歡的事物：釣魚／出身地：靜岡縣
傑物高中2年2班男學生。在考取臨時英雄執照時登場。初次與雄英學生見面顯得比較熱情也要求握手。認為不屈不撓的心才是今後英雄最應有的素質，特別是經歷過神野事件的爆豪的心特別堅強。比賽開始後專注於狩獵雄英。307話開始為3年級。遭到逃獄的爆肌襲擊，最後被離開雄英後的綠谷救下。
個性：搖動
能讓接觸到的物品引發震動，缺點是會使自己受到同等的震動而變得無法動彈。
中瓶疊（Nakagame Tatami）／龜頸俠（Turtle Neck）
配音：潘惠美（日本動畫）；錢欣郁（台灣Netflix）
生日：1月23日／身長：155cm／出身地：愛知縣
傑物高中2年2班女學生。戴著魚造型耳環的小個少女。
個性：摺疊
能將自己的身體如烏龜般縮摺疊起來。
真壁漆喰（Makabe Shikkui）／史密斯先生（Mr. Smith）
配音：小上裕通（日本動畫）；梁興昌（台灣民視Netflix）
生日：3月30日／身長：180cm／出身地：岩手縣
傑物高中2年2班男學生。頭戴面罩的壯碩男性。
個性：硬質化
能讓手碰到或搓揉過的物體硬化，缺點是對生物無效。
投擲射手次郎（Tōteki Itejirō）／迴力鏢俠（Boomerang Man）
配音：大隈健太（日本動畫）；王辰驊（台灣Netflix）
生日：12月20日／身長：171cm／出身地：愛知縣
傑物高中2年2班男學生。
個性：迴力鏢
能將手中的物品以自己預設的軌道投擲出去。

## 職業英雄

### 日本職業英雄
歐爾麥特／八木俊典（All Might／Yagi Toshinori）
英雄告示牌排行榜JP：「No.1」（故事開始時～神野事件）。
擔任英雄時因曾令犯罪率大幅降低而被稱為「和平的象徵」。詳見「歐爾麥特」。
安德瓦（Endeavor）／轟炎司（Todoroki Enji）
配音：稻田徹（日本動畫）；林正騏（台灣Animax）；梁興昌（台灣Netflix）；潘文柏（香港）
生日：8月8日／身高：195cm／年齡：45歳／血型：AB型／喜歡的事物：葛餅／出身地：靜岡縣
英雄告示牌排行榜JP：「No.2」→「No.1」（神野事件後）。
以解決事件的次數為史上最多而出名的「火焰英雄」，實力僅次於歐爾麥特，其強大的火力擁有瞬間切碎一棟摩天大樓的強大破壞力。轟焦凍的父親，雄英高中的校友，上半身與手腳纏繞著熊熊烈火，有著火焰鬍子和刺蝟頭的壯碩中年男子，但性格狂妄自大、目中無人，而且一心執著於變強，到了故事後期歐爾麥特引退及自己成為第一名英雄後才逐漸收斂，個性亦變得比以前較沉穩。
由於自身強大的求勝欲以及明白自己在個性上的限制無法超越歐爾麥特，為了培養出能夠超越歐爾麥特並且讓個性得到傳承的後代來滿足自己的欲望而選擇「個性婚姻」，以自身實力與金錢攏絡女方親屬，讓焦凍的母親冷嫁給他並得到其能力，想讓自己的孩子繼承自己的理想，成為超越歐爾麥特的英雄。而在焦凍這個「成功品」出生後疏離他與兄姊的距離並強迫他接受嚴厲的訓練，亦因此把冷逼瘋了。
為了救助被抓的爆豪而與其他職業英雄組成了一支十分豪華的隊伍準備進攻「敵人聯軍」，包括奮進人在內，率領職業英雄展開包圍網。在焦凍的臨時英雄執照補考時與歐爾麥特談論什麼是和平的象徵，被歐爾麥特開解不需要以其作為自己的目標，後來在補考完結時與焦凍互相釋懷。成為第一名英雄不久後在調查各地關於腦無的傳聞並跟第二名英雄霍克斯會面的時候遭遇了一個能力十分特殊的腦無，戰鬥時被擊傷左臉，但是在霍克斯配合下擊敗腦無，之後在左臉留下了很大一塊傷疤。原本對態度囂張的霍克斯抱持懷疑，但逐漸信任對方，也依靠他的暗號對解放戰線發動奇襲。但也因為遲鈍似乎完全看不出霍克斯對自己的景仰。事件結束後決定開始彌補家人，對家人感到十分虧欠，認為分居才是最好的解決方法，因此另外買了一棟房子給妻子和兒女們住。在發現荼毘的真正身份是其「已經身亡」的長子燈矢後一時陷入混亂和絕望。大戰結束後雖然他身負重傷，但最初為兒子淪為敵人而心碎，但在與在場的家人交談後，他再次受到鼓舞，發誓要阻止燈矢。之後，他在新聞發布會上講述了自己可怕的過去，並向媒體發表宣言，彷彿是在責怪自己，而不是那些今後將要冒著生命危險的英雄們。之後，他繼續在民眾的批評聲中擊倒罪犯，在最終決戰結束後，他全身嚴重燒傷，失去了右臂，並因戰鬥中的傷害而被迫依靠輪椅生活，並決定從職業英雄中引退
作者曾想將奮進人設定為雄英高中教師，但是考慮到職業英雄一方實力平衡及避免劇情流於狹隘而作罷。他還在單行本第9卷表明希望仔細畫出他成為誇張的差勁父親的理由。
個性：地獄之火
眾多火焰系個性中力量最強大的個性，除了釋放外亦可以藉由在腳底噴射火焰來進行高速飛行。其火焰鬍子有炫耀其實力的成分，可以隨意滅掉。缺點是過度使用個性會導致體溫上升，身體機能亦會隨之下降。
霍克斯（Hawks）／鷹見啟悟（Takami Keigo）
配音：中村悠一、秋山繪理〈童年〉、福西勝也〈手機語音〉（日本動畫）；江志倫（台灣Netflix）
生日：12月28日／身高：172cm／年齡：22歲／喜歡的事物：雞肉
英雄告示牌排行榜JP：「No.3」→「No.2」（神野事件後）。
「飛翼英雄」。背上有一雙巨大的紅色雙翼，穿著棉衣棉褲，戴著防風鏡和耳罩，下巴留有一點鬍渣，有著一頭金色蓬鬆短髮的青年。雖然不擅長力量壓制，但卻擁有超越奮進人且能與超級腦無比肩的飛行速度和精密地操控大量羽毛的技術與判斷力。性格隨和且直言，思緒有些捉摸不定，因為平時總是笑咪咪的態度反而使其他人看不出他內心真正的想法，但在輕浮的表面下有著冷靜的執行力。辦事效率極高，會隨手解決身邊發生的事件，對粉絲也很有親和力，因此在民眾間相當有人氣。社交手腕強，同時有些自來熟，被爆豪取名為「嬉皮笑臉鳥」。
18歲就成立事務所，隨即成為史上首位十多歲就榮登前十名的英雄，更在22歲就成為了No.2而被稱為「快過頭的男人」。常闇在他位於九州的事務所實習。原本並無培育後輩想法的霍克斯因為常闇積極上進的想法而使他改觀，並啟發常闇要發揮自己的優勢，應該在天空自在地翱翔。
父親是一名為了錢而殺人的罪犯，在母親協助藏匿他的時候順道被生了下來，因為父親害怕他會把有關自己的事洩露出去而從小被叮囑不能外出，還會被父親拳打腳踢，母親的精神狀況也不太正常。某天父親被奮進人抓住並逮捕，這時才發現原來英雄是真實存在的，因而希望能像他一樣成為幫助他人的英雄。擁有一個母親在大賣場特價時所買的奮進人玩偶，十分尊敬奮進人，認為只有他是認真打算超越歐爾麥特的男人。
父親被捕後因為在一場交通意外中使用自己優秀的能力拯救了在場所有市民而被英雄公安委員會發掘，從此生活由公安提供並接受嚴格的訓練，被培養成公安直屬的特殊英雄，捨棄了自己的真正姓名與母親的關係，成為了納甘的繼任者，私下負責做些暗殺敵人等髒活。
被英雄公安委員會派去「敵人聯軍」擔任間諜時在一個月內就已經掌握了許多解放軍的重要資訊，並透過迪斯楚的自傳《異能解放戰線》向奮進人傳遞有關超常解放戰線的暗號，擔任臥底時為了蒐集情報而和雙倍有私交，開戰時和他對峙，判斷其能力可能會造成巨大災害而殺死了他後被偷襲的荼毘重創，最後常闇將他救起，但自此在脖子上留下了由荼毘造成的燒傷疤痕。大戰結束後從公安退出，說道「已經沒有人能束縛我了」，並在記者會為自己的身世以及殺害雙倍的行為致歉。認同雙倍其實是一個好人，並希望幫助一些想改過自新的人。
和歐爾麥特及其他Top 3英雄掩護出久時救下被「ALL FOR ONE」派來追殺出久的前輩納甘，納甘為其同樣受到公安利用卻依舊保持初心感到疑問，他以奮進人支撐著他前行以及因為自己是樂天派作為回答。在最終決戰中與奮進人聯手對付「ALL FOR ONE」，在羽毛還沒有全數回復的情況下依靠部分義羽維持速度，而本來作為刀刃使用的巨大羽毛則以太刀取代。大戰時個性被「ALL FOR ONE」奪取，在最終決戰結束後被其他的英雄公安委員會職員推舉為新任公安委員長。
個性：剛翼→ 無個性
能自由操縱背部的羽翼的每一片堅硬而柔韌的羽毛，除了高速飛行外還可以用來乘載重物或當成刀刃使用，甚至能感應聲波的震動來判斷狀況或竊聽。雖然可以回收但有數量的限制，一旦用完就得等待其再生。最大的弱點是火焰。
最佳牛仔褲時尚名人（Best Jeanist）／袴田維（Hakamada Tsunagu）
配音：綠川光（日本動畫）；何志威（台灣Animax）；黃天佑（台灣Netflix）；梁偉德（香港）
生日：10月5日／身高：190cm／年齡：35歲／血型：AB型／喜歡的事物：狼／出身地：岡山縣
英雄告示牌排行榜JP：「No.4」→「No.3」（神野事件後）。
「纖維英雄」，雄英高中的校友，「最佳牛仔褲時尚名人獎」8連霸，人氣前5的實力派英雄。曾經被「ALL FOR ONE」稱讚過判斷力、技術和反射神經過於常人。認為一流的英雄不會把情報失誤當作失敗的理由。
在職業英雄選秀時指名爆豪，原因是因為想來他事務所的人都是好孩子，而爆豪和那些人性格相反，暴躁易怒的他反而能讓自己有幹勁，想藉由自身的教法來藉此糾正他的性格，但最終仍未能成功糾正他。
參與進攻敵人聯軍並救助被抓住的爆豪作戰，與山峰淑女、老虎和暴力虎鯨陣壓制住「敵人聯軍」的腦無工廠。後敗給敵人聯軍原首領「ALL FOR ONE」，被擊敗後受了重傷撿回一命，但將無法長期持續英雄活動，在神野區事件後長期暫停英雄活動。透過從腦無身上得到啟示的「假死手術」而進入假死狀態，之後被霍克斯送到荼毘的身邊。於第291話復出，並壓制全部超常解放戰線的成員。最後參加最終決戰
個性：纖維專家
能隨心所欲地操縱纖維，牛仔褲的布料的效果更佳。
紙鋒射手（Edgeshot）／紙原伸也（Kamihara Shinya）
配音：鎌苅健太（日本動畫）；張騰（台灣Netflix）
生日：2月22日／身高：170公分／年齡：33歲／喜歡的事物：忍者、飯糰
英雄告示牌排行榜JP：「No.5」→「No.4」（神野事件後）。
「忍者英雄」，外表穿著是個忍者，也喜歡把自己的招式稱為忍術。十分受歡迎的實力派英雄，除了公開活動之外從來不在他人面前現身，其支持者分為「想要了解他所有祕密派」及「神秘才是最棒派」，二派經常起齟齬。
參與進攻敵人聯軍並救助被抓住的爆豪作戰，對死柄木表示與進攻相比，防守方面做得不是很好，後來與奮進人趕去支援歐爾麥特與「ALL FOR ONE」的戰鬥。與森林神威、山峰淑女組成隊伍「潛伏者（Lurkers）」。最後參加最終決戰
個性：紙肢
能將自己的身體變薄並加以拉長，經過艱苦的訓練後，拉伸身體的速度已經凌駕於音速之上，曾經從黑霧的體內進行攻擊，這也多虧爆豪以前發現黑霧擁有實體才能做到的。
密爾可（Mirko）／兔山露美（Usagiyama Rumi）
配音：木下紗華（日本動畫）；錢欣郁（台灣Netflix）
生日：3月1日／身高：159cm／年齡：26歲／喜歡的事物：紅蘿蔔
英雄告示牌排行榜JP：「No.5」（神野事件後）。
「兔子英雄」，兔子裝扮的兔耳小麥肌女子，擅長肉搏戰，為人喜歡單打獨鬥，被稱為「好勝的兔子」。似乎和紙鋒射手合不來，稱呼與別人組隊的他為「膽小鬼」。
在荼毘襲擊受傷的奮進人時出面阻止。於英雄方突襲蛇腔醫院時衝上前準備抓住躲藏在實驗室裡的醫生，雖然破壞了用來傳送的腦無小約翰並打算繼續追擊醫生，但被他後來放出的數隻未完成的高級腦無給擋住去路，戰鬥途中左手被隔空扭斷，右腿亦受了重傷(後來右腿被醫生判定是要進行長期復健或截肢，她選擇截肢並裝上義肢)，即使如此仍依靠踢擊癱瘓了依靠遠距離攻擊的高級腦無。之後在與其他腦無交戰的過程中漸漸發現自己的踢擊開始被他們以敏銳的眼力接連躲開，明白了再繼續交戰只會對自己更不利而決定脫離戰鬥，打算先踢破裝有死柄木的培養皿，但是在造成足夠大的傷害前被剩下的腦無用觸手給拖回去，並藉由甩開的衝擊力讓她與趕來的奮進人撞在一起。目前靠著他的個性做應急性的止血，暫時退出了戰線。之後左手和右腿裝上義肢參加最終決戰
個性：兔子
擁有兔子的能力，甚至能發揮得比兔子更強。
庫拉斯特（Crust）
配音：最上嗣生（日本動畫）；黃天佑（台灣Netflix）
英雄告示牌排行榜JP：「No.6」（神野事件後）→無排名（戰死）。
「強盾英雄」。穿著披風的男子，被稱為守住「THE·正統派男士」的牢固位置。
於英雄方突襲蛇腔醫院時對上高級腦無。為了拯救抹消磁頭而被捲入死柄木甦醒後所引發的大規模崩潰後消逝身亡。但他的兄弟兼搭檔參加最終決戰
個性：盾
能夠隨時隨地從身體的表面製造出護盾。
森林神威（Shinrin Kamui）／西屋森兒（Nishiya Shinji）
配音：北田理道（日本動畫）；西山宏太朗（日本VOMIC）；曹冀魯（台灣Animax）；王辰驊（台灣Netflix）；陳廷軒→胡家豪（香港）
生日：5月20日／身高：168cm／年齡：29歲／血型：A型／喜歡的事物：森林浴／出身地：鹿兒島縣
英雄告示牌排行榜JP：無排名（新人，故事開始時）→「No.7」（神野事件後）。
木頭人，人氣快速上升的實力派英雄。過去曾經經歷過慘決人寰的童年時期，最後才成為英雄。經過紀實節目披露後人氣才忽然爆發。有人甚至傳言「搞不好能創造下一個世代的人就是他了」。在運動會時對鹽崎的個性表示感興趣。
參與進攻「敵人聯軍」並救助被抓住的爆豪作戰，與歐爾麥特和經典老爺車打頭陣襲擊敵人聯軍，使用得意技成功壓制住敵人聯軍所有人，但後來「敵人聯軍」全體被「ALL FOR ONE」救走，趕去拯救被打敗的英雄，好讓歐爾麥特能專心戰鬥。與紙鋒射手、山峰淑女組成隊伍「潛伏者（Lurkers）」。最後參加最終決戰
個性：樹木
能將自己的身體樹木化並像樹木般生長的異形系個性，因為個性的緣故而相當討厭火焰。最為人知的必殺技是活用自己樹木般的身體施展的「先制必縛·漆樹鎖牢」。
沃許（WASH）
配音：下野紘（日本動畫）
英雄告示牌排行榜JP：「No.8」（神野事件後）。
「洗滌英雄」，洗衣機風貌的男子，廣告界的紅人。很受小孩子歡迎。最後參加最終決戰
個性：清潔泡泡
能發出泡泡並操控。可以讓泡泡變成無菌空間，也可以用泡泡來運送人。
鎧甲武者（Yoroimusha）
配音：藤原泰浩（日本動畫）；黃天佑（台灣Netflix）
英雄告示牌排行榜JP：「No.9」（神野事件後）→無排名（引退）。
「甲胄英雄」，日本武將風貌的老人，和龍九一樣排行順位下降，對此說出「除了上位3名之外竟是如此順位，全是時運的誤差」的言論。個性未知。
在超常解放戰線的大戰結束後因為被民眾不斷責罵而召開記者會並宣布自行引退。
龍九（Ryūkyū）／龍間龍子（Tatsuma Ryūko）
配音：八木香織（日本動畫）；穆宣名（台灣Netflix）
生日：9月22日／身高：166cm／年齡：26歲／喜歡的事物：閃亮的東西／出身地：沖繩縣
英雄告示牌排行榜JP：「No.9」→「No.10」（神野事件後）。
「龍之英雄」，穿著旗袍，佩戴龍爪面具和龙翼髮飾的女性。年紀輕輕即大受歡迎，原因是其個性備受喜愛。在波動的介紹下帶領麗日和蛙吹進行英雄實習。參與進攻死穢八斎會並救助小女孩壞理的调查和作戰，事件過後排行順位下降一級，但在被宣佈為No.10英雄後她仍表示自己不配拿如此之高的名次。後來在對超常解放戰線的大戰中與死柄木戰鬥並阻止他追擊相澤，最後參加最終決戰
個性：飛龍
能變身成一隻巨大的飛龍。
暴力虎鯨（Gang Orca）／逆俣空悟（Sakamata Kūgo）
配音：松田修平（日本動畫）；李世揚（台灣Netflix）
生日：10月29日／身高：202cm／年齡：34歲／喜歡的事物：強者、海水浴／出身地：神奈川縣
英雄告示牌排行榜JP：「No.10」→「No.12」（神野事件後）。看起來像敵人的英雄排行榜：「No.3」。
「虎鯨英雄」。參與進攻敵人聯軍並救助被抓住的爆豪作戰，與最佳牛仔褲時尚名人、山峰淑女和老虎壓制住「敵人聯軍」的腦無工廠，後敗給「敵人聯軍」原首領「ALL FOR ONE」。擔任臨時英雄職照考試中救援測試的敵人首領一角，手下稱之為「鯨老闆」。最後參加最終決戰
外表跟作者前作《逢魔時刻動物園》中的坂又一模一樣。
個性：虎鯨
擁有虎鯨的能力，無論是在陸地上還是在水中都能發揮虎鯨的特性。
獅子屠
配音：檜山修之（日本動畫）
英雄告示牌排行榜JP：「No.13」。
「雄獅英雄」。對自己身邊的人很嚴格，有時會把他們推落峽谷要他們自己爬上來。與暴力虎鯨是水火不容的死對頭。最後參加最終決戰
個性：獅子
擁有跟獅子一樣的力量和速度。
山峰淑女（Mt. Lady）／岳山優（Takeyama Yū）
配音：名塚佳織（日本動畫）；南波雪（日本VOMIC）；石薇（台灣Animax）；連思宇（台灣Netflix）；朱妙蘭→曾秀清（香港）
生日：8月11日／身高：162cm／年齡：23歲／血型：B型／喜歡的事物：桃子／出身地：北海道
英雄告示牌排行榜JP：無排名（新人，故事開始時）→「No.23」（神野事件後）。
峰山英雄，在第一話中以新人英雄身分登場。自我表現欲很強，曾將被森林神威看上的敵人打倒藉此讓自己成為被記者矚目的新焦點。外傳中，因個性將自身巨大化後的飛踢將敵人擊倒，被人要求賠償破壞的建築而令身處的事務所處於虧損的狀態，在自己被事務所的人說教後一氣之下將自己變大因而無意間毀掉事務所。
參與進攻「敵人聯軍」並救助被抓住的爆豪作戰，與最佳牛仔褲時尚名人、老虎和暴力虎鯨陣壓制住「敵人聯軍」的腦無工廠。後敗給「敵人聯軍」原首領「ALL FOR ONE」。與紙鋒射手、森林神威組成隊伍「潛伏者（Lurkers）」。最後參加最終決戰，並在過程中暴打「ALL FOR ONE」
初期的想法是本作的女主角，且姓名為「山岳優」，但最後放棄这設定
個性：巨大化
能把身高從162厘米變到2062厘米。缺點是無法隨意調整大小，在狹小的空間裡也無法發揮，因此經常造成居民損失。
胖胖橡膠（Fat Gum）／豐滿太志郎（Toyoura Taishirō）
配音：興津和幸（日本動畫）；梁興昌（台灣Netflix）
生日：8月8日／身高：250cm（？）／年齡：29歲／喜歡的事物：章魚燒／出身地：大阪府
英雄告示牌排行榜JP：「No.58」
「身體質量指數英雄」，穿著黄色紧身衣，有著圆胖宽阔的身材，擅于使用身体包覆敌人。主要在關西一帶活動的职业英雄。
由於過去經常協助警方掃蕩毒品交易，因此對一些非法藥物（例如增幅个性的药物）很了解，在天喰的介紹下帶領切島進行英雄實習，在烈怒賴鬥出道戰最後攔截敵人不讓逃跑，教導切島英雄只要做到阻止敵人「殺人、逃跑、戰勝」任意一樣就算成功。後來參與進攻死穢八斎會並救助小女孩壞理的作戰，十分在意救出小女孩壞理脫離敵人控制。最後參加最終決戰
作者稱他讓人畫起來好開心。我相信他一定是好人。真想騎在他的肩膀上。
個性：脂肪吞食
能利用身體拘束或包覆住物體。一旦體內的脂肪大量消耗，防禦力就會下降，但同時攻擊力會增強。
操作手冊（Manual）／水島正規（Mizushima Naoki）
配音：大隈健太（日本動畫）；林正騏（台灣Animax）；江志倫（台灣Netflix）；胡家豪（香港）
生日：12月5日／身高：176cm／年齡：28歲／血型：A型／喜歡的事物：平均、觀葉植物／出身地：富山縣
英雄告示牌排行榜JP：「No.222」
「標準英雄」。在英雄職場體驗時指名飯田，並猜出了飯田選擇其事務所的原因。個性是可以從手指射出水柱和控制水，推測應該是跟水系方面有關的個性。最後參加最終決戰
狂野的少女貓（Wild Wild Pussy Cats）
英雄告示牌排行榜JP：「No.32」→「No.411」（神野事件後）。
四人英雄團體，在成員還是學生時就已經組成，全員都穿著貓耳及戴著貓爪手套。是擅長山岳救援的資深團體，距離綠谷就讀雄英一年級為止已有12年資歷。在林間合宿時因為「敵人聯軍」的攻擊而暫停活動。因為沒有進行任何活動仍有相當的人氣，因此決定復歸。幾乎全員參加最終決戰
曼德勒貓（Mandalay）／ 送崎信乃（Sōzaki Shino）
配音：川崎芽衣子（日本動畫）；穆宣名（台灣Netflix）
生日：5月1日／身高：168cm／年齡：31歲／血型：A型／喜歡的事物：隨意躺著睡／出身地：宮城縣
「狂野的少女貓」成員，是小組中的司令塔，救援活動時他的指令會起到非常重要的作用。有個外甥出水洸汰，儘管在照顧洸汰，但對緊閉心扉的他始終把握不好距離感，只盼望時間流逝能治癒他的創傷。在「敵人聯軍」開闢行動隊襲擊一戰與老虎對戰磁姐與編織者，原本占上風，但被加入的黑霧突擊並被編織者的個性反擊。最後參加最終決戰
被作者評價為是個「巨乳美人」。
個性：心靈感應
能和他人進行心靈對話，可以同時對多個人傳送訊息。
北美洲短毛貓（Pixie-Bob）／土川流子（Tsuchikawa Ryūko）
配音：町山芹菜（日本動畫）；連思宇（台灣Netflix）
生日：6月26日／身高：167cm／年齡：31歲／血型：AB型／喜歡的事物：貓！CAT!／出身地：愛媛縣
「狂野的少女貓」成員，提出隊名的團隊理念。因年齡問題正在尋找結婚交往對象中，非常討厭出久說出有關自己年齡的說話。在「敵人聯軍」開闢行動隊襲擊一戰因受到磁姐的個性攻擊而生命一度垂危。最後參加最終決戰
個性：土石流
能隨意操縱泥土，形成各種地形或土魔獸。
布偶貓（Ragdoll）／知床知子（Shiretoko Tomoko）
配音：菅沼千紗（日本動畫）；錢欣郁（台灣Netflix）
生日：4月8日／身高：166cm／年齡：31歲／血型：O型／喜歡的事物：老虎、曼德勒貓、北美洲短毛貓／出身地：東京都
「狂野的少女貓」成員，提出要組成四人英雄團體的人。在敵人聯軍開闢行動隊襲擊一戰失蹤但在現場留下大量血跡，後得知被抓去腦無工廠並奪走了個性，被老虎救下。曾經一度處於呆滯狀態，對老虎的呼叫一字不答，目光無神（推測是被奪走個性後的遺症）。失去個性後負責文職工作，支援其他三人。
個性：探查 → 無個性
眼睛所見之人的情報（包括位置和弱點）全部一清二楚。上限為100人。
老虎（Tiger）／茶虎柔（Chatora Yawara）
配音：拜真之介（日本動畫）；梁興昌（台灣Netflix）
生日：2月29日／身高：190cm／年齡：31歲／血型：A型／喜歡的事物：隊友／出身地：鹿兒島縣
「狂野的少女貓」成員，原本是女性，曾去過泰國進行變性手術。在「敵人聯軍」開闢行動隊襲擊一戰與曼德勒貓對戰磁姐與編織者，原本占上風，但被加入的黑霧突擊並被編織者的個性反擊。後來一同參與進攻「敵人聯軍」並救助被抓住的爆豪作戰，與最佳牛仔褲時尚名人、山峰淑女和暴力虎鯨陣壓制住「敵人聯軍」的腦無工廠，後敗給敵人聯軍原首領「ALL FOR ONE」。最後參加最終決戰
個性：柔軟
能把身體變得非常柔軟，甚至能變成扁平的片狀，所以在應對山崩等事故時也能夠進行精妙的救助。
經典老爺車（Gran Torino）／酉野空彥（Torino Sorahiko）
配音：緒方賢一、北田理道〈年輕時期〉（日本動畫）；曹冀魯（台灣Animax）；周學禮（台灣Netflix）；朱子聰（香港）
生日：1月28日／身高：120cm／血型：B型／喜歡的事物：鯛魚燒、睡大頭覺／出身地：山梨縣
名義上已引退的職業英雄，是第七代「ONE FOR ALL」繼承者志村菜奈的盟友，矮小身材的老人但年轻时身材高大。因為受志村之託曾任職於雄英高中1年，擔任歐爾麥特的班級導師。
在職場體驗時指名出久，後指導他如何更善用個性的方法，绿谷的跳跃战斗风格受其影响。少數知曉「ONE FOR ALL」秘密的人之一，也是唯一讓歐爾麥特會發抖的人（因為當年的地獄教學）。雖有事務所且實力高強但一直隱沒於世而沒有任何名氣。
參與進攻敵人聯軍並救助被抓住的爆豪作戰，與歐爾麥特和森林神威打頭陣襲擊敵人聯軍，成功壓制住「敵人聯軍」所有人，但後來「敵人聯軍」被「ALL FOR ONE」救走，趕去協助歐爾麥特專心戰鬥。之後在超常解放戰線的大戰中，由於從通信器中聽到了剛甦醒的死柄木說出「ONE FOR ALL」，察覺到了危機而即時救下差點死在死柄木手中的出久和爆豪兩人。但在協助安德瓦對付死柄木時被死柄木打成重傷
個性：噴射
能從腳底噴射出空氣，噴出的空氣份量相當於呼吸時吸入的份量，但如果連續噴射空氣的話老邁的身體會承受不住。
夜目爵士（Sir Nighteye）／佐佐木未來（Sasaki Mirai）
配音：三木真一郎（日本動畫）；王辰驊（台灣Netflix）
生日：1月2日／身高：200cm／年齡：38歲／喜歡的事物：歐爾麥特、英雄／出身地：東京都
職業英雄，在故事开始5年前是歐爾麥特的助手兼狂热支持者，是一名带眼鏡成年男子，绿色头发带染黄色，黄色的眉毛和瞳孔，性情嚴厲。戰鬥配備為數個超質印章，一個重達5公斤。
曾靠自己的「個性」預測到歐爾麥特被敵人殺死的未來，然后会产生新的第一名英雄（大概6年后即今年或明年发生）。两人之后因歐爾麥特第一度跟All for One戰鬥失敗重傷入院後執意不聽其勸告引退而拆伙，之後积极寻找欧尔麦特的后继人并支持培养通行未吏生来继承「ONE FOR ALL」。
受到警方委托开始监视死穢八斎會任务。通过英雄网络（HN）向其他英雄事务所发出合作请求，一起开会讨论死秽八斋会的背后企图“制造無个性子弹”，还通过跟踪调查得知坏理现藏身在大本营，联合警方开始了强制搜查死穢八斎會宅邸並救助小女孩壞理的作戰。理解绿谷和未吏生想救下和维护小女孩坏理安全的想法，但也因此多亏他们才能做足万全的准备后展开此次包围敌人的行动。对未吏生寄予厚望，认为他必能成为照亮一切的男人。在與治崎交戰過程中身受重傷，後因傷勢過重而去世。
個性：預知
每次使用後需相隔24小時後才能再次使用，使用的時候需要觸摸並只能針對特定對象（触摸发动条件被当作商业秘密），能在腦海中浮现和看見特定對象的一小時后会采取的行动，猶如看電影一般（可快进），能看見的範圍仅限于特定对象视角和周围环境。越遥远的未来，看到的未来误差就越大。
死亡赤拳（Destegoro）
配音：拜真之介（日本動畫）；小田柿悠太（日本VOMIC）；梁興昌（台灣Animax）；張騰（台灣Netflix）；蕭徽勇（香港）
生日：11月1日／身高：205cm／血型：AB型／喜歡的事物：欣賞格鬥技比賽／出身地：奈良縣
職業英雄。肌肉發達，以肉體為武器的力量系英雄。對超常解放戰線的大戰結束後因民眾百般指責/怒罵造成龐大壓力下選擇自行辭職。之後看了出久和死柄木的戰鬥直播後，挺身而出保護因被All for One所派出的間諜而受困的民眾
個性：重型起重
烈火剋星（Backdraft）
配音：松田修平（日本動畫）；林谷珍（台灣Animax）；梁興昌（台灣Netflix）；雷霆（香港）
生日：3月7日／身高：165cm／血型：A型／喜歡的事物：水浴／出身地：福島縣
職業英雄。穿著類似消防員服裝，擅長火災救助支援。
個性：災害救助・支援
紅頼雄斗（Crimson Riot）
配音：齊藤次郎（日本動畫）；黃天佑（台灣Netflix）
切島憧憬的英雄，其英勇事蹟收錄於「英雄列傳 偉大英雄50選」的書本。個性未知，僅確定與切島相似。
槍豪（Gun Head）
配音：沖野晃司（日本動畫）；林正騏（台灣Animax）；喬資淯（台灣Netflix）；鄧志堅（香港）
生日：5月7日／身高：191cm／血型：O型／喜歡的事物：護膚／出身地：愛媛縣
戰鬥英雄，十分擅長近身搏鬥，主要工作是取締犯罪。與粗獷的外表不同，講話語氣十分可愛，習慣在語尾加上哟，這點令麗日印象深刻。在英雄職場體驗時指名麗日。最後參加最終決戰
個性：機關槍
能從身體的表面射出硬化的角質。
第四類接觸（Fourth Kind）
配音：藤原貴弘（日本動畫）；林正騏（台灣Animax）；張騰（台灣Netflix）；張錦江（香港）
生日：2月16日／身高：184cm／血型：B型／喜歡的事物：日本刀／出身地：廣島縣
任俠英雄，其本人形式與事務所風格都很有極道風格。在英雄職場體驗時指名切島跟鐵哲。
個性：四隻手
能隨意地操縱四隻手。
（Uwabami）
生日：12月9日／身高：170cm／血型：A型／喜歡的事物：酒／出身地：島根縣
配音：山根舞（日本動畫）；蔡雅如（台灣Animax）；穆宣名（台灣Netflix）；何璐怡（香港）
蛇英雄，副業是廣告模特兒。在英雄職場體驗時指名八百萬跟拳藤。外表跟作者前作《逢魔時刻動物園》中的蟒蛇一模一樣。
個性：蛇髮
頭髮的頂端為三條眼鏡蛇，具有出色的搜索能力。
原住民（Native）
配音：KENN（日本動畫）；梁興昌（台灣Animax）；江志倫（台灣Netflix）；曹啟謙（香港）
印第安風格職業英雄。被英雄殺手襲擊，因自身血型關係，在被其舔血之後有長達八分鐘的時間動彈不得，後來被飯田、出久和轟所救。個性未知。
後來在對超常解放戰線的大戰中戰死。
泡泡女孩（Bubble Girl）／泡田薰子（Awata Kaoruko）
配音：村川梨衣（日本動畫）；穆宣名（台灣Netflix）
生日：4月23日／身高：167cm／年齡：21歲／喜歡的事物：泡澡／出身地：愛媛縣
夜目爵士的助理，很怕夜目爵士生气。未吏生的同事，对未吏生给与高评价。參與進攻死穢八斎會並救助小女孩壞理的作戰。是從讀者設計比賽中選出的角色。
個性：泡泡
能從身體的表面冒出泡泡。
蜈蚣俠（Centipeder）／百足從造（Moashi Jūzō）
配音：大隈健太（日本動畫）；黃天佑（台灣Netflix）
生日：6月4日／身高：205cm／年齡：35歲／喜歡的事物：精油類的東西／出身地：新潟縣
夜目爵士的助手。蜈蚣外型的長腿礼服男子。參與進攻死穢八斎會並救助小女孩壞理的作戰。在夜目爵士去世後繼承了他的事務所。是從讀者設計比賽中選出的角色。
個性：蜈蚣
擁有蜈蚣的能力。
洛克洛克（Lock Lock）／高木鍵（Takagi Ken）
配音：藤原泰浩（日本動畫）；張騰（台灣Netflix）
生日：6月9日／身高：173cm／年齡：32歲／喜歡的事物：自行車／出身地：德島縣
鎖頭英雄，捲髮黑人男子，雖然脾氣暴躁，有話直說，但骨子裡其實是個好人，已婚並育有一子。參與進攻死穢八斎會並救助小女孩壞理的作戰，中途被渡我被身子刺殺並變裝成其樣貌襲擊出久，事後住院治療後並無大礙。最後參加最終決戰
個性：上鎖
能將碰到的東西固定在原地，缺點是對生物、力量太大或面積太大的物品無效。
袈裟斬俠（Kesagiri Man）
配音：辻井健吾（日本動畫）；張騰（台灣Netflix）
生日：4月4日／身高：175cm／喜歡的事物：炸雞
地方上的二線英雄，參與進攻死穢八斎會並救助壞理的作戰。個性未知。
X光俠（X-less）
配音：星祐樹（日本動畫）
眼槍英雄，左臉上有一條長長傷疤的男子，右眼沒有瞳孔。身穿藍色緊身連衣褲，上半身為淺色，下半身為深色。袖子上裝飾著深藍色的部分，上面有三道黃色條紋和一條更大的深藍色條紋，披著一件紅色的斗篷。在超自然解放戰爭篇時在右眼上加了一個淺色鏡片。在蛇腔醫院被死柄木殺害，而被死柄木殺害前擊毀大部分個性消除彈。
個性：光線
能從右眼發射出雷射能量束。
噴射機（Airjet）
噴氣英雄，身著深紅色緊身連衣褲及白色盔甲的英雄。背上背著能夠讓他飛行的噴射背包，左臂上架著一門大砲。個性是能從手上的大砲噴出空氣衝擊波。
Mr.Brave
配音：坂出雅樹（日本動畫）；江志倫（台灣Netflix）
地方上的二線英雄，參與進攻死穢八斎會並救助小女孩-壞理的作戰。
個性：拔毛
能將拔下的毛髮伸長、變多或變硬。
斯納奇（Snatch）／日河原砂塵（Higawara Sajin）
配音：石井康嗣（日本動畫）；江志倫（台灣Netflix）
生日：4月14日／身高：180cm／年齡：45歲／喜歡的事物：烤肉
「沙子英雄」。協助警方押送治崎，途中遭遇「敵人聯軍」攻擊，雖然使出全力戰鬥，但最終仍不敵荼毘而遭到殺害。作者相當喜歡的角色之一。
個性：沙子（暫稱）
魃寧（Burnin）／上路萌（Kamiji Moe）
配音：河内美里（日本動畫）；連思宇（台灣Netflix）
生日：1月18日／身高：169cm／年齡：25歲／喜歡的事物：祭典
奮進人的事務所助手。最後參加最終決戰
個性：燃髮
能隨意操控頭髮的綠色火焰，可射出進行攻擊或用於飛行用途。
輝道（Kidō）
配音：古島清孝（日本動畫）；黃天佑（台灣Netflix）
奮進人的事務所助手。最後參加最終決戰
個性：軌道
能自己製造軌道並把人物或物品通過來引導方向，甚至強化自身能力。
歐尼馬（Onima）
配音：奈良徹（日本動畫）；張騰（台灣Netflix）
奮進人的事務所助手。個性未知。最後參加最終決戰
世外高人（Majestic）／巫圓真（Kannaki Enma）
配音：坂田將吾（日本動畫）
生日：1月4日／身高：183cm／年齡：36歲／喜歡的事物：女性
「魔法英雄」。後來在對超常解放戰線的大戰中戰死。
個性：魔法
能釋放出指環狀的能量體並自由控制。

### 海外職業英雄
星條旗（Star and Stripe）／凱瑟琳·貝特（Catherine Bate）
配音：朴璐美（日本動畫）
美國的No.1英雄。有著壯碩身材的金髮高䠷女性，外貌上跟歐爾麥特的英雄形態一樣常駐笑容。小時候曾被到美國當交換生的歐爾麥特拯救，從此便留下歐爾麥特的髮型。
私下帶著一支艦隊前往日本試圖協助歐爾麥特並與死柄木開戰，過程中透過自己的個性將死柄木設定成只要身體一移動就會使心臟停止，結果因為存在於死柄木意識中的「ALL FOR ONE」的關係而讓自己的個性失去作用。讓死柄木成功奪走自己的個性新秩序，接著在個性上制定一條「新秩序將反抗其他個性」的規則來讓死柄木因體內存在着其他個性而發生自爆，但最終仍死於死柄木的崩壞中。
個性：新秩序
在觸碰到目標人物後叫出對方的名字就可以給目標人物施加新的規則，但一次只能同時對兩個目標人物施加規則，而且必須要對目標人物有一定程度的認識，因為死柄木的現況正存在身份認同的問題，因此規則施加對死柄木無效。強化的規則有一定的限制，但如果是弱化的規則的話則是無限制。
死柄木推測出他的個性細節，並認為此個性是超出一般個性範疇的超強個性。

## 敵人（Villains）

### 超常解放戰線
由「敵人聯軍」和「異能解放軍」後合併並改組成的新敵人組織「超常解放戰線」。

#### 前敵人聯軍所屬
死柄木弔／志村轉弧（Shigaraki Tomura／Shimura Tenko）
配音：內山昂輝、關根有咲〈幼年〉（日本動畫）；梁興昌（台灣Animax）；王辰驊、穆宣名〈幼年〉（台灣Netflix）；周倚天（香港）
生日：4月4日／身高：175cm／年齡：20歲／喜歡的事物：沒有／
「敵人聯軍」領袖→「超常解放戰線」領袖。
出久的最大死敵，留著一頭白髮並穿著黑色緊身衣和紅色運動鞋，身材纖細的詭異男子。全身上下被十四隻斷手緊緊握住，臉上的斷手底下的瞳孔為紅色，那隻斷手來自他的父親，亦是志村菜奈之子，志村弧太郎。
第七代「ONE FOR ALL」繼承者志村菜奈的孫子。畢生信念是毀壞現今的社會與體制。被歐爾麥特評價為「像幼兒般自我中心的大孩子」。有著戰鬥時會分析對方的個性並進攻的靈活腦袋。把襲撃人稱之為「遊戲」，被人罵或是陷入困境時會氣惱緊張而露出其精神面的幼稚。稱呼「ALL FOR ONE」為老師，並被表示要成為下一個他，而且覺得死柄木一定能成功，因為他認為死柄木是連同扭曲一起來到這個世間的男人。
為抹殺歐爾麥特而派出大量敵人前往雄英學生們正在進行演習的USJ，後來因為學生們的努力奮鬥加上職業英雄的到來而撤退。利用受英雄殺手的理念而影響的人來聚集有意反抗現今社會的人士，目的為毀壞現今的社會跟體制。當被「死穢八齋會」的解修師等人找上後決定同意和對方合作，並派雙倍和渡我前去該會的本部。
小時候頭髮的顏色為黑色，生活在一家六口（與外公外婆一起）的小康家庭，上面還有一个姐姐（志村華），五歲前仍然沒有覺醒個性，有著皮膚莫名搔癢的症狀（其實是來源於家庭和父親的壓力）。
從小就被爸爸以違反「不得提起英雄」的家規為由暴力相向，也是造成後來性格轉變的開端。曾經也有著想成為英雄的夢想，在得知奶奶（志村菜奈）也是英雄之後顯得十分崇拜，但是因為被父親發現而遭到暴力對待，後來在傷心之餘個性突然覺醒，因而誤殺了寵物狗。當姐姐打算來為照片的事情向他道歉時，因為看到了寵物狗悽慘的死相而嚇得逃跑，此時轉弧害怕的抓住了姐姐卻不小心殺害了她。隨後母親以及外公外婆聞聲趕到，卻見到一片慘狀，轉弧的個性蔓延危害到三人身上，但是母親在臨死之前仍然試圖抱住轉弧。在爸爸弧太郎趕到時，本想阻止失控的轉弧，但卻執起一旁的曬衣杆毆打轉弧，他的這個舉動讓轉弧義無反顧的抓住他的臉後慘死。在經歷這家變之後，轉弧的頭髮也由黑色轉為白色。
後來在流落街頭並沒有得到任何援助的期間遇見了「ALL FOR ONE」，而他將家人們（父親、母親、姐姐、外公、外婆）的手送給轉弧並收養他，以及作為繼承人來培育，並且賦予了其自身的姓氏「死柄木」。轉弧之後殺死了兩個瞧不起自己的小混混並且獲得了他們的手，在這之後，志村轉弧也正式蛻變為死柄木弔。
由於身體無法適應個性的進化而於使用個性時身體被自身的個性傷害。為了掌握已進化的個性而在蛇腔醫院裡進行為期四個月的個性掌握改造手術而且被移植了「ALL FOR ONE」的真正個性。但完成度達到75%時因為密爾可及其他英雄的干擾而導致改造被迫中斷。為了方便改造的進行而處於心臟停止的「假死狀態」。
於假死狀態的夢境中遇見自己的家人，並在捨棄家人投奔「ALL FOR ONE」後甦醒。甦醒後破壞了以蛇腔醫院為中心的整個地區，並殺死了很多英雄，而被初代「ONE FOR ALL」稱為「從名為『人』的枷鎖中解放的力量」或「超越者」。獲得個性「ALL FOR ONE」後順從「ALL FOR ONE」的意志去奪取前者一直無法獲得的「ONE FOR ALL」並追殺出久。
身體被「ALL FOR ONE」佔據後，目前身體介於死柄木弔、ALL FOR ONE和志村轉弧之間的狀態。在最終決戰中被ALL FOR ONE的意志所告知他的個性原本就不是崩壞，而他的原個性早在他嬰兒時期就被ALL FOR ONE所奪走，最後與「ONE FOR ALL」的意志、出久聯手破壞「ALL FOR ONE」的意志，卻因自己的身體無法承受「ONE FOR ALL」而崩壞粉碎。最後向出久說如果編織者／伊口秀一還活著，向他講「死柄木弔直到最後一刻，都在為破壞而戰。」
62話發表第一次人氣投票獲得第19名。120話發表第二次人氣投票獲得第16名。
個性：未知→無個性→崩壞
能夠使五隻手指觸碰到的東西徹底粉碎崩壞，威力強大得甚至連雄英防護壁都能夠輕易破壞。在與「異能解放軍」的戰鬥中進化得可以把「崩壞」傳遞到與碰到的物體相連的物體上。實際上這個性來自於治崎的個性「翻修」，醫生複製他的個性重新解體，並將修復的能力去掉，並透過「ALL FOR ONE」把個性轉移給弔。
由於「ALL FOR ONE」早已預知到自己早晚都會被打敗，因而將身上的所有個性都交給死柄木，自己則只留下複製品。
目前已知持有的個性：
「ALL FOR ONE」、「超再生」、「推壓空氣」、「電波」、「搜索」、「發射」、「重荷」、「反射」、「擴散」
荼毘／轟燈矢（Dabi／Todoroki Tōya）
配音：下野紘、白石涼子〈幼年〉（日本動畫）；林正騏（台灣Animax）；梁興昌（台灣Netflix）；曹啟謙（香港）
生日：1月18日／身高：176cm／年齡:24歲
「敵人聯軍」「開闢行動隊」指揮→「超常解放戰線」開闢行動游擊連隊成員。真實身份為「火焰英雄」奮進人的長子轟燈矢。最初登場時刻意向死柄木弔隱瞞其本名，並以「荼毘」這個名字為代稱。留著一頭以黑色覆蓋住的白色短髮，全身都是燒傷的痕跡與皮膚和皮膚拼接起來的外貌特徵。很容易暈車。
最初由經紀人義爛推薦與渡我被身子一起加入「敵人聯軍」。參與襲擊雄英合宿一戰，擔任開闢行動隊的指揮，最初讓雙倍用自己的分身去襲擊相澤消太，並懷疑「敵人聯軍」的真實目的，最後成功將爆豪抓回，並向追來的弟弟焦凍表示相當可憐。神野之戰後與「敵人聯軍」暫時分散是為了干擾搜查以及收集同志並擴大組織的規模。在奮進人與新型腦無死鬥過後現身，用疑問句的語氣表示與奮進人是初次見面，並一直想找他私下談話，對奮進人的表現感到相當執著。
在與英雄方的戰鬥中，回到戰線基地亂入霍克斯與雙倍的戰鬥並差點燒死霍克斯，甚至向霍克斯說出刻意隱匿的本名，使他感到十分震驚和不解。在奮進人和焦凍的面前用水潑濕自己的頭髮露出白色的底後坦承自己就是被認為已故的長子轟燈矢。坦承身份的同時也在懷疑者的幫助下在全日本播放的影片中令全日本民眾得知奮進人的長子就是現在的荼毘，同時也公開了奮進人以及霍克斯的秘密。最終決戰中敗給焦凍的大冰海嘯，最後因過度使用個性使自身身體嚴重焦化，處於隨時都會死亡的狀態，在最終決戰的8年期間已經去世了
個性：蒼炎(實際是內冷外燃)
能在手掌隨意施放強大的藍色高溫火焰，繼承自父親奮進人，原本也是和奮進人相同的紅色低溫火焰，但由於燈矢是早產兒，一直到第二性徵出現，顏色才轉變成藍色的高溫火焰。擁有超越奮進人的強大火力，亦曾經接受過赫灼的特訓，但由於自身體質無法像弟弟焦凍一樣冷卻身體，因此一旦使用過度就會對自身造成傷害。
渡我被身子（Toga Himiko）
配音：福圓美里（日本動畫）；石薇（台灣Animax）；連思宇（台灣Netflix）；何寶珊（香港）
生日：8月7日／身高：157cm／年齡：17歲／喜歡的事物：血、石榴、傷口
「敵人聯軍」「開闢行動隊」一員→「超常解放戰線」開闢行動情報連隊。讓出久最頭痛和害怕的敵人之一，麗日的最大死敵，稱呼死柄木為「小弔」，擁有如同吸血鬼般的虎牙與黃褐色頭髮等外表特徵。看起來是像是位可愛的高中女生，儘管媒體一直都沒有公開她的真實姓名和長相，但她其實是連續致死事件通緝犯。崇拜並希望成為英雄殺手，其扭曲的想法甚至想親手殺了英雄殺手。特別喜歡遍體鱗傷且散發血之芬芳的人，所以總是會帶著小刀想刺傷他人，見到滿身傷的出久而似乎對出久有意思。
最初由經紀人義爛推薦與荼毘一起加入「敵人聯軍」。參與襲擊雄英合宿一戰並拿到麗日的血。在臨時英雄執照考試時，使用能力變身成士傑高中的現見凱咪潛入試場找上出久，之後又再使用個性轉變成麗日的樣子接觸出久但被識破，後來真正的麗日與瀨呂等人加入戰局，便恢復成凱咪的樣子走掉並獨自順利過關。在脫離同校的團體後恢復原形，並表示成功取得出久的血。
在「死穢八齋會」頭領與「敵人聯軍」談合作一事，但談判破裂，後當「死穢八齋會」找上門後，被死柄木派往對方的大本營。當英雄們與警察一起參與進攻死穢八齋會時，拖延綠谷等人，其後與雙倍一起利用英雄們打倒死穢八齋會以達到死柄木的目的，期間曾變成出久的樣子指示麗日等人。
個性：變身
喝下目標人物的血液便可變身成目標人物的外貌。變身的時間視乎攝取的份量，一杯血的份量大概能維持一整天。在與「異能解放軍」的戰鬥中進化得可以使用喜歡對象的個性，目前已能在變身狀態下使用麗日與TWICE的個性。
雙倍／分倍河原仁（Twice／Bubaigawara Jin）
配音：遠藤大智（日本動畫）；江志倫（台灣Netflix）
生日：5月10日／身高：178cm／年齡：31歲／喜歡的事物：煙草
「敵人聯軍」「開闢行動隊」一員→「超常解放戰線」開闢行動人海戰術隊。穿著一身黑色裝扮的敵人，真實面貌是一名額頭上有傷痕的大叔。經常分身其言語行動支離破碎。是個經常說反話而且喜歡吐槽的角色。過去在某次本體和分身們開始內訌，每個都自稱自己才是本體，因為分身受傷達到一定程度就會消失，於是互相殘殺，12天后只留下一個瘋了的本體，最後連自己到底是誰逼瘋了本體，幻想出另一個「我」，形成了現在的雙重人格。
襲擊雄英合宿一戰，替荼毘製造分身來混淆戰況。神野區大戰後，找上「死穢八齋會」領袖解修師，帶來「敵人聯軍」基地談合作一事，但談判破裂，後來當「死穢八齋會」找上門後被死柄木弔派往對方的大本營。
在與「異能解放軍」的戰鬥中雙手被折斷，但也因此克服了心理創傷而製造出大量自己的複製人反擊。後來在英雄方的突襲中死於霍克斯的手中。
個性：兩倍
能把任何物體從一增加到二的簡單力量，但條件是必須對複製的對象有明確的形象，否則只會變成失敗的半成品。如果對象是活人就必須有身高、胸圍和鞋號等各種數據。而複製品與本人唯一的差別在於耐久力，雖然有個體差異但只要承受一定的傷害就會消散。分身擁有和本人一樣的個性，雄英合宿篇中和抹消磁頭戰鬥的荼毘分身就是出於其手。缺點是分身擁有獨立的思維人格。
壓縮先生／迫壓紘（Mr. Compress／Sako Atsuhiro）
配音：最上嗣生（日本動畫）；王辰驊（台灣Netflix）
「敵人聯軍」「開闢行動隊」一員→「超常解放戰線」開闢行動支援連隊。佩戴面具和高帽裡面帶著面罩的謎一般的敵人，自稱是一名「藝人」。
襲擊雄英合宿一戰的尾聲悄悄地使用自己的個性抓走了爆豪與常闇，準備離開時被青山突擊，只有抓到原定目標的爆豪。神野區大戰後在「死穢八齋會」頭領與「敵人聯軍」談合作一事但談判破裂與解修師起衝突後反遭解修師利用個性攻擊，被炸裂整隻左手臂。
是專門針對有錢人盜竊而著名的敵人絕密大盜·張間歐兒的玄孫，並透過將自己身體的一部分壓縮掉來逃脫最佳牛仔褲時尚名人的束縛。後來在在超常解放戰線的大戰中被水泥人所擊敗逮捕，之後在牢中讀了編織者／伊口秀一所寫的「敵人聯軍」的書籍
個性：壓縮
能壓縮目標人物或物品的體積並封進一顆小球內，亦可以將自己壓縮，條件是必須觸碰到目標才能發動。
編織者／伊口秀一（Spinner／Iguchi Shūichi）
配音：岩崎了（日本動畫）；黃天佑（台灣Netflix）
生日：8月8日／身高：174cm／年齡：21歲／喜歡的事物：遊戲
「敵人聯軍」「開闢行動隊」一員→「超常解放戰線」開闢行動支援連隊。外貌原型為漫威漫畫中蜘蛛人的敵人之一蜥蜴人，總是攜戴大量武器。其駕駛汽車本領係從影片遊戲習來。英雄殺手的崇拜者，因為追隨他的理念而加入敵人聯軍，自稱「夢的編織者」。
襲擊雄英合宿一戰時與磁姐一起行動打傷了北美洲短毛貓，對上了曼德勒貓與老虎。由於出久曾被英雄殺手救過，因此在磁姐要攻擊出久時予以阻止。在死柄木襲擊被警察運送的解修師時質問其襲警之舉，認為可能不合英雄殺手的思想。
在最終決戰被「ALL FOR ONE」賦予了兩種個性，成為異形個性者的代言人並率領戰線的殘黨攻進中央醫院搶回黑霧。最後被禮物麥克風所擊敗。在最終決戰結束後從出久口中得知死柄木弔的遺言「死柄木弔直到最後一刻，都在為破壞而戰。」，之後在牢中寫了「敵人聯軍」的書籍
個性：壁虎
擁有壁虎的外表和特徵，包括爬行在牆上的能力。
被「ALL FOR ONE」賦予的個性：「鋼軀」、「鱗甲」
巨人戰爭（Gigantomakhia）
配音：間宮康弘（日本動畫）；張騰（台灣Netflix）
「ALL FOR ONE」最忠誠的直屬部下，別名「會走路的災害」。平常隱匿於深山，脖子上掛著收音機的異型巨人，擁有削掉半座山的可怕力量。
在切島初中時的回憶裡曾出現在都市逼問同校女學生（即蘆戶的朋友）彈簧人的事務所的地點，在聽信蘆戶謊報的地點後才滿意的離去。在出久等人與死穢八齋會戰鬥的期間令前來深山拘捕黑霧的塚內、經典老爺車和警察們身受重傷。
原個性：耐久
能令自己的體力變得非常高。
被「ALL FOR ONE」賦予的個性：
個性：痛覺阻斷
不會感覺到痛。
個性：巨大化
只要一興奮，身體就會變得巨大。
個性：犬
強化嗅覺與聽覺。
個性：能量效率
只需要少許的營養與水分就能活動，也能縮短睡眠時間。
個性：剛肌
堅硬又強韌的肌肉。
個性：土撥鼠
能變形成在地底挖掘前進的模式（手指會伸長，背上長出讓土砂容易流動的刺，以及保護臉的護具）。

#### 前異能解放軍所屬
瑞·迪斯楚（Re-Destro）／四橋力也（Yotsubashi Rikiya）
配音：平田廣明（日本動畫）；張騰（台灣Netflix）
「異能解放軍」領導者→「超常解放戰線」行動隊長。一位知名生活輔助製造商，迪特內拉特公司的董事長兼社長，四橋主稅（迪斯楚）的兒子，宣稱自己繼承其父親的意志。目標是解放個性，創造一個人類能夠作為人類而活著而且能夠釋放力量的世界；輸給死柄木之後認同死柄木並自願將整個「異能解放軍」併入「敵人聯軍」中。現正跟花畑負責滲透進政界中並說服政府使用大量武器以製造更多混亂。
異能：壓力
能把壓力累積起來並轉化為力量，累積的壓力越大力量就愈強，身體亦會變得愈巨大。
懷疑論者（Skeptic）／近屬友保（Chikazoku Tomoyasu）
配音：杉田智和（日本動畫）；黃天佑（台灣Netflix）
「異能解放軍」戰士→「超常解放戰線」開闢行動情報連隊。資訊科技企業良感公司的董事。似乎正因為雙倍意外洩漏情報的事而正受到英雄們的追擊。
異能：暗影傀儡
能從冰箱到書桌把所有人類尺寸大小的物體轉變成能隨心所欲地支配的傀儡。由漫畫中可見是由電腦控制傀儡。
小號（Trumpet）／花畑孔腔（Hanabata Kōkū）
配音：間島淳司（日本動畫）；王辰驊（台灣Netflix）
「異能解放軍」戰士→「超常解放戰線」行動隊長。心求黨的黨魁，使用迪特內拉特公司製造名為「第七聲音」的面罩型道具來對付編織者。現正和瑞·迪斯楚負責滲透進政界中，並說服政府使用大量武器以製造更多混亂。
異能：搧動
寄宿於他的聲音內的特殊電磁波能提高他人的士氣，從而將他人的肉體和精神激活，而所謂的聲音即是震動，換言之震動愈大效果愈強。
外典（Geten）
配音：山下誠一郎（日本動畫）；穆宣名（台灣Netflix）
「異能解放軍」戰士→「超常解放戰線」開闢行動游擊連隊。對「異能解放軍」很忠誠，把英雄稱作“國家的走狗們”，外表為穿著防寒衣看不到五官的因紐特戰士形象，真賣面貌是一名略為中性的少年。實際上是出身於名家「冰叢（氷ひ叢むら，Himura）」家族的最後末裔。泥花市一戰中對上荼毘並稱呼荼毘為「蒼炎使」，戰鬥中透過荼毘的皮膚狀況來判斷他無法長時間使用火焰。
異能：操冰（暫稱）
能透過水來操控冰，同時也能操控冰的溫度。
史萊丁豪（Sliding Go）／常滑達行（Tokoname Tatsuyuki）
配音：宮園拓夢（日本動畫）；梁興昌（台灣Netflix）
生日：3月1日／身高：187cm／年齡：36歲／喜歡的事物：讀書
「異能解放軍」協助者，而後為超常解放戰線效力，職業英雄的叛徒。一位下巴厚道，時常面帶微笑的職業英雄。
爆豪與轟拿到臨時執照後打敗擁有「碳酸」個性的強盜後趕往現場。帶領解救義爛的死柄木一行人到異能解放軍根據地泥花市。後來被英雄方發現其協助超常解放戰線並被死亡赤拳當場逮捕。
作者稱描繪這類人時幸福感超讚。
個性：滑行（暫稱）

### 敵人聯軍
原本是一個以死柄木弔為首組成的敵人團體，但在USJ事件中遭到擊潰，之後經由義爛的介紹加入了荼毘、渡我被身子等成員，在經歷「異能解放軍」一戰後和「異能解放軍」合併並改組為「超常解放戰線」，合併後成員請參考「超常解放戰線」。
黑霧（Kurogiri）
配音：藤原貴弘（日本動畫）；曹冀魯（台灣Animax）；張騰（台灣Netflix）；馮錦堂（香港）
「敵人聯軍」領袖輔佐。身體被黑霧包住，頭上穿戴護甲，穿著西裝的男性，常以周到殷勤的語氣說話。看似像沒有實體的煙霧人，但其實是用黑霧將實體包裹覆蓋住，而頭上的護甲就是有實體的證明。
襲擊USJ時擔任將大量的敵人送入、以及用傳送門拆散雄英學生們的工作。將學生們用傳送門分散後，將13號製造出來的黑洞用傳送門將位置轉換到他的背後使其背部重創，之後配合脳無企圖把歐爾麥特的身體扯成兩半後來，但弱點被趕上的爆豪看破並遭到其打擊，最後在歐爾麥特快撐不住時隨著雄英教師群的到來選擇與死柄木一同撤退。
在死穢八齋會事件期間已遭到警方逮捕。分析個性後確認其真面目是以抹消磁頭和禮物麥克風的高中同班同學兼好友白雲朧的遺體為基礎改造而成的腦無，而且經過相澤和禮物麥克風的勸說後說出了「醫院」的關鍵字，因此促成了英雄方對蛇腔醫院的搜查行動。
個性：空間跳躍門
能使用身體的黑霧構成異空間的通道傳送大量的人到目的地，可以同時製造多個通道、將人的部位分離作為奇襲、將傳送門當作防禦手段，甚至可以將13號的黑洞利用傳送門將位置調換。屬於座標傳送，知道位置便可傳送，不知道位置就無法使用。其軀體變成傳送門的部位是有限的，看似像沒有實體的煙霧人，但其實只是實體被黑霧覆蓋住所造成的假象。
這種個性由多種個性融合變異而成，而作為基底的個性是相澤消太的故友白雲朧的個性：雲。
磁姐／引石健磁（Magne／Hikiishi Kenji）
配音：井上悟（日本動畫）；周學禮（台灣Netflix）
「敵人聯軍」「開闢行動隊」一員。跨性別者，敵人名「磁姐」，喜歡別人這樣叫他。特徵是戴著墨鏡、留著鬍渣、長髮和厚唇，有一个同性别女装癖好的恋人。
襲擊雄英合宿一戰，與編織者行動打傷了北美洲短毛貓，對上曼德勒貓與老虎。在「死穢八齋會」頭領與「敵人聯軍」談合作一事，但談判破裂與解修師起衝突後反遭解修師使用個性攻擊導致上半身炸裂慘死，他的死让渡我感到惋惜。
個性：磁力
能以自己為圓心，向半徑四至五公尺內的人附加磁力來相吸或互斥，可以調整力度，附加在全身或部分身體部位上，男性為S極，女性為N極，缺點是不能在自己身上附加磁力。
爆肌／今筋強斗（Muscular／Imasuji Gōto）
配音：高口公介（日本動畫）；張騰（台灣Netflix）
「敵人聯軍」開闢行動隊的成員。原死刑犯，一名非常冷血的犯罪者，有著義眼的敵人，對自己的個性極其滿意從而傷害別人。兩年前和洸汰的父母尼斯湖水怪戰鬥過，最終殺害了他們，左眼也是那時所傷到，現在為義眼。
襲擊雄英合宿一戰找上洸汰，襲擊他之時但被出久保護，並表示「敵人聯軍」的目的是要抓走爆豪，以強大力量和速度壓制出久，導致他身負重傷，多處骨折，在打壓出久時被洸汰使用個性噴水導致肌肉收縮，還未反應過來被突襲，最後被出久擊中臉部落敗。最後遭到開闢行動隊拋棄，現被警方逮捕。
現正由于「超常解放戰線」的襲擊而處於逃獄狀態。
307話時發現並打倒真堂搖，隨後便被離開雄英後的出久一拳打飛。
個性：肌肉增強
能使肌肉全面提高自己的速度和力量，但肌肉會突破皮膚。
翻車魚（Moonfish）
配音：松田修平（日本動畫）
「敵人聯軍」開闢行動隊的成員。原死刑犯，逃獄中，穿著拘束衣的敵人，其戰鬥經驗豐富。說話有點緩慢。
襲擊雄英合宿一戰對上了爆豪和轟，其戰鬥使爆豪和轟處於下風，被失控暴走的黑影秒殺。最後遭到開闢行動隊拋棄，現被警方逮捕。
現正由于「超常解放戰線」的襲擊而處於逃獄狀態。
個性：齒刃
能從嘴巴伸出複數而且能自在變化的牙齒利刃，甚至可配合地形攻擊。
芥氣（Mustard）
配音：古島清孝（日本動畫）；黃天佑（台灣Netflix）
「敵人聯軍」開闢行動隊的成員。帶著毒氣面具的敵人，樣子看上去似乎是一名國中生。使用武器為槍，不擅長近身戰鬥。
襲擊雄英合宿一戰依照計畫釋放毒氣擾亂雄英，後來被學生中的拳藤與鐵哲發現便與其對上，最後被拳藤與鐵哲的合作擊敗。最後遭到開闢行動隊拋棄，現被警方逮捕。
個性：毒氣
能以自己為中心釋放毒氣，可以操控自己釋放的毒氣，在毒氣中的生物的行動也能通過毒氣傳達給自己，吸引毒氣的人會瞬間陷入昏迷。缺點是自己對毒氣沒有免疫，因此發動個性時臉上要帶上防毒面具。

#### 敵人聯軍協助者
「ALL FOR ONE」／死柄木全（All For One／Shigaraki Zen）
配音（通常）：大塚明夫（日本動畫）；鍾少庭（台灣Animax）；梁興昌（台灣Netflix）；招世亮（香港）
配音（青年）：神谷浩史（日本動畫）
歐爾麥特的最大死敵，「敵人聯軍」黑幕，統治着黑社會的暗之帝王。外表是個穿著西裝打領帶，頭部帶著如一般工業用面具的頭盔的男子，被死柄木稱呼為「老師」。
死柄木兄弟出生在「發光嬰兒」誕生的一年之前，實際上發光嬰兒並非首位異能者，在他誕生之前還有許多沒有登記戶口而不為人知的異能者（印度在發光嬰兒出生前的兩周就已經出現50位異能擁有者），死柄木兄弟就是其中之一。出生的同時也害死了母親並奪取其異能「槍骨」，從一出生就將身邊的所有東西視為自己的所有物，而在成年後，他殺死在當時擁有1000萬信徒的「發光嬰兒」並取得他的異能。
「『初代』ONE FOR ALL」的哥哥。聲音聽起來像中年男子，但從「『初代』ONE FOR ALL」算起，推測年齡至少超過一百歲。而頭盔底下的真面目已經嚴重毀容到只剩下嘴巴，原因是因為在本傳開始的五年前被毆爾麥特擊敗而導致如此，平時依靠助手醫生的生命維持裝置和搶奪其他人的個性生存至今，由於失明的關係，平時是依靠紅外線等感知類個性來探查外界。
建立「敵人聯軍」的目的是殺死歐爾麥特，除此之外沒有任何目標和信念的烏合之眾；第一次襲擊雄英高中時損失了除了死柄木弔及黑霧外的所有戰力，隨後重組。
過去在某個時間開始與志村弧太郎接觸，說服弧太郎再生一個孩子(轉弧，而其原因是長女長得很像志村菜奈)，在剛出生時直接奪取尚未發現的個性，在其五歲時將崩壞的個性透過牽手時賦予給他(有用個性改變容貌)，然後在他意外發動個性將家人全部殺死後並流落街頭時用原貌出現在他面前將其收養，此後不僅賜與他生存目的甚至還有他自己的姓氏「死柄木」，企圖將死柄木培育成下一個自己。
過去也曾救下遭到被自身點燃2060度火焰燒傷的燈矢，並將他放置在醫生設立的孤兒院(與治崎過去待過的孤兒院是同一個地方)，目的是為了避免死柄木有一個萬一的保險，但因為燈矢對父親奮進人的執著太強而失敗。
實力強大得可瞬間打倒最佳牛仔褲時尚名人、山峰淑女、老虎和暴力虎鯨等英雄，甚至可以在因為毀容而失明的情況下與歐爾麥特戰鬥仍佔上風。後來與歐爾麥特互相進行各自的最後一戰，經過一番激戰後最終敗給歐爾麥特的最後一擊。之後被押入「塔爾塔洛斯」監獄，並口頭上說與歐爾麥特一同將這場鬥爭交付給出久和死柄木。
經由醫生之口得知，因為有預感自己將會被打敗，因此將真正的個性托付給了自己的繼承人，死柄木弔，其意識也透過個性因子進入其身體。被闖入「塔爾塔洛斯」監獄的死柄木解放成功恢復自由之身，並派納甘去追殺出久，在納甘違背約定後讓她自爆（推測是在賦予「空中散步」的時候順便在她的身上設下規則，一旦違背就會自爆）。和「ONE FOR ALL」的第二、三代繼承者是宿敵關係。
在最終之戰被奮進人燒成重傷後使用回溯的力量（不包括身上的個性）讓自身回到全盛狀態，但回溯不會停止直到消失，受傷會加速回溯的速度，之後擊敗許多英雄以及巨人戰爭後，奪取了霍克斯的個性後並趕往死柄木弔與綠谷的戰場，中途遭遇裝備道具的毆爾麥特並交戰，擊敗前來支援的汙點，奪取其個性後將其殺死，在歐爾麥特試圖同歸於盡之際用槍骨的個性防止自爆，然後瞬間擊敗前來攻擊的X-66戰機，原本要徒手撕裂歐爾麥特時被爆豪救下，使用絕招全因解放「萬物歸一」來攻擊爆豪但被其擊敗，最後回溯到嬰兒狀態並消失。
個性：ALL·FOR·ONE
能夠奪取他人的個性，同時也能將個性賦予他人。發動條件為透過手掌心的小洞並觸碰他人。只要看到想要的個性便會強行奪取，而且會透過「奪取個性」與「賦予個性」的過程來擴大自己的勢力範圍。
可以把奪取來的個性結合來進行複合攻擊，缺點是無法奪取該個性的原持有者對個性的熟練度，因此更喜歡奪取依靠原始力量的個性，而不是需要練習和經驗才能掌握的個性。
由於「ONE FOR ALL」是只能在持有者同意下才能轉讓的個性，因此成為唯一無法奪取的個性。
由於能夠奪取個性，因此也會將寄宿在其中的個性持有者的意識一併奪走，為此經常在作夢時被那些人痛罵，但如果此個性已不在自己身上，此個性的原主人就不會再出現，在遇到醫生後才得到解答。
目前已知使用過的個性：
「推壓空氣」、「衝擊波」、「爆發力」、「臂力增強」、「傳送（單體）」、「強制發動個性」、「搜索」、「衝擊反轉」、「增殖」、「筋骨發條化」、「空中散步」、「槍骨」、「肥大化」、「圖釘」、「紅外線」、「聲音震動」、「感知」、「攝生」、「超再生」、「電波」、「發射」、「重荷」、「反射」、「擴散」、「凝火扇」、「黑球」、「光塵」、「瀉血」、「抗原變態」、「凝血」、「剛翼」
醫生（Doctor）
配音：稻葉實（日本動畫）；何志威（台灣Animax）；江志倫（台灣Netflix）；陳永信（香港）
第一人稱為「老夫」，通稱（Doctor）。「ALL FOR ONE」的主治醫生兼助手，協助「ALL FOR ONE」製造腦無和培養死柄木。帶著鐵製齒輪狀眼鏡的老年男子。蛇腔綜合醫院的院長兼董事長，出久和爆豪的童年玩伴小翼的爺爺，替小時候的出久證實無個性的醫生。真實年齡推測超過120歲。
擁有將個性進行複製的技術。
起初並不認同由「ALL FOR ONE」選擇的死柄木弔並讓巨人戰爭去試探他，但經過「敵人聯軍」與「異能解放軍」一戰過後認同了死柄木並為他進行了為期四個月而且能夠適應進化後的個性的改造。被闖進醫院的相澤看了一眼，結果資料上本來應該是無個性的醫生瞬間老化，不過這個醫生其實是雙倍所製造出來的複製品，本人正待在實驗室陪著死柄木，但當醫生打算用小腦無把自己和死柄木傳送走時，密爾可成功進入了實驗室。
70年前發表了「個性特異點」的論文但卻遭到世人的嘲笑，因為這個世界不允許「未來將會瓦解」這件事存在，發表論文之後便失蹤，幾年後甚至被宣告死亡，但其實並沒有死，而且在流亡期間遇見了「ALL FOR ONE」，他壓倒性的存在感和神佛般的笑容讓醫生認為「ALL FOR ONE」就是神明。把原本的個性「養生」獻給「ALL FOR ONE」，取而代之的是原個性的複製品。
後來被禮物麥克風抓捕，並告訴禮物麥克風，其實原本的目標並非白雲朧而是相澤的個性抹消。事後其家人也因他這種行為遭到世人的臭罵
因中國政治問題而改為其化名「氏子達磨（Ujiko Daruma）」，本名不明，原命名「志賀丸太（Shiga Maruta）」→「殻木球大（Garaki Kyudai）」。
個性：養生
擁有比正常人高出兩倍的生命，但需要以運動能力為代價。
義爛／憶田影朧（Giran／Okuta Kagerō）
配音：荻野晴朗（日本動畫）；何志威（台灣Animax）；江志倫（台灣Netflix）；蘇強文（香港）
帶著眼鏡，抽煙的中年男子，是知名的大牌經紀人，曾推薦渡我、荼毘、雙倍等人加入「敵人聯軍」。
因為「異能解放軍」的計畫而被捉去當人質，即使右手的手指被剁去也不向「異能解放軍」透露「敵人聯軍」的情報。
個性：混濁
在觸碰目標人物的頭部後可以令目標人物的前後5分鐘的記憶變得模糊。
腦無（Nōmu）
配音：最上嗣生（日本動畫）
「敵人聯軍」為對抗英雄社會而製作的「改造人」王牌，外貌特徵及個性各異，但共同特徵為腦部外露，而且皆被「ALL FOR ONE」賦予複數個性，為應對歐爾麥特的能力而被製造出來。
腦無（襲擊USJ）
襲擊USJ時用的腦無像是恐龍般，全身漆黑的巨漢。個性有「衝擊吸收」和「超再生」，並有著與歐爾麥特並駕齊驅的怪力。起初以壓倒性的力量壓制了相澤後與黑霧一同對抗趕來的歐爾麥特，並配合傳送門企圖把歐爾麥特扯成兩半，後來歐爾麥特在雄英學生的幫助下脫困，再以超出100%極限的數拳將腦無擊飛至天際，後來落地被警察抓的時候就一動也不動。
腦無（襲撃保須市）
在襲擊保須市時用的三隻腦無，死柄木為了擾亂污點行動而放出來的，企圖將媒體的焦點從「英雄殺手」的肅清行動上轉移，但最後卻因污點的個人魅力過於強大而產生反效果。
腦無（襲擊雄英合宿）
在襲擊雄英合宿派出的腦無是大腦外露，像恐龍般巨大的男子，可以生出數隻手和伸出電鋸。
高端腦無（HIGH END）
腦無的進化版，是被稱為「高端腦無」的最強腦無完成品，皆有自主思考能力。
還有未進入測試階段的未完成高端腦無，擁有反應生前性格的思考能力，因此在素材使用上挑選的都是渴望戰鬥的惡人。
兜帽
配音：最上嗣生（日本動畫）；黃天佑（台灣Netflix）
在九州襲擊奮進人和霍克斯用的腦無，醫生稱其為「兜帽寶貝」。頭部有著類似斗篷的特徵，推測身上有著至少六種個性。
高端腦無（女士）
配音：關根有咲（日本動畫）
在英雄方突襲醫院時保護醫生的腦無。擁著將身體液態化來進行移動的個性。
其他高端腦無
配音：玉水涼（日本動畫）
在英雄方突襲醫院時保護醫生的腦無。當中出現了能夠伸長腦袋進行攻擊以及隔空扭斷密爾可的左手的個性，其中還有長著象鼻的種類。
黑霧（Kurogiri）
「ALL FOR ONE」用已故雄英高中學生白雲朧的遺體改造出來的特殊腦無，詳情請見#敵人聯軍。
完美腦無（Nōmu）
本名「九」，於電影版《英雄崛起》中出現，保有人型和思考能力的完美腦無，實力強大到足以媲美「ALL FOR ONE」。

### 異能解放軍
由四橋主稅（迪斯楚）創立，現在由四橋主稅之子四橋力也（瑞·迪斯楚）領導，表面上是一間生活輔助製造商「迪特內拉特公司」，實際上總共有116,516名戰士潛伏在全日本，目前被併入「敵人聯軍」中並改組為「超常解放戰線」。合併後成員請參考「超常解放戰線」。
迪斯楚（Destro）／四橋主稅（Yotsubashi Chikara）
「異能解放軍」原首領，集結解放主義者的人物，自稱「打破現狀者」迪斯楚，四橋力也（瑞·迪斯楚）的父親。反對推進法律建設的國家，但經過數年的僵持最終敗北，「異能解放軍」被解散，大部分成員被捕，自己則在獄中執筆成書後自殺，但並不知道自己有個兒子。
好奇姐（Curious）／氣月置歲（Kizuki Chitose）
配音：本田貴子（日本動畫）；錢欣郁（台灣Netflix）
「異能解放軍」戰士。大型出版社集瑛社的專務，皮膚蒼藍的女子。最終被渡我用麗日的個性「無重力」打敗陣亡。
異能：地雷
能把觸碰到的東西變成引爆裝置，殺傷力雖然低，但能利用數量取勝。
身上的裝備：好奇爆裂
由迪特內拉特公司製作的手套，被命中的對方會被炸傷。

### 死穢八齋會
地下黑道組織（即黑社會），被治崎認可的成員都帶著瘟疫醫生的鳥嘴面具。已被英雄飽和社會有效壓制，只能苟延殘喘瀕臨絕種的舊時代產物。与一般敌人不同，受到警察监视，小心翼翼地不抓到把柄生活着。死穢八齋會原本是富有俠義精神的黑道組織，直到治崎的復興黑道計畫開始後，一切都開始走樣。
解修師（Overhaul）／治崎廻（Chisaki Kai）
配音：津田健次郎（日本動畫）；張騰（台灣Netflix）
生日：3月20日／身高：179cm／年齡：28歲／喜歡的東西：死穢八齋會
「死穢八齋會」的若頭（二當家）。一名黑髮年輕男子，配戴著瘟疫醫生專用的鳥嘴面具，性格冷酷無情，且據玄野所言他為達目的不擇手段。實力十分強大。本身有潔癖，因此戴著白手套，跟他人接觸就會腦充血（如面部皮肤會泛红泡）。宣称自己是坏理的「父亲」，把英雄叫做「患有英雄症候群的病人们」。
企圖利用壞理制造「無個性子弹」達成復興黑道的目的。初登場時曾經將強盜團體「落水狗」輕鬆毀滅，抢去他们的金钱而且为了隐藏经过而治愈了他们伤势（但这事还是引起警方疑虑，特意委托了夜目爵士的事务所开始监视）。後來被「敵人聯軍」的雙倍挖角，邀請進入「敵人聯軍」，被帶到一個偏遠的工廠，也就是「敵人聯軍」的面談室。死柄木要求與解修師同盟，但他反過來要死柄木加入他並當他手下，一開始雙方的想法就不合拍，因此談判破裂然後起衝突，被磁姐出手攻擊，使用個性使磁姐上半身炸裂身亡，死柄木也衝過去想要攻擊，但被治崎突然出現的手下自我犧牲擋住，死穢八齋會的增援也全部破門而入，隨後治崎表示要打住這場無意義互損戰力的衝突，要死柄木與「敵人聯軍」冷靜後想一想在給予他回覆，最後與死柄木達成協議並合作。
为带回逃走的坏理，在街边碰上巡逻中的出久和未吏生引起对方的怀疑，被出久追问两人关系和小女孩身上的伤势原因。以英雄们多管闲事，这是自己家事为由要求离开，并暗示威胁不然会伤害出久和未吏生，最后坏理自愿跟随治崎身边。回到大本营地下后，心情十分不爽而且杀死了失职的部下，重新找人看管着坏理。
在當英雄們和警方闖入大本營後，試圖帶著壞理離開，遭到未吏生偷襲，後將其擊倒。當被出久攔截並交戰後，將音本分解並與自己合而為一，而變身成異形般的模樣與出久和夜目交戰。後來因壞理的個性而使自己的變身復原。之後，再次將活瓶與自己合體而變成身型巨大的模樣，但最後仍被個性提升至滿點的出久擊敗；昏迷後被送往醫院。但中途遭死柄木襲擊，抹消子彈與血清被對方奪走，並被對方斬斷雙手從而無法使用個性。
從治崎的回憶中得知他原本待在孤兒院，接觸到「個性」為老鼠傳播之病毒性疾病之說並予以認同，而後被組長收養，對此十分感激組長並視他為恩人。認為是這個超人社會與自稱英雄的病人把組長逼到社會的角落，因此試圖藉由壞理的力量製作「個性」破壞彈及「個性」恢復血清並各自賣給壞人與英雄，藉此擴大勢力讓八齋會再度掌控日本的裏社會。但這個計畫卻被組長駁回，甚至斥責治崎若是想要違逆組裡的信念，就離開八齋會，隨後治崎表明「只是想報答組長撿自己回來的恩情，您就閉上嘴看著吧」，便用個性讓組長陷入昏迷狀態，一意孤行地執行計畫。後來被納甘從「塔爾塔洛斯」監獄中解救出來。
個性： → 無個性
能隨意分解或重組目標，無論目標是生物或無機物，是一種超越「治癒」的強大個性。
能通過分解生物來殺死他人，亦能通過重組來治癒他人的傷口甚至使他人復活，亦可以對自己使用甚至將自己的身體與他人透過分解跟重組的過程融合在一起；還能使用跟自己融合的人的個性，例如音本的個性「吐真」 ，並且可以按照他想要的任何方式來重組他人的身體。
其分解和重組的過程非常快，在跟通行和出久的戰鬥中利用地形分解與重組迅速製造巨刺來攻擊。
必須由手觸碰才可發動，所以手被死柄木斬斷後跟無個性沒分別。
時滯（Chronostasis，庫羅諾斯）／玄野針（Kurono Hari）
配音：朝比奈拓見（日本動畫）；梁興昌（台灣Netflix）
「死穢八齋會」若頭輔佐。身穿白色連帽衣和鳥嘴面具。真實面目是一名面貌美型的青年，留有指針般的頭髮。從他的獨白中得知與治崎是竹馬之交，並直接稱他為「廻」。並說自己一路走來都看在眼裡，知道治崎為了維護八齋會的尊嚴，從小就一直不惜一切努力，程度近乎異常。
在治崎與「敵人聯軍」談判破裂後及時用手槍向壓縮和死柄木發射出能暫時消去「個性」的針頭，但是未擊中死柄木。當英雄們和警方闖入大本營後，抱著壞理隨治崎試圖離開，隨後與治崎一起迎戰通形。被未吏生擊倒後又被治崎復原頭部的傷勢，之後使用「個性」偷襲相澤並壓制住他。最後被趕來的天喰環制伏而遭警方逮捕。
個性：時滯（庫羅諾斯錯覺）
能把自己的時鐘指針形狀的頭髮筆直伸長進行攻擊，被擊中的物體在一個小時內行動會變得緩慢；但只有在本人處於靜止狀態時才能使指針伸長。
擬態（Mimic，寶箱怪）／入中常衣（Irinaka Jōi）
配音：間宮康弘（日本動畫）；黃天佑（台灣Netflix）
「死穢八齋會」本部長。外表看似身材矮小，身穿黑色的斗篷和鳥嘴面具，真實面目是名身形高壯的男性。氣量小、行事謹慎、自尊心極高，這也使自己爬上本部長之位，不滿「敵人聯軍」輕忽八齋會。
當英雄們和警方闖入大本營後，靠強化藥提升個性，施展個性牽制出久等人，但因被雙倍和渡我遷怒而露出破綻，隨即被出久和夜目合力擊敗。後被警方逮捕，並對「敵人聯軍」的背叛感到極為憤怒。
個性：擬態
能把自己融入物體中並自由操作，但只限於冰箱大小，如果操作物體過大會容易疲勞。使用個性強化藥後可以融入牆壁裡並操作牆壁，但本人其實不知道進入空間的確切人數，只能以肉眼觀察。
八齋會長
配音：楠見尚己（日本動畫）；周學禮（台灣Netflix）
「死穢八齋會」長，本名不明。收養無父無母的治崎，曾多次喝止治崎的行為。壊理祖父，在壞理讓父親「回溯」之後，委託個性相似的治崎照顧壞理，而後得知治崎有意透過傷害壞理生產「個性」破壞彈與血清振興死穢八齋會後明確表示反對，結果因此被治崎的「個性」陷入植物人狀態。

#### 鐵砲玉八齋眾
死穢八齋會旗下的幹部小隊，但對治崎來說都是“用完就丟的棄子”。
活瓶力也（Katsukame Rikiya）
配音：奧田寬章（日本動畫）；黃天佑（台灣Netflix）
八齋眾一員。戴著鳥嘴面具，肌肉发达的大块头。
當英雄們和警方开始强制搜查大本營行动前，先主動出擊攻擊警方，但隨即被變形為巨龍的龍九壓制在地。儘管使用入中的強化藥掙脫束縛，而又和龍九、御茶子、梅雨展開戰鬥，但最終仍被三人合力擊倒。後來御茶子等人隨著其身軀介入治崎和綠谷的戰鬥。後身體被治崎分解掉，並與治崎合而為一，並在出久擊敗治崎時分離。
個性：活力吸收
能依靠觸碰來吸取目標人物的活力並巨大化。使用個性強化藥後只要呼吸就可以吸取活力。
竊野盜（Setsuno Tōya）
配音：KENN（日本動畫）；王辰驊（台灣Netflix）
八齋眾一員。留著遮住右眼的短髮，戴著鳥嘴口罩四白眼男子。過去曾遭戀人背叛而背負巨額債務，且自殺失敗。後被治崎收留成為八齋眾的成員。
當英雄們和警方闖入大本營後，與寶生、多部聯手對抗天喰環，但最後被擊敗。
個性：竊盜
能把目標人物手上的物品瞬間移動到自己的手上，但無法盜取自己拿不動的物品。
寶生結（Hōjō Yū）
配音：松田健一郎（日本動畫）；梁興昌（台灣Netflix）
八齋眾一員。特徵是翻白眼、光頭（其實是為了方便生出寶石而自己剃掉頭髮），以及戴著口罩。過去曾因個性而遭某個守財奴當成道具利用，後來得知自己產生的寶石並不值錢。
後被治崎收留成為八齋眾的成員。當英雄們和警方闖入大本營後，與竊野、多部聯手對抗天喰環，但最後被擊敗。
個性：結晶
能在身體的各個部位產生有如寶石般堅硬的結晶，能作為攻擊和防禦的手段。
多部空滿（Tabe Soramitsu）
配音：辻井健吾（日本動畫）；江志倫（台灣Netflix）
八齋眾一員。戴著麻布頭套，不常說話，時常呈現呆滯的模樣。過去曾因無法適應社會而遭到拋棄，後被治崎收留成為八齋眾的成員。
當英雄們和警方闖入大本營後，與竊野、寶生聯手對抗天喰環，但最後被擊敗。
個性：食
能用嘴巴吞噬任何物體，並擁有著能將吃下去的東西快速消化的胃袋。唯獨自己的同伴的東西不會吃下肚，例如寶生的結晶。
亂波肩動（Rappa Kendō）
配音：梶川翔平（日本動畫）；張騰（台灣Netflix）
八齋眾一員。戴著鳥嘴面具，身形高壯，個性狂妄的戰鬥狂。過去是名在地下格鬥俱樂部混的鬥士，並曾主動向治崎提出挑戰，但遭對方秒殺後再重生，後成為八齋眾的成員，而治崎也是唯一打倒自己的人。入會後又相繼挑戰了治崎五次，但全都被擊敗。
在進入地下格鬥俱樂部以前，因受不了父母給的壓力，而在打架中尋求快感。認為只有賭上性命的決鬥才有價值一戰。當英雄們和警方闖入大本營後，與天蓋合作對付切島、肥膠。被對方重傷後，對切島表示認同，主動提出幫切島作緊急治療的處理。
個性：強肩
能施展出威力驚人的快速拳，過去在地下格鬥俱樂部中被他的快速拳打中後還能站起的人並不多。
天蓋壁慈（Tengai Hekiji）
配音：宮本淳（日本動畫）；江志倫（台灣Netflix）
八齋眾一員。加入八齋會前曾是佛門子弟，八齋眾中資歷最淺的成員。因治崎整天被亂波挑戰而感到煩厭，便將天蓋找來八齋眾當護身符，其任務是負責管好身為戰鬥狂的亂波。是個戴著鳥嘴口罩，穿著和服的短髮男子，平時皆閉著眼睛。
當英雄們和警方闖入大本營後，與亂波合作對付切島和胖胖橡膠，當亂波提出幫切島作緊急治療的決定時打算阻止他，但反被亂波壓制在地。
個性：防護罩
能以自己為中心施展出球狀的防護罩，能同時施展好幾層。
音本真（Nemoto Shin）
配音：增田隆之（日本動畫）；王辰驊（台灣Netflix）
八齋眾一員。戴著黑色帽子、鳥嘴面具和斗篷，其造型最接近瘟疫醫生。面具下的真面目是一名長相斯文的短髮眼鏡男，認為自己是組織中唯一能待在治崎身邊的人，以手槍作武器。
加入八齋會前曾是名詐欺慣犯，後被治崎收留。當英雄們和警方闖入大本營後，與治崎等人一起試圖離開。當通形前來阻止時，與酒木合作阻擋他，但最後遭對方獨自擊敗。在使用抹消子彈抹消掉通形的個性後，身體被治崎分解掉，並與治崎合而為一。後來因壞理的緣故而復原。
個性：吐真
向對方提出問題後能強行使對方開口說實話，甚至可讓對方說出連對方自己都沒有察覺到的真心話。
酒木泥泥（Sakaki Deidoro）
配音：高橋孝治（日本動畫）；黃天佑（台灣Netflix）
八齋眾一員。戴著大眼孔面具，留著長髮。面具下的真面目是一個目光銳利的圓眼男子，有酗酒的習慣，因個性的緣故而爬在天花板上，以多把飛刀作武器。
當英雄們和警方闖入大本營後，與治崎等人一起試圖離開。當通形前來阻止時，與音本合作阻擋他，但最後遭對方獨自擊敗。
個性：泥醉
能奪走周圍的人的平衡感。

### 其他敵人
污點（Stain）／赤黑血染（Akaguro Chizome）
配音：井上剛（日本動畫）；林谷珍（台灣Animax）；張騰（台灣Netflix）；陳卓智（香港）
31歲，被稱為「英雄殺手」，臉部包著繃帶，繃帶下的鼻子整個被削掉，全身上下帶著大量刀具，史上殺死最多英雄的重型通緝犯。專門針對濫用個性的惡人及被他認定為冒牌英雄（只為了私慾而忽視英雄本質的職業英雄）的職業英雄進行肅清，認為只有歐爾麥特是真正的英雄和能殺死自己，渴望著正確的社會，對於現代英雄氾濫的社會抱持著強烈的憤怒和憎惡。
曾經亦嚮往成為英雄並進入某私立高中的英雄科就讀，但認為學校教的現今社會的英雄理念與他認為的不同而休學並消失於世，甚至連父母的葬禮也沒有出席，修行殺人術十年後回歸社會並開始肅清英雄跟罪犯。近戰能力非常強大，而且實戰經驗十分豐富，即使出久、轟和飯田三人全力聯手終究還是讓三人陷入苦戰。
在保須市初遇飯田而與之交戰，因飯田被仇恨所影響不顧周遭他人的安全而將他認定為冒牌英雄，將飯田輕鬆擊倒在地並將要殺死他的時候，被隨後趕來的綠谷及轟阻撓而中斷，雖然最初戰鬥時後憑藉著強大的實力而佔了上風，但因為自身個性有著時限上的缺點，時間拖的越久就開始漸漸焦躁而忽略綠谷的攻擊，最終還是被擊敗。在綠谷被腦無抓走時，拖著受了重傷的身體（肋骨斷裂而且插進了肺部）殺死腦無救了綠谷的行為中，顯示出他的所作所為皆是為了造就正確的社會，而且對於這樣的信念有著極度恐怖且瘋狂的執著。事后被押入塔爾塔洛斯监狱。之後亦多次被提起。現正由于「超常解放戰線」的襲擊而處於逃獄狀態。最後為了幫助歐爾麥特用個性凝血讓「ALL FOR ONE」一時無法動彈，但最後被「ALL FOR ONE」奪取個性並殺死。
似乎知道關於歐爾麥特的過去。
個性：凝血→ 無個性
能透過舔食目標人物的血液導致目標人物全身無法動彈，時限最長為八分鐘，而時限的長短會隨著血型的不同而改變（持續時間為O＞A＞AB＞B）。
犯罪紳士（Gentle Criminal）／飛田彈柔郎（Tobita Danjūrō）
配音：山寺宏一（日本動畫）；黃天佑（台灣Netflix）
生日：8月29日／身高：181cm／年齡：32歲／喜歡的事物：紅茶
活躍於網絡的網紅兼獨立惡棍，經常拍攝自己活動的影片並上傳至網上，盼望得到人們的關注，但都獲得了極度消極的反響。經常懲罰壞人，自稱是義賊並要對那些不「紳士」的人進行懲罰，且不認為自己是像敵人聯軍的存在。舉止彬彬有禮，喜歡喝紅茶。在高中時因為臨時執照考取的失敗高達四次，加上本來想救人卻反而被判妨礙公務而遭退學及被家人趕出家門，一事無成的自己也被出社會的朋友遺忘。最後，自暴自棄的自己決定踏上犯罪之路。於學園祭篇時企圖入侵雄英作亂以使自己聞名，但在中途對上出久。最終因為不敵出久及為了保護拉布拉瓦而選擇向雄英自首。
個性：彈性
能使自己接觸到的物體變得很有彈性，包括空氣。
拉布拉瓦（La Brava）／相場愛美（Aiba Manami）
配音：堀江由衣（日本動畫）；穆宣名（台灣Netflix）
生日：2月14日／身高：111cm／年齡：21歲／喜歡的事物：紳士
犯罪紳士的同夥和崇拜者。本身擁有能破除雄英警戒系統的駭客能力。在被喜歡的人嘲笑她的情書後變得十分自閉，並在看了犯罪紳士的網絡影片後對他相當崇拜，為此主動前去與對方結盟。
個性：愛
當說出愛語時能使自己愛的人在短時間內增強甚至能達本來的數十倍的力量，愛意越深力量便越強。但其力量維持時間十分短，而且一天只能使用一次。
張間歐兒（Harima Ōji）
只針對有錢人進行盜竊的世紀盜賊，被稱為絕密大盜，與「ALL FOR ONE」及「異能解放軍」前領導人迪斯楚齊名的敵人。「超常解放戰線」的成員壓縮先生的祖先。個性未知。
恥樫照夫（Hazukashi Teruo）
配音：安部壯一（日本動畫）；王辰驊（台灣Netflix）
一名31歲的上班族。在閱讀「異能解放軍」的領袖迪斯楚的傳記後被感化而打算使用自己的個性毀掉工作了三年的公司，最終被霍克斯及時阻止並擊倒。
個性：羞恥
越感到羞恥力量就越強。
星之僕人（Star Servant）
配音：志村知幸（日本動畫）；張騰（台灣Netflix）
在出久、爆豪和轟實習時出現的傳教士首領。一個魔術師和僧侶打扮的老人。被荼毘引導去街上造成破壞以吸引奮進人的注意，最終伏擊失敗被捕。
個性：操控玻璃
能隨心所欲地操控玻璃，創造出一個巨大的玻璃球。
尾聲（Ending）
配音：谷山紀章（日本動畫）；黃天佑（台灣Netflix）
一名曾經遭到奮進人逮捕過的敵人，刚出狱。自從目睹奮進人逮捕一名竊盜犯（霍克斯的父親）後成為他的狂熱粉絲，因為崇拜他而想親手被他殺掉。接觸過個性增幅劑。被荼毘引導前往轟家綁架離開的夏雄，最終被出久、爆豪和轟三人聯手打倒。
個性：白線
能操控馬路上的白線塗料。
女神納甘（Lady Nagant）／筒美火伊那（Tsutsumi Kaina）
配音：種崎敦美（日本動畫）
生日：10月10日／身高：171cm／年齡：30歲以上／喜歡的東西：可愛及美麗的事物
原公安直屬英雄，霍克斯的前輩。因為對英雄社會感到失望而決定將其打倒，殺死公安委員長後被送入「塔爾塔洛斯」監獄（對外宣稱為和其他英雄發生爭執後殺了對方）。在死柄木破壞監獄時逃獄，途中順便解救了失去雙手的解修師。之後被「ALL FOR ONE」派去追殺出久，並獲得「空中散步」的個性作為報酬。
收到出久的合作邀約後隨即因違反與「ALL FOR ONE」的契約而遭到其遠程操控的自爆重傷，最終被即時趕到的霍克斯救下，並送進醫院救治。
曾經是公安培養過最頂尖的英雄，甚至還曾經追捕過「ALL FOR ONE」，據說她的射擊技術連狙擊槍神都自愧不如。
個性：來福槍
能把自己的右手手臂從手肘處折開並伸出一把來福槍，頭髮則能化為一種類似環氧樹脂的物質，通過混和硬化製造出各種不同類型的子彈。藉由自身的技術，其射程範圍達3公里。其能夠使彈道轉彎的能力取材自2008年電影。
被「ALL FOR ONE」賦予的個性：「空中散步」
獨裁者（Dictator）
「塔爾塔洛斯」的逃犯，曾在五年前的無血開城事件被庫拉斯特逮捕。使用個性操縱大量民眾作為肉盾和道具並朝出久發起攻擊，情急時爆豪一擊打倒。
個性：獨裁
能操縱目標人物的行動，可同時對多個目標人物使用。給予目標人物強烈衝擊或是本人失去意識便會解除。
KUNIEDA
配音：橘龍丸（日本動畫）
「塔爾塔洛斯」的逃犯，大量殺人，遺體收集專家。在最終之戰擊敗三十一名英雄，最後被青山和葉隱聯合擊敗。
個性：植物生長(暫稱)

Gashly Eijiju
「塔爾塔洛斯」的逃犯，一名撐著傘的敵人，憑藉大規模鎮壓和長時間持久戰留名犯罪史的逃犯，目前仍跟龍九等英雄戰鬥。
個性：傀儡嬰兒(暫稱)

## 「ONE FOR ALL」歷代繼承者
最早出現于雄英體育祭篇和出久的夢中，以黑影之姿給予出久幫助。除了「第8代」八木俊典（歐爾麥特）和「第9代」綠谷出久是無個性者以外，「初代」到「第7代」皆是在擁有自身個性的基礎上繼承了「ONE FOR ALL」。為回應出久的訴求，在出久的意識中打算傳授歷代的6種自身個性于他。原本並非是特別強的個性，但受到「ONE FOR ALL」力量的影響下，威力變得比生前的持有者還強。
过去曾留下一本關於歷代「ONE FOR ALL」繼承者內幕的筆記並由八木俊典（歐爾麥特）保管著，現打算向「第9代繼承者」綠谷出久和知道「ONE FOR ALL」存在的爆豪勝己公开。每一代都經歷與「ALL FOR ONE」的殊死戰鬥，並通過血脈相融的羈絆才得以繼續傳承。繼承者若是本身就擁有個性的話那便會消耗壽命。由於無個性者隨著世代推進愈來愈少，出久有可能是最後一任繼承者。
每一代已知真名的繼承者的名字都對應他們的繼承次序。如死柄木予「一」是第一代持有者、「四」乃森避影是第四代、萬繩大「悟」郎是第五代、志村「菜奈」是第七代(なな／Nana是日文中七的唸法)、「八」木俊典是第八代、綠谷出「久」是第九代(日文中久與九亦同音)。
死柄木與一（Shigaraki Yoichi）
配音：保志總一朗（日本動畫）；王辰驊（台灣Netflix）
第1代「ONE FOR ALL」持有者，已故。「ALL FOR ONE」的弟弟，姓氏為「死柄木」，「ALL FOR ONE」給弟弟起名為「與一」是因為他是第一個他得到的東西。纯白头髮蓋住眼睛而且瘦骨如柴的中年男子，有著強烈的正義感並抵抗哥哥「ALL FOR ONE」的作為(也包括「ALL FOR ONE」為了私慾而殺死發光嬰兒)。最早由歐爾麥特提及，後來在出久的夢境中出現並給予指導。
死柄木兄弟出生在「發光嬰兒」誕生的一年之前。實際上發光嬰兒並非首位異能者，在他誕生之前還有許多沒有登記戶口而不為人知的異能者，死柄木兄弟就是其中之一。與一早在母親肚子裡的時候，本該分給他的營養就幾乎被哥哥給奪走了，這也是他身體如此瘦弱的真正原因。後來被哥哥強行留在身邊，由於與一不肯服從他，便被其軟禁，並被強行賦予了「儲存力量」的個性，後來被第二代驅藤救出，稱呼第二代為「我的英雄」，但逃亡兩個月左右後被「ALL FOR ONE」殺死。
與一認為如果哥哥能有一絲為他人著想的心，「奪取」和「給予」都有可能成為最仁慈的力量。警告出久死柄木即將來襲，稱呼死柄木「超越者」。現身在出久的夢境之中，與志村菜奈一同面對死柄木和「ALL FOR ONE」。
原個性：讓渡個性
能將自身的個性讓渡給他人 (其實根本沒有任何用處，即使使用了也難以發覺，因此持有此個性和無個性沒有分別）。他的哥哥「ALL FOR ONE」以為他真的是無個性，所以便強制將「儲存力量」的個性傳給了看似懦弱的他，於是其身上的兩種個性互相結合造就了現在的「ONE FOR ALL」。因為「ALL FOR ONE」的個性能夠干涉意識，因此具有相同血脈的與一亦擁有此特性，隨著「ONE FOR ALL」的誕生而將歷代的意識不斷地傳承下去。此個性在性質上與「ALL FOR ONE」十分相似，同樣具有干擾意識和把個性讓渡給他人的特性。
驅藤敏次（Kudō Toshitsugu）
配音：小野大輔（日本動畫）
第2代「ONE FOR ALL」繼承者，已故。留著與爆豪類似的深色蓬鬆短髮，且臉上有道叉字疤痕的男人。曾經是超常時代的反「ALL FOR ONE」組織的首領，和後輩三代之間是該組織的上下級關係。因為不想讓「被支配者連自己被支配都意識不到」的情況發生而起義反抗。曾經將被軟禁的予一拯救出來。以至於「ALL FOR ONE」對於驅藤相當的怨恨，怨恨將連跟驅藤有血緣的親屬全部剷除。
在出久的夢境中只以黑影的姿態出現。起初認為出久想拯救宿敵死柄木弔的想法只是瘋狂的幻象，因此並不願意為他提供協助。被予一提醒是時候該為解放「ONE FOR ALL」盡力了，雖對於出久能否打倒「ALL FOR ONE」曾感到懷疑，但最後仍被予一說服。對出久主動出擊找尋「ALL FOR ONE」的行為感到贊同，並認為在這個時代「止步不前」是不可取的。
原個性：變速
能夠無視慣性定律改變一件小型物體的速度。
在第349話中，二代的意識告訴出久，自己的個性被「ONE FOR ALL」強化後轉變成一種「極為特異」的能力。
布魯斯・李（Burūsu Rī）
配音：鈴木崚汰（日本動畫）
第3代「ONE FOR ALL」繼承者，已故。束著淺色高馬尾，額頭上帶著護具的男性。曾經是反「ALL FOR ONE」組織的成員，為第二代的下屬，並稱呼他為「首領」。
原本是一名研究員，與驅藤一同解明了與一的個性。當組織慘敗於「ALL FOR ONE」的時候，他在預感到黑暗時代即將來臨的同時，也領悟到與一的個性是一種「唯有從長遠視角看待才能發揮真正價值的力量」，於是他懷著祈願與諷刺的心情，將該個性命名為「ONE FOR ALL」。
後來在逃亡的歲月中聽聞了四乃森的傳聞，於是便將「ONE FOR ALL」託付給他。此後，為了盡可能引開「ALL FOR ONE」，他帶著僅存的夥伴渡海逃亡，最終死在故鄉。然而，他到死都不知道仍然存在於他體內的力量正是「餘燼」。
在出久的夢境中只以黑影的姿態出現，被予一提醒是時候該為解放「ONE FOR ALL」盡力。
原個性：發勁
能透過不斷重複一定的動作來儲存並釋放力量。類似「ONE FOR ALL」但威力遠遠不及。
四乃森避影（Shinomori Hikage）
配音：森川智之（日本動畫）
第4代「ONE FOR ALL」繼承者，已故，享年40歲。外貌是一名淺色蓬鬆中分頭髮，左臉有兩道傷痕的男性。在繼承者筆記中，第四代的事跡只記載一半，他的死因被歐爾麥特整個劃掉，而五、六、七代卻是一直到死因都有詳細的記載。
過去因自身個性的特質而開始厭倦俗世，於是選擇隱居於山林之中，成為一位遠離塵世的隱士。後來他毫不遲疑的接受了布魯斯的心意，繼承了「ONE FOR ALL」，並且在完全未被「ALL FOR ONE」察覺的情況下躲起來默默培養力量，最後其臉上因為衰老的副作用導致出現兩道傷痕。持有「ONE FOR ALL」的時間僅次於歐爾麥特。
和其他繼承者一起出現在出久的夢中與他對話。
原個性：感知危機
能夠如同第六感般瞬間察覺到即將到來的危險，但對不會造成危險的善意對象無效。
Lariat／萬繩大悟郎（Banjō Daigorō）
配音：安元洋貴（日本動畫）；張騰（台灣Netflix）
第5代「ONE FOR ALL」繼承者，已故。外貌是一名光頭、戴護目鏡、肩甲、从脸庞到颈上有伤痕的壯年男性。認為前輩四乃森是一個過得有如仙人般生活的隱士。
在愈來愈無人敢挑戰「ALL FOR ONE」的情況下，他依然選擇正面迎戰。之後，察覺死期將至的四乃森認為他是值得託付力量的人，於是主動與他接觸，告知其「ONE FOR ALL」的誕生與來龍去脈。儘管被告知若是鍛鍊不足可能會無法負荷，他也依然決定承擔。但正是在這次繼承中，「ALL FOR ONE」重新察覺到「ONE FOR ALL」的存在，萬繩一邊艱難的培養力量，一邊意識到「ALL FOR ONE」從未將其放在眼裡。
和其他繼承者一起出現在出久的夢中和他對話，後來回应出久想「抓住」某物的想法而现身，警告出久「ONE FOR ALL」不是能心懷雜念的東西。
原個性：黑鞭
能夠從體內釋放出細長鞭子形狀的黑色能量，以捕捉物體和在空中行動。
臥煙／搖蕩井煙（Tayutai En）
配音：柿原徹也（日本動畫）
第6代「ONE FOR ALL」繼承者，已故。外貌是黑色短髮穿著高領風衣的矮小男性，外表看起來很年輕。在繼承者筆記中的相關記載是到死因都相當完整。「ALL FOR ONE」曾兩次試圖奪取他的「ONE FOR ALL」，但都以失敗收場。
受到「Lariat」熱情影響的少年，從中找到活著的意義，於是追隨著萬繩。可是當時的萬繩從第四代那裡得知「ONE FOR ALL」的存在，為了避免波及身邊的人，於是以冷淡的態度將之拒於門外。
然而，在一場註定敗北的戰鬥之中，煙通過萬繩與「ALL FOR ONE」的對話，第一次知悉了「ONE FOR ALL」的存在，最後在萬繩臨死之際被其託付力量。
後來，煙在孤獨的逃亡與戰鬥中累積力量，儘管日漸疲憊，卻也吸引了一群志同道合的夥伴，其中就有經典老爺車與志村菜奈的丈夫。
和其他繼承者一起出現在出久的夢中和他對話，後來回應並指導出久歷代的個性都不能作為必殺技使用，同時點出出久太過尊重個性，要他把身上的個性當成道具使用。
原個性：煙幕
能從身體中釋放出煙霧，以此干擾對方或趁機逃跑。
志村菜奈（Shimura Nana）
配音：園崎未惠（日本動畫）；穆宣名（台灣Netflix）
第7代「ONE FOR ALL」繼承者，已故。歐爾麥特(八木俊典)的師父，經典老爺車的盟友，死柄木弔(志村轉弧)的奶奶。曾向歐爾麥特指導過「要救人就說明那個人已經經歷了可怕的事，認為真正的英雄不僅要救命，更要救心靈；不管內心多麼恐懼也要露出『我沒事』的笑容，這世上笑著的人才是最強的」。
丈夫戰死之後，得知他與朋友一直在秘密對抗巨大的邪惡、保護家人，於是繼承他的遺志，開始暗中支援由第六代帶領的隊伍。當第六代在戰鬥中身受致命傷的時候，身為當時最接近他的人而成為「ONE FOR ALL」的繼承者，最後在第六代拼死的掩護下順利逃脫。
生前獨力撫養兒子志村弧太郎，在與「ALL FOR ONE」的最終決戰前只留下書信把年幼的孩子從自己身邊送走，為自己不能盡好母親的責任而道歉，並希望他能真的「記恨」自己。
出現在出久的「ONE FOR ALL」夢境中，和其他繼承者一起出現在出久的夢中和他對話。透過詢問出久能否殺死死柄木來對他進行試煉，得到出久的答案後認可了他，並且對於死柄木的所作所為感到自責，也對當年將兒子志村弧太郎從自己身邊送走感到後悔。認為自己的想法（殺死死柄木的覺悟）為出久帶來負擔。
原個性：浮游
能夠漂浮在空中。
歐爾麥特／八木俊典
第8代「ONE FOR ALL」繼承者，詳見「歐爾麥特」。
笨久／綠谷出久
第9代「ONE FOR ALL」繼承者，詳見「綠谷出久」。

死柄木弔／志村轉弧
第10代「ONE FOR ALL」繼承者，詳見「死柄木弔／志村轉弧」

## 警察
塚内直正（Tsukauchi Naomasa）
配音：川島得愛（日本動畫）；何志威（台灣Animax）；張騰（台灣Netflix）；劉昭文（香港）
生日：4月4日／身高：180cm／年齡：36歲／喜歡的事物：棒球
警察，階級是警部。歐爾麥特的舊友，是知道歐爾麥特的個性秘密的其中一人。負責擔任調查「敵人聯盟」事件的搜查官。
個性：分辨真偽
玉川三茶（Tamakawa Sansa）
配音：待查詢（日本動畫）；鍾少庭（台灣Animax）；江志倫（台灣Netflix）；葉振聲（香港）
33歳，男性警察，塚內的部下，貓臉孔的男性，左撇子。
面構犬嗣（Tsuramagae Kenji）
配音：竹内良太（日本動畫）；梁興昌（台灣Animax）；張騰（台灣Netflix）；陳永信（香港）
保州警察署的警察署長，有著狗的外貌。在英雄殺手的事件之後向綠谷、轟與飯田提出警告。汙點事件後雖然出久、轟、飯田雖然因為協助警察和英雄逮捕汙點做出了很大的貢獻，但是也表示三人由於沒有取得資格證，加上在沒有保護者的指示下使用了“個性”表示可能會受罰，考慮到出久他們的將來，選擇睜一隻眼閉一隻眼，後對外界宣稱是安德瓦擊敗污點。

## 英雄公安委員會
公安委員長（男）
已故。原英雄公安委員會委員長。因為與納甘發生爭執而遭其殺害。
公安委員長（女）
配音：木下紗華（日本動畫）；錢欣郁（台灣Netflix）
本名不詳。英雄公安委員會現任委員長。被瑞·迪斯楚殺害。
目良善見（Mera Yokumiru）
配音：岩崎征實（日本動畫）；江志倫（台灣Netflix）
生日：3月9日／身高：171cm／年齡：38歲／喜歡的事物：睡覺
英雄公安委員會職員，英雄臨時職照考試的主持人，因為工作相當辛苦，因此平時總是一副睡不飽的模樣。

## 親屬相關

### 綠谷家
綠谷久（Midoriya Hisashi）
出久的父親，目前在派駐海外工作，尚未於故事中正式登場。
個性：噴火
能夠從嘴巴裡噴出火焰。
綠谷引子（Midoriya Inko）
配音：川上彩（日本動畫）；南波雪（日本VOMIC）；林美秀（台灣Animax）；連思宇（台灣Netflix）；陸惠玲（香港）
生日：7月4日／身長：160cm／年齡：41歲／喜歡的事物：出久
出久的母親。丈夫隻身派駐海外，幾乎是靠自己一個人養大出久。膽子很小，相當容易退縮。對於生出無個性的出久的自己感到相當自責因而壓力過大導致自己肥胖，但在看見出久為了成為英雄而努力奮鬥之後決定全力支持他，在出久因整理筆記而累得睡著後因看到其筆記本上畫的歐爾麥特而為出久製作出戰鬥服。雖然支持出久想成為英雄的志願，但對出久頻頻受傷進出醫院感到不安，甚至為此斥責過歐爾麥特。雄英改成寄宿制時，因出久經常受傷進院而拒絕讓出久繼續就讀雄英，在歐爾麥特的懇求下最終表示同意。
個性：引力
能夠吸引並移動一些小物品的能力。

### 轟家
轟炎司
焦凍的父親，以事件解決次數史上最多而出名的「火焰英雄」奮進人。
轟冷（Todoroki Rei）
配音：根谷美智子（日本動畫）；林美秀（台灣Animax）；穆宣名（台灣Netflix）；林元春（香港）
焦凍的母親，有著白色的長頭髮特徵，出身於名家「冰叢（Himura）」家族。由於丈夫奮進人為了讓孩子超越歐爾麥特而在奮進人買通家人後被安排與他結婚。儘管如此，在長子轟燈矢接受訓練時向奮進人提議多生一些孩子，來讓他們能夠互相扶持。總是在哭泣，並以"焦凍的左半邊很醜"為由將燒開的熱水潑向焦凍的左臉導致燒傷，這使得焦凍誓言自己絕不能成為父親的工具。當焦凍去醫院探望她並向其說出心聲之後，終接受焦凍及感到非常抱歉。去探望受傷的奮進人並一起討論轟家的問題。
個性：冰（暫稱）
與奮進人進行個性婚姻後，與他的火焰系個性結合成幼子焦凍的「半冷半燃」個性。
轟燈矢（Todoroki Tōya）
轟家長子，家中排行第一，焦凍的大哥，與弟弟夏雄關係友好。本來的髮色和父親奮進人一樣都是紅色，但後來原因不明逐漸變成白色。因為有著比父親更強大的火力而被父親寄望可以接替他，可是因為遺傳了母親的體質而不能承受火焰的熱度。曾經對於赫灼的特訓感到十分熱情和迫不及待，但由於自身體質的關係，就算有了長女轟冬美和次子轟夏雄也沒能解決問題。直到最年幼的弟弟轟焦凍出生後，開始遭到父親的冷落。
曾經點燃一場2060度的大火卻無法控制，之後被外界認定已葬身火海，但其實是被「人人為我」救下，全身的皮膚都已燒焦並且在這之後昏迷了三年，是一但死柄木有什麼萬一而培養的後補容器，醒來後受傷的身體被移植其他人的皮膚，但力量無法恢復到原本的狀態，而且痛覺也鈍化。本來想回去和家人見面，在受到「人人為我」的招募時因為對父親的執著太強而絲毫沒有動搖，但在見到父親嚴格地鍛鍊弟弟焦凍之後決定拋棄「燈矢」這個身份，從此以後便帶著對父親的怨恨自稱為荼毘。
轟冬美（Todoroki Fuyumi）
配音：真堂圭（日本動畫）；蔡雅如（台灣Animax）；連思宇（台灣Netflix）；葉曉欣（香港）
生日：12月6日／身高：160cm／年齡：22歳／喜歡的事物：戲劇
轟家長女，家中排行第二，焦凍和夏雄的姐姐。有著跟母親一樣的白髮加一些紅色頭髮。小學老師，因為覺得未能夠為弟弟焦凍做些什麼而感到內疚。在最終決戰結束後，她和其家人在「塔爾塔洛斯」的重症監護室與灯矢見面，而在工作方面，由於對奮進人的批評，她被迫辭去教職，但似乎透過學生父母的關係，她找到了一份新工作。
轟夏雄（Todoroki Natsuo）
配音：新祐樹（日本動畫）；張騰（台灣Netflix）
生日：7月1日／身高：181cm／年齡：19歳／喜歡的事物：生魚片、大海
轟家次男，家中排行第三，焦凍的二哥。有著跟母親一樣的白色頭髮。跟姊姊一樣一直為家中事情煩惱，但姊姊跟他說家裡的事就交給我，夏雄去作自己想做的事吧，讓他決定升大學。現為大學生，修讀醫療社福，在外住宿，對於造成母親與弟弟焦凍痛苦的父親沒有辦法感到諒解，并把大哥灯矢的死归咎到父亲而久久不释怀。小时候常跟哥哥灯矢两人一起玩，因此关系非常友好。在最終決戰結束後，他和其家人在「塔爾塔洛斯」的重症監護室與灯矢見面，並與他進行了最後的交談。會後，他向家人宣布，他要從大學退學，找份工作，然後和女友結婚，他還向奮進人宣稱，一旦他經濟獨立並結婚，將與家人斷絕關係。

### 爆豪家
爆豪勝（Bakugō Masaru）
配音：武田太一（日本動畫）；張騰（台灣Netflix）
生日：3月15日／身長：177cm／年齡：42歲／血型：B型／喜歡的事物：古典音樂
勝己的父親。與兒子相反，是個戴眼鏡看起來很斯文的人。過去有一陣子夢想當英雄之後對設計業產生興趣而踏入該行。在職場遇上光己，被對方猛烈追求後修成正果。
個性：酸化汗
可從手掌裡發出能發火，有爆炸性的酸性質汗。
爆豪光己（Bakugō Mitsuki）
配音：喜代原麻里〈第二季〉→足立由夏〈第三季〉（日本動畫）；林美秀（台灣Animax）；穆宣名（台灣Netflix）
生日：12月1日／身長：170cm／年齡：38歲／喜歡的事物：排球
勝己的母親。對雄英學生住宿制相當感謝，她說兒子很有才能，但被周圍的人過度讚美後變成現在這樣的德行，並希望學校能督促他讓他成為好的英雄，說完就和丈夫兩人低下了頭拜託老師。
個性：甘油
有保濕與美容的效果。

### 志村家
志村弧太郎（Shimura Kotaro）
配音：田島裕也（日本動畫）；黃天佑（台灣Netflix）
生日：7月13日／身高：178cm／年齡：32(已故)／喜爱的事物：直(妻)、華(女)、轉弧(子)、真子(義母)、千津夫(義父)、菜奈(母)。
志村轉弧的父親、志村菜奈的兒子。訂了一條「不准談論英雄」的家規，時常因為轉弧違反家規而對其暴力相向，也是日後造成轉弧性格轉變的重要因素。非常討厭為了與「人人為我」戰鬥而離開自己的媽媽志村菜奈，也因此變得很討厭英雄，儘管希望家人幸福，還是因此走向極端。最終慘死在自己兒子轉弧手中。
志村直（Shimura Nao）
配音：湯屋敦子（日本動畫）；連思宇（台灣Netflix）
志村轉弧的母親，非常關心轉弧，雖一度制止丈夫的家暴以及質疑這不合理的家規，死前仍試圖抱住他。
志村華（Shimura Hana）
配音：三浦千幸（日本動畫）；錢欣郁（台灣Netflix）
志村轉弧的姐姐，長得很像志村菜奈，最後被轉弧誤殺。
千津夫、真子
配音：城岡祐介、角倉英里子（日本動畫）
志村轉弧的外祖父母，非常關心弔，被轉弧誤殺。

### 其他親屬
飯田天晴（Iida Tensei）／天賦引擎（Ingenium）→大天賦引擎（Big  Ingenium）
配音：北田理道（日本動畫）；林正騏（台灣Animax）；黃天佑（台灣Netflix）；黃啟昌（香港）
生日：7月22日／身高：183cm／喜歡的事物：所有運動、香雅飯
天哉的大哥。前職業英雄，在東京事務所有65名雇員夥伴的超人氣英雄。在雄英體育季舉辦期間，在外邊工作時被「英雄殺手」污點襲擊而身受重傷（事實上污點能殺死他，之所以留他一命是為了透過他散播污點的恐怖），後來在醫院及時治療，成功撿回一命，但從此半身不遂，雙腳沒有知覺，認定自己的英雄生涯就此結束而打算把英雄名讓給其弟使用。而在決戰的八年後，因醫療科技的進步，使他能重新站起來並能跟其弟天哉一起當英雄。
御茶子的雙親
【父親】配音：松田修平（日本動畫）；曹冀魯（台灣Animax）；江志倫（台灣Netflix）；劉昭文（香港）
【母親】配音：江場梨絵子（日本動畫）；陳筱寧（台灣Animax）；錢欣郁（台灣Netflix）；梁少霞（香港）
御茶子的雙親。父親經營建築公司，由于经营不善，所以家里在经济上很吃紧，御茶子为了减轻父母负担所以要成为职业英雄。而御茶子的父母却非常体谅和疼爱御茶子，希望她能为了自己而去努力，不用去担心家里，对于御茶子想做的事情，父母都会全力支持。
耳郎響德（Jirō Kyōtoku）、耳郎美香（Jirō Mika）
【響德】配音：樋渡宏嗣（日本動畫）；江志倫（台灣Netflix）
【美香】配音：渡邊明乃（日本動畫）；錢欣郁（台灣Netflix）
響香的雙親。因从小受父母亲的影响而酷爱音乐，尤其是摇滚。在相澤老師向家長解說著住宿這件事，雖然稍有曲折，但最終還是同意。女兒耳郎的個性及姓氏全都來自於媽媽。

## 一般市民
小翼（Tsubasa）
配音：川上彩（日本動畫）
出久和爆豪的竹馬之交，背後長翅膀的小胖子，翼醫院的兒子，「ALL FOR ONE」的助手和當年替幼年時期的出久診斷出無個性的老醫生就是他的爺爺，幼稚園和小學時期常與爆豪和出久他們玩在一起，但沒有讀同一所初中。
作者曾透露過在保須市襲擊事件中，抓走出久的背後長翅膀的腦無與他有關聯。
壞理（Eri）
配音：小林星蘭（日本動畫）；連思宇（台灣Netflix）
生日：12月21日／身高：110cm／年齡：6歲／喜歡的事物：蘋果
白髮、额頭一侧有角的小女孩。被解修師對外宣稱是他的女兒，但其實是八齋會組長的外孫女。因為無意間發動「個性」讓碰觸她的父親身體消失，被母親視為一個「詛咒」而無情拋棄，於是組長讓解修師負責照顧她，然而解修師發現了「人體回溯」這個個性的作用，使她成為製造「個性」破壞彈與血清計劃中的核心關鍵。相當懼怕解修師。
在某次逃走時碰上正在英雄實習的出久和陪伴巡逻的未吏生並向他們求救，她紧紧抓住发抖的样子让出久留下很深的印象和大事发生不好的预感。在當英雄們和警方闖入大本營後，被解修師帶著試圖離開，後因自身個性的緣故而使出久的個性提升至100%。戰役結束後因發高燒而被送往醫院，恢復後被未吏生和出久邀請去雄英的文化祭，現在已經交給雄英照顧並住在教師宿舍。在決戰的八年後，就讀一所某高中
個性：人體回溯
比「治癒」和「翻修」高等級的強力「個性」，能將人體依發出的能量的大小而回復到先前狀態，嚴重的話甚至會退化。
出水洸汰（Izumi Kōta）
配音：山崎滿（日本動畫）；連思宇（台灣Netflix）
生日：12月12日／身高：107cm／年齡：5歲／喜歡的事物：一個人獨處
父母親是英雄「尼斯湖水怪」，曼德勒貓的外甥並被其收養。表面上看起来是一个比较毒舌的人，但实际上內心很脆弱。因為父母親在英雄活動時被爆肌殺害，而厭惡著放任個性存在的英雄社會，開始對英雄抱持否定的情感。在雄英合宿和出久見面時攻擊出久的睪丸，在快要被爆肌襲擊時被出久救出，事後希望對出久說一聲謝謝。在決戰的八年後，進入雄英就讀
個性：水鐵砲
可以從手掌上噴出大量的水。
珠葦萠胡（Moko Tamashi）
配音：櫻井馨織（日本動畫）；錢欣郁（台灣Netflix）
25歲。歐爾麥特在擔任職業英雄退休前所拯救的最後一位民眾。在與「超常解放戰線」戰鬥導致社會崩潰後，大部分民眾因怨恨英雄的無能，而在前NO.1英雄歐爾麥特雕像上進行塗鴉破壞，而她每天都會過來清理雕像。
生駒小麿里（Ikoma Komari）
配音：松本沙羅（日本動畫）；錢欣郁（台灣Netflix）
生日：11月26日／身高：157cm／年齡：23歲／喜歡的事物：啤酒
間瀬垣小學一年級的班導師，在英雄執照的補考講習中登場。因為才剛任職的緣故，對自己相當沒自信，常為她所帶的班級傷透腦筋。
為田浩（Tameda Hiroshi）
配音：町山芹菜（日本動畫）；葉又菁（台灣Netflix）
生日：1月8日／身高：170cm／喜歡的事物：奮進人、英雄
奮進人的狂熱粉絲，對於奮進人態度的轉變感到失望並逃走。於奮進人與特殊腦無戰鬥的混亂現場中對播報員「缺乏象徵」的話語激怒，並大喊「現在是誰在為我們挺身戰鬥！給我看清楚啊！」從此被稱為「看清楚少年」，對世人看待奮進人的評價有很大的貢獻。
車田運天丸（Kurumata Untenmaru）
配音：江川央生（日本動畫）；張騰（台灣Netflix）
專47歲。為英雄僱傭的司機，與奮進人簽訂獨家合同。
白雲朧（Shirakumo Oboro）／Loud Cloud
配音：小野賢章（日本動畫）；王辰驊（台灣Netflix）
生日：5月5日／身長：187cm／喜歡的事物：天空、太陽
已故。13年前為雄英高中2年A班學生，相澤消太（抹消磁頭）和山田陽射（禮物麥克風）的好友和同學，在校内并称「三傻」。後來因為意外過世，生前將護目鏡送給相澤。其遺體被「人人為我」作為基礎並加入多種「個性」改造成有独立人格的腦無黑霧，其「個性」中的基礎因子與白雲朧一致。
最初於漫画外傳《正義使者 -我的英雄學院之非法英雄-》中登場，後亦於本作提及和登場。
個性：雲
能夠憑空製造出雲，本人表示此個性十分華麗。被「人人為我」當作基礎加入了多種個性後融合變異成黑霧的空間跳躍門。
照元光輝（terumoto kouku）
嘴巴有著縫合痕跡的黑髮少年。由於其個性是不屬於家族譜系任何一方的突變，因此被家人關進地下室，甚至連嘴巴也被縫起來。
在綠谷與死柄木的大戰過後，因關押他的地下室遭到波及而重見天日。
個性：闇
一般女性
配音：鈴木實里（日本動畫）
在超自然解放戰爭事件後被綠谷出久救下的一般女性。

## 電視動畫原創角色

### 職業英雄
塞爾奇（Selkie）
配音：關智一（日本動畫）；梁興昌（台灣Animax）；王辰驊（台灣Netflix）；劉昭文（香港）
職業英雄。「海難英雄」，主要活躍在海上。有著滿身肌肉的斑海豹外貌和俏皮的性格，會時不時就裝可愛，這讓天狼星感到相當無語。
是梅雨職場體驗的指導者之一，在梅雨的職場體驗中受海上保安廳委託前去逮捕偷渡犯，最後在天狼星和梅雨的合作下將其制伏並逮捕。
初登場於動畫第32集，後於漫畫259話登場。
個性：班海豹
斑海豹能做到的事，基本上都能辦到。還能像聲納發出聲音，通過反射鎖定目標位置。
天狼星
配音：小清水亞美（日本動畫）；林美秀（台灣Animax）；楊詩穎（台灣Netflix）；劉惠雲（香港）
職業英雄，塞爾奇的搭檔，對塞爾奇有著絕對信賴的關係，對塞爾奇時不時就裝可愛感到相當無言。外貌是穿著海上水手服的的藍髮少女，在耳朵有裝備魚鰭形狀的通訊器。
梅雨職場體驗的指導者之一，曾跟梅雨說過心中憧憬的英雄樣子跟實際的英雄樣子相差距大，甚至還會幫塞爾奇洗內褲。職場體驗中作為前輩在後輕輕地支持著梅雨。在梅雨的職場體驗中受海上保安廳的委託前去逮捕偷渡犯，最後與塞爾奇和梅雨的合作下將其制伏並逮捕。
初登場於動畫第32集，後於漫畫347話登場。
個性：靈敏聽覺
能夠聽到人類聽不見的超高頻音。

### 敵人
印斯茅斯（Innsmouth）
配音：勝杏里（日本動畫）；林谷珍（台灣Animax）；梁興昌（台灣Netflix）
於動畫第32集登場，一名來自鄰國的偷渡犯，企圖運送違禁藥品，最後被塞爾奇、天狼星、梅雨的合作下被制伏並拘捕。
個性：章魚
有著巨大的觸手和能噴出章魚的墨水的異形系個性。

### 聖愛學院
印照才子（Interi Saiko）
配音：上田麗奈（日本動畫）；錢欣郁（台灣Netflix）
於動畫第55集登場。聖愛學院二年級學生，智商高達150的天才。特徵是淺藍色姬髮式的頭髮，左眼帶著單片眼鏡。穿著高中校服，為白色雙排扣燕尾服，帶著白色貝雷帽。對於自己與IQ相當的自信，此外在把對手逼到絕境會感到相當愉快。在學校的團隊中為代表領隊，並受到同學的尊重與喜愛。
在考取臨時英雄執照時出現，第一輪考試中在建築物中設立了基地，並設立計劃指揮同學襲擊雄英高中的八百萬、蛙吹、耳郎、障子的團隊，成功把他們的團隊逼到絕境。但八百萬的採取的行為超出她的預測，本來想把八百萬單獨淘汰，但因耳郎、蛙吹、障子和八百萬間的夥伴情誼，最後認輸。
個性：智商
只要透過喝紅茶，在眼睛閉上時，智商便會成倍的增長。而原本智商就有150，配上她的個性後成為名副其實的超級天才。此外，依照所喝的紅茶品質，能力的提升也會有所差異。

### 一般市民
特田種男（Tokuda Taneo）
配音：花輪英司（日本動畫）；黃天佑（台灣Netflix）
於動畫第64集登場。一名自由記者，歐爾麥特於18年前曾拯救過他的父親，歐爾麥特對他來說是他的偶像和救命恩人。為確認歐爾麥特的繼承者是誰而請求報社幫忙，自己去採訪1年A班。不過他表示並不會公布繼承者是誰，只是單純想確認，知道人們心中的希望還存在，並推測出出久正是那位繼承者。
個性：全身鏡頭
能夠於身體的任何部位長出鏡頭，可以隨時記錄獨家新聞，也能於第一時間列印出照片。

## OVA版登場角色

### 與死人訓練
僅在OVA動畫《與死人訓練》中登場。
萬偶數羽生子（Mangūsu Habuko）
配音：內田真禮（日本動畫）
初登場於漫畫第10卷番外篇（動畫於OVA《與死人訓練》登場）。梅雨就讀國中時認識的好友，現就讀於勇學園高中。頭部為蛇的模樣。
個性：弛緩
能把瞪著的人石化三秒。被爆豪在被石化前跳躍瓦解。
藤見露召呂（Fujimi Romero）
配音：木村良平（日本動畫）
勇學園高中的學生，與爆豪的關係不合，最後被解除心理陰影的爆豪海扁。
個性：喪屍病毒
能釋放毒氣，吸到毒氣的人會變得不能思考，身體能力亦會變強，並且會漫無目的地使用個性，被感染者咬到亦會被感染，猶如“喪屍”。目前資料來說，喪屍狀態會因為受到大量衝擊而解除，OVA中被已掌握「ONE FOR ALL」的綠谷和解除心理陰影的轟的合作解除被感染的雄英高中及勇學院高中學生。
- 歐爾麥特的普通狀態被當成殭屍們的同類。相澤老師等人皆認為此個性極其危險。

赤外可視子（Sekigai Kashiko）
配音：吉川麻美（日本動畫）
勇學園高中的學生，羽生子班上的班長。
個性：紅外線
可偵察附近的生命反應，但無法感應到被某些東西阻隔並隱藏的人。OVA中八百萬使用個性製作阻擋紅外線的布隱藏所有隊員，使赤外無法發現。
多彈打彈（Tadan Dadan）
配音：峰岸佳（日本動畫）
勇學園高中的學生。
個性：飛彈
可以遠距離發射大量飛彈，破壞力很高，但甚少對人使用。

### 像在地獄一樣笑吧
微笑先生（Mr. Smily）／微笑真治郎（Hohoemi Shinjirō）
配音：近藤浩德（日本動畫）
OVA原創角色。28歲，自稱藝術家。在出久、爆豪和轟於奮進人的事務所實習期間到處在公共場合的牆壁上塗鴉，因其棘手的個性使警察向奮進人請求支援。最後被出久的話所感動，並使用個性阻止搶劫商場的通緝犯。
個性：微笑
讓別人看到自己的笑臉之後，不論對象是誰都會持續大笑兩小時。只要是即時觀看，不管是透過鏡子或是影像都有效果，若對象在遠處看到笑臉則不會受到影響。

## 電影版登場角色

### 兩個人的英雄
《我的英雄學院電影版：兩個人的英雄》中的登場人物。

#### I島
梅莉莎‧希爾德
配音：志田未來（日本動畫）；連思宇（台灣）；萧清源（中國大陸）
大衛·希爾德的女兒，無個性的少女，後於漫畫登場。在最後決戰前，接受歐爾麥特的委託設計打造支援裝備，而其裝備的功能都是以雄英1-A班的學生每個人的個性為雛型所打造的
個性：無
大衛‧希爾德
配音：生瀨勝久、木村良平〈青年〉（日本）；王辰驊〈劇場版〉、李世揚〈電視版〉（台灣）；孟令军（中國大陸）
著名美國科學家，歐爾麥特的老朋友和其戰鬥服的設計者。
個性：柔軟手指

#### 敵人
沃爾夫拉姆
配音：小山力也（日本）；張騰（台灣）；郭金非（中國大陸）
本作電影敵人頭目。最後被歐爾麥特和出久聯手打敗，被I-Island的警方給逮捕
個性：金屬操作
可以隨意操縱周圍的金屬，發動條件是要觸碰到金屬。
被「ALL FOR ONE」賦予的個性：臂力增強
山姆‧亞伯拉罕
配音：小形满（日本）；梁興昌（台灣）；杨波（中國大陸）
大衛的助手。因為無法接受I-Island的贊助商擔心可以增強個性強度的裝置可能落入不當之手。結果，世界各國政府向大衛施加壓力，要求終止該計畫，結果大衛在未告知他的情況下將該設備(儘管該裝置仍處於測試階段)給封鎖，所以委託沃爾夫拉姆來搶奪，事後被I-Island的警方逮捕並將他徹底軟禁

### 英雄新世紀
《我的英雄學院電影版：英雄新世紀》中的登場人物。

#### 那步島
島乃真幌（Shimano Mahoro）
配音：黑澤朋世（日本）；穆宣名（台灣）
活真的姐姐，後於漫畫登場。
個性：幻影
能隨意製造幻影。
島乃活真（Shimano Katsuma）
配音：寺崎裕香（日本）；連思宇（台灣）
本作電影關鍵角色，後於漫畫登場。
個性：活化細胞
能活化目標人物的細胞，有促進新陳代謝和興奮劑的效果。

#### 敵人
九
配音：井上芳雄（日本）；黃天佑（台灣）
本作電影敵人頭目，一名身穿白色西裝和黑色裝甲衣的白髮男子，醫生所製造的具有自我意識的「完美腦無」。曾經試圖奪取過出久體內的「ONE FOR ALL」，但因為「ONE FOR ALL」裡面融合了六種個性，超出「九」自身的負荷而作罷。為了獲得力量而找上醫生，而他的野心和力量得到醫生的認同而成為腦無。為了奪取能夠防止自己細胞壞死的個性而來到那步島，最後被出久和爆豪聯手打敗，後來被出現在那步島上的死柄木施以「崩壞」後消逝。
個性：ALL FOR ONE
「ALL FOR ONE」的複製品，但最多只能奪取八種個性，而且由於是複製品，一但過度使用個性就會導致體內的細胞壞死，因此必須要奪取活真的個性來防止細胞壞死。擁有能從指尖射出雷射、釋放圓形的透明盾牌、看到他人的個性、從背後釋放出類似龍的物體等個性。
原個性：天氣（暫稱）
能夠隨心相欲地操控天氣，但使用後會吐血。
史萊絲
配音：今田美櫻（日本）；連思宇（台灣）
擁有一頭紅色長髮的女子。追隨「九」創造新世界的理想，為了完成計畫一同來到那步島。最終面對蘆戶與常闇戰鬥，被常闇的暴走黑影擊倒。事件結束後被警方逮捕。
個性：髮刃(暫稱)
能夠將頭髮變成利刃的形狀和破壞力極強的飛針。
奇美拉（Chimera）
配音：武內駿輔（日本）；張騰（台灣）
本名今鳥獸郎（Kon Chōjūrō），身高208公分。
穿著棕色大衣和藍色襯衫的高大男人，嘴邊總是叼著雪茄，會自己噴火來點燃。追隨「九」創造新世界的理想，為了完成計畫一同來到那步島。最終面對轟、蛙吹、飯田及切島的聯合作戰，在四人合力下被轟全力冰凍失去戰鬥能力。事件結束後被警方逮捕。
個性：奇美拉
包含多種動物的特徵的異形系個性，有著狼的頭和身體、猛禽的四肢和蛇的尾巴等複合特徵，擁有優秀的身體能力，例如能徒手瞬間破壞轟的冰塊、一拳擊飛貨車等。其強韌的肉體也使大部分物理攻擊對他難以生效，還能依靠噴火進行遠距離攻擊。
奇美拉Ver.2
完全解放個性後體型變得更壯碩，頭上伸出牛一般的大角、手臂長出羽翼，噴火能力進化成破壞力更強的高熱射線，甚至能飛行，代價是會失去理智並變得狂暴。
木乃伊（Mummy）
配音：鳥海浩輔（日本）；梁興昌（台灣）
全身纏繞紅色繃帶並配戴武士刀的男子。追隨「九」創造新世界的理想，為了完成計畫一同來到那步島。操控傀儡與爆豪、切島及上鳴等人戰鬥，最終被爆豪擊倒。事件結束後被警方逮捕。
個性：繃帶(暫稱)
能夠操控繃帶，並讓被繃帶纏住的非生物按照自身的意識行動。

### 世界英雄任務
《我的英雄學院電影版：世界英雄任務》中的登場人物。

#### 奧塞翁國
洛迪·索爾（Rody Soul）
配音：吉澤亮、關根明良〈童年〉（日本）；喬資淯、連思宇〈童年〉（台灣）
本作電影關鍵角色，後於漫畫登場。寄居在奧塞翁國橋底下一輛住家拖車內，跟兩名弟妹相依為命。工程師艾迪·索爾的長子，夢想是成為一名飛行員，可是因父親被Humarise擄走而導致家道中落，而且屢遭身邊人歧視，故此只能自力維生並作為珠寶小偷的跑腿，也因此練就靈活的身手。由於多數英雄都不會幫助包括他在內的奧塞翁國國民，所以他特別討厭英雄，亦對伸出援手的出久語帶輕佻。事件結束後在一間酒吧工作並兼讀飛行員的相關書籍
個性：魂（Soul）
皮諾
配音：林原惠（日本）；穆宣名（台灣）
一隻名叫皮諾的粉紅色小鳥，洛迪的拍檔兼隨身夥伴，亦是洛迪的個性。喜怒形於色之餘還會表達出洛迪內心的真正想法。
艾倫·基爾（Alan Kay）
配音：野島裕史（日本）；黃天佑（台灣）
被Humarise擄走的其中一名科學家，艾迪·索爾的夥伴，被迫參與開發「個性因子誘發炸彈」，但始終私底下不滿Humarise成員的所作所為，後來更帶著載有炸彈研發資料的手提包逃走。名字來源自美國電腦科學家艾伦·凯。

#### 職業英雄
克蕾爾·伯恩絲（Clair Voyance）
配音：本名陽子（日本）；連思宇（台灣）
在奧塞翁國世界英雄選拔隊總部內協助奮進人的職業英雄，命名來自「透視（Clairvoyance）」一詞。
個性：透視
在她視野範圍內的所有物質都可以被看穿，且能發揮出設施內搜索及對付敵人之能力。
薩拉姆（Salaam）
配音：宮園拓夢（日本動畫）；黃天佑（台灣）
埃及職業英雄。有著法老王圖騰般的外貌。
初登場於第三部劇場版《世界英雄任務》，後於漫畫登場。
個性：紙莎草
可將身體化為薄薄一片的紙狀並快速移動。
BIG RAD DOT（Big Rad Dot）
新加坡職業英雄。有著獅子般的外貌，及覆蓋著身體的鱗片。喜歡湯類料理與肉骨茶。外貌和個性來自魚尾獅。
初登場於第三部劇場版《世界英雄任務》，後於漫畫登場。
個性：大海嘯
可從口中噴出大量的水。

#### Humarise
弗雷克特·丹恩（Flect Turn）
配音：中井和哉（日本）；張騰（台灣）
本作電影敵人頭目，Humarise組織的首領，《個性終末論》的提倡者。他認為個性會隨著每一代的傳承而變得混亂和深化，最終變得不受控制，因此主張「必須救贖人類」，並計劃在世上消滅所有擁有個性的人。從小因為反射的個性而無法觸摸他人，從而開始擁有消滅所有個性的想法。
最後在與出久的對決中被出久發現其個性具備反射的上限，並被其以「爆碎風合眾國（United States of World Smash）」擊敗，事件過後遭到警方逮捕。
個性：反射
可以將受到的傷害全數折射到自己想要的方位，自己則不會受到任何傷害，此個性一直處於激活狀態，無法自行解除，缺點是有最大反射量的限制，但丹恩本人並不知情，直到被出久打到上限後才發現。其藍色皮膚亦是因為其個性所造成。
貝洛絲（Beros）
配音：伊瀨茉莉也（日本）；連思宇（台灣）
Humarise旗下的傭兵，對丹恩十分忠誠。
個性：弓箭
左手能變成弓，並能夠自由地操控手上的箭以命中目標，但無法自己製造箭。
Sidero
配音：梅原裕一郎（日本）；張騰（台灣）
Humarise旗下的傭兵。
個性：鐵球
能夠從手指的關節製造鐵球，並可改變鐵球的大小作為攻擊。
Serpenters
配音：榎木淳彌（日本）；梁興昌（台灣）
Humarise旗下的傭兵。是一對雙胞胎，而且擁有同樣的個性。兩人聯手與爆豪戰鬥但遭擊敗，事件結束後被警方逮捕。
個性：蛇腹劍
能從手上長出可任意伸縮的蛇腹劍來做為攻擊及防禦手段，使用觸發後也可從背後及嘴巴伸出。
Leviathan
配音：坂田將吾（日本）；黃天佑（台灣）
Humarise旗下的傭兵。與轟戰鬥但遭擊敗，事件結束後被警方逮捕。
個性：扭曲
能夠製造強力的扭曲，可扭曲水流、火焰等並加以操縱，其巨大身驅的力量也具有壓倒性。

### YOU'RE NEXT
《我的英雄學院電影版：YOU'RE NEXT》中的登場人物。

#### 謝爾維諾家族
朱里歐·甘迪尼
配音：宮野真守（日本）
個性：因子抵消
安娜·謝爾維諾
配音：生見愛瑠（日本）
個性：過度修改(暫稱)

#### 戈里尼家族
黑暗麥特
配音：三宅健太（日本）
個性：鍊金
黛波拉·戈里尼
配音：壽美菜子（日本）
個性：白日夢(暫稱)
布魯諾·戈里尼
配音：寺杣昌紀（日本）
個性：延遲點(暫稱)
保羅·戈里尼
配音：小林裕介（日本）
個性：抹消點(暫稱)
卡米爾·戈里尼
配音：小野友樹（日本）
個性：遊覽
賽門·戈里尼
配音：菊池通武（日本）
個性：怪物召喚
烏戈·戈里尼
配音：魚建（日本）
個性：念動力
吉爾·戈里尼
配音：無（日本）
個性：任意移動

## 相關書目
| 冊數 | 集英社        | 集英社                 | 東立出版社    | 東立出版社             |
| 冊數 | 發售日期      | ISBN                   | 發售日期      | ISBN                   |
| ---- | ------------- | ---------------------- | ------------- | ---------------------- |
| 1    | 2016年5月2日  | ISBN 978-4-08-880719-5 | 2016年8月17日 | EAN 471-094-554-871-5  |
| 2    | 2019年10月4日 | ISBN 978-4-08-882128-3 | 2020年7月31日 | ISBN 978-957-26-4245-0 |

## 備註
1. ↑  日文原名為，網路中文版譯為「人偶」、「臭久」等；台灣東立漫畫譯為「笨久」；台灣Animax電視版則譯「小久」；香港J2譯為「廢久」。
2. ↑  在動畫版第3季第1集中由於B班班導弗拉德之王的疑問才經由相澤老師提出
3. ↑  因身邊同學於出久離開雄英前不知道出久繼承「我為人人」的詳情，在同學理解中被認為是出久某個個性覺醒的現象（就像轟焦凍擁有雙個性）。由於出久的父母都是有個性的，所以後代突然覺醒個性這種猜想在他人眼裡是合乎邏輯的。但是出久是否確實擁有自己的個性依然是一個謎。
4. ↑  由歐爾麥特親身指導。藉由調節力量並用手指使出類似德拉瓦爆碎風的空氣砲攻擊
5. ↑  台灣東立漫畫譯為「復原女孩」
6. ↑  日文原名為《ベストジーニスト》，香港J2譯「最型牛仔」，網路中文版譯為「潮爆牛王」；台灣東立漫畫則譯成「最佳牛仔褲時尚名人獎」。
7. ↑  『jumpNEXT!!2014 Vol.4』番外編。
8. ↑  日版漫畫單行本第1卷《綠谷出久：開端》角色介紹；集英社日版ISBN ISBN 978-4-08-880264-0。
9. ↑  家人的手以及兩名小混混的手
10. ↑  在先前的劇情中，雙倍已經將身為臥底的霍克斯當成夥伴，並向他洩露情報
11. ↑  即是相澤現在使用的那副。